# Непал
Непа́л (неп. नेपाल [neˈpaːl]), офіційна назва Федерати́вна Демократи́чна Респу́бліка Непа́л (संघीय लोकतान्त्रिक गणतन्त्र नेपाल) — держава в Гімалаях у Південній Азії. Столиця — Катманду.
Є державою, що не має виходу до моря, в Південній Азії. В основному вона розташована в Гімалаях, але також включає частини Індо-Гангської рівнини. Межує з Тибетським автономним районом Китаю на півночі та з Індією на півдні, сході та заході, від Бангладешу вузько відділений Сілігурійським коридором, а від Бутану — індійським штатом Сіккім. Непал має різноманітну географію, включаючи родючі рівнини, субальпійські лісисті пагорби та вісім із десяти найвищих гір світу, включаючи гору Еверест, найвищу точку на Землі. Катманду є столицею і найбільшим містом країни. Непал є багатоетнічною, багатомовною, багатоконфесійною та багатокультурною державою, офіційною мовою якої є непальська.
Назва «Непал» вперше згадується в текстах ведичного періоду Індійського субконтиненту, епохи стародавнього Непалу, коли був заснований індуїзм, переважна релігія країни. У середині першого тисячоліття до нашої ери в Лумбіні на півдні Непалу народився Гаутама Будда, засновник буддизму. Частини північного Непалу були переплетені з культурою Тибету. Розташована в центрі долина Катманду переплітається з культурою індоарійців і була резиденцією процвітаючої конфедерації Невар, відомої як Непальська мандала. На гімалайській гілці стародавнього Шовкового шляху домінували торговці долини. Космополітичний регіон розвинув виразне традиційне мистецтво та архітектуру. До XVIII століття Королівство Горкха досягло об'єднання Непалу. Династія Шах заснувала Королівство Непал, а пізніше уклала союз із Британською імперією під керівництвом династії Рана. Країна ніколи не була колонізована, але служила буферною державою між Імперським Китаєм і Британською Індією. Парламентська демократія була запроваджена в 1951 році, але двічі призупинялася непальськими монархами, у 1960 і 2005 роках. Громадянська війна в Непалі в 1990-х і на початку 2000-х років призвела до створення світської республіки в 2008 році, поклавши край останній у світі індуїстській монархії.
Конституція Непалу, прийнята в 2015 році, затверджує країну як світську федеративну парламентську республіку, поділену на сім провінцій. Непал був прийнятий до Організації Об’єднаних Націй у 1955 році, а договори про дружбу були підписані з Індією в 1950 році та Китаєм у 1960 році. У Непалі знаходиться постійний секретаріат Асоціації регіонального співробітництва Південної Азії (SAARC), членом-засновником якої він є. Непал також є членом Руху неприєднання та Ініціативи Бенгальської затоки.

## Етимологія
До об'єднання Непалу долина Катманду була відома як "Непал". Точне походження терміна "Непал" невідоме. "Непал" з'являється в давньоіндійських літературних текстах, датованих ще IV століттям нашої ери. Точну хронологію встановити неможливо, оскільки навіть найдавніші тексти можуть містити анонімні внески, датовані аж до раннього Нового часу. Академічні спроби створити правдоподібну теорію ускладнюються відсутністю повної картини історії та недостатнім розумінням лінгвістики чи відповідних індоєвропейських і тибето-бірманських мов.
Відповідно до індуїстської міфології, Непал отримав свою назву від давнього індуїстського мудреця на ім'я "Не", якого по-різному називають "Не Муні" або "Немі". Згідно з Пашупаті Пураною країна в серці Гімалаїв стала називатись Непал як місце, захищене Не. Відповідно до "Nepāl Mahātmya", Немі було доручено захистити країни Пашупаті. Згідно з буддійською міфологією, Манджушрі Бодхісаттва осушив первісне озеро змій, щоб створити долину Непалу, і проголосив, що Аді-Будда Не подбає про громаду, яка заселить її. Як заповітна для Не, – долина буде називатися "Непал". Згідно з Гопалараджамшавалі, генеалогією стародавньої династії Гопала, складеною бл.1380-ті роки, Непал названий на честь пастуха Непи, засновника непальського нащадка абхірів. У цій розповіді корова, яка дала молоко на місці, на якому Непа під час досліджень виявив Джйотірлінга Пашупатінатха, також називалася Не.
Перші європейські відвідувачі справедливо відкинули етимологію Не Муні. Норвезький індолог Крістіан Лассен припустив, що "Nepāla" є складним словом "Nipa" (підніжжя гори) і "-ala" (короткий суфікс для "alaya", що означає обитель), і тому "Nepāla" означає «обитель біля підніжжя гори» . Індолог Сільвен Леві вважав теорію Лассена неспроможною, але не мав власних теорій, лише припускаючи, що або "Newara" є вульгаризмом санскритської "Nepala", або "Nepala" є санскритізацією місцевого етносу; його точка зору знайшла певну підтримку, хоча вона не вирішує питання етимології. Було також запропоновано, що "Непа" має тибето-бірманське коріння, що складається з "Ne" (велика рогата худоба) і "Pa" (охоронець), що відображає той факт, що ранніми мешканцями долини були гопала (пастухи корів) і махіспали (пастухи буйволів). Суніті Кумар Чаттерджі вважав, що Непал походить від тибето-бірманських коренів - "Ne" невизначеного значення (оскільки існує багато варіантів), і "pala" або "bal", значення яких повністю втрачено.

## Історія

### Давній Непал

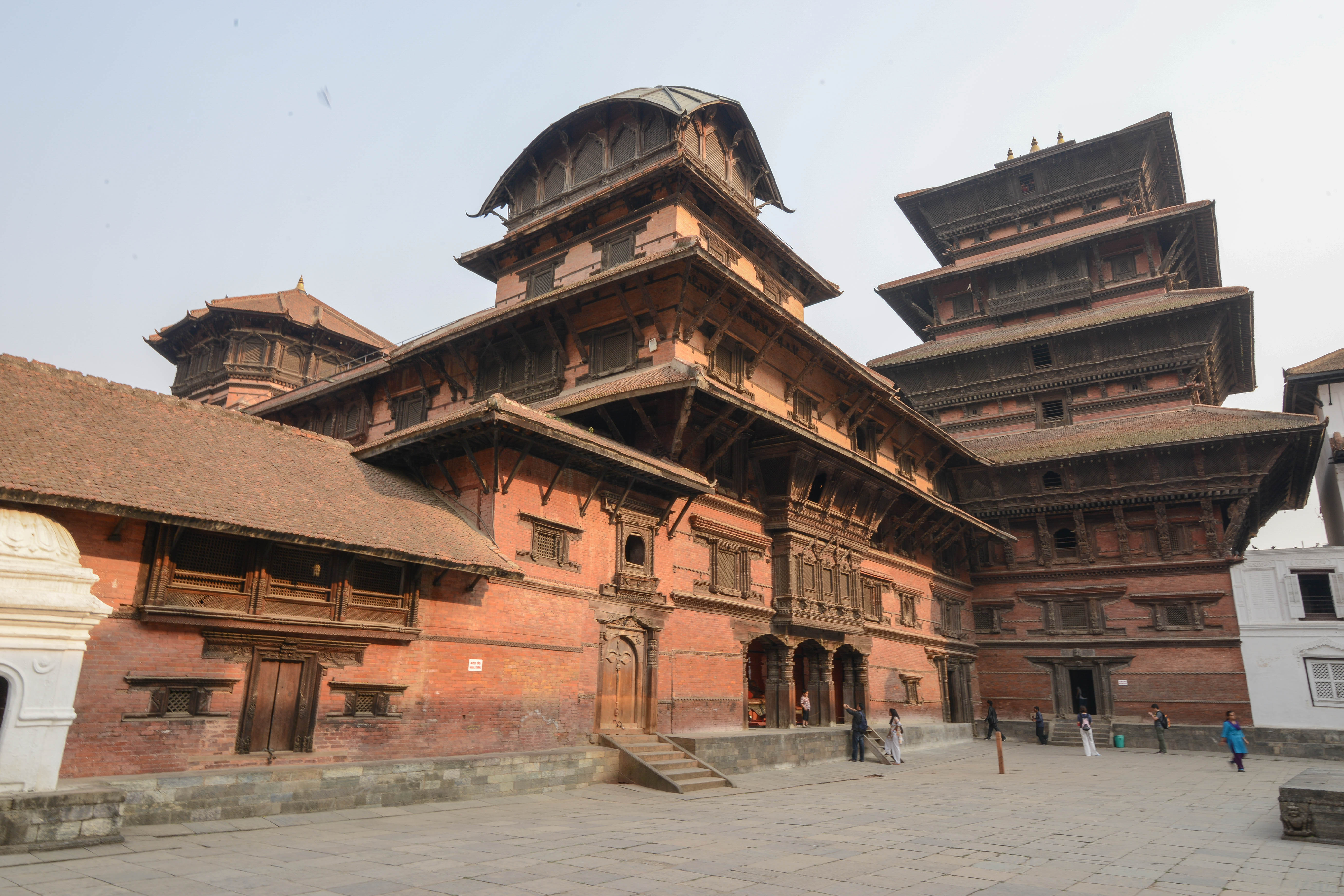
Вежа Басантапур у Катманду
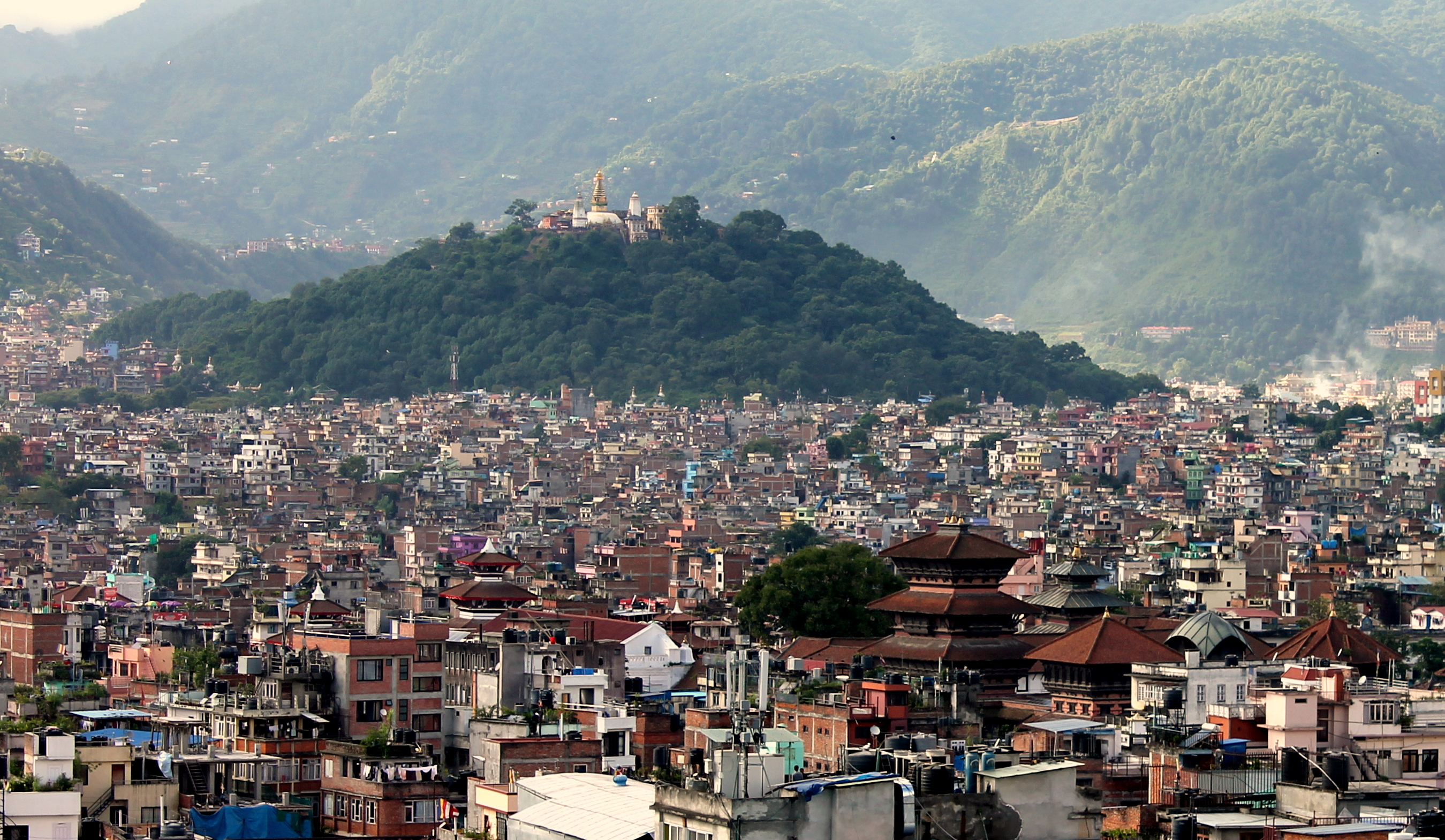
Катманду у 2011 році
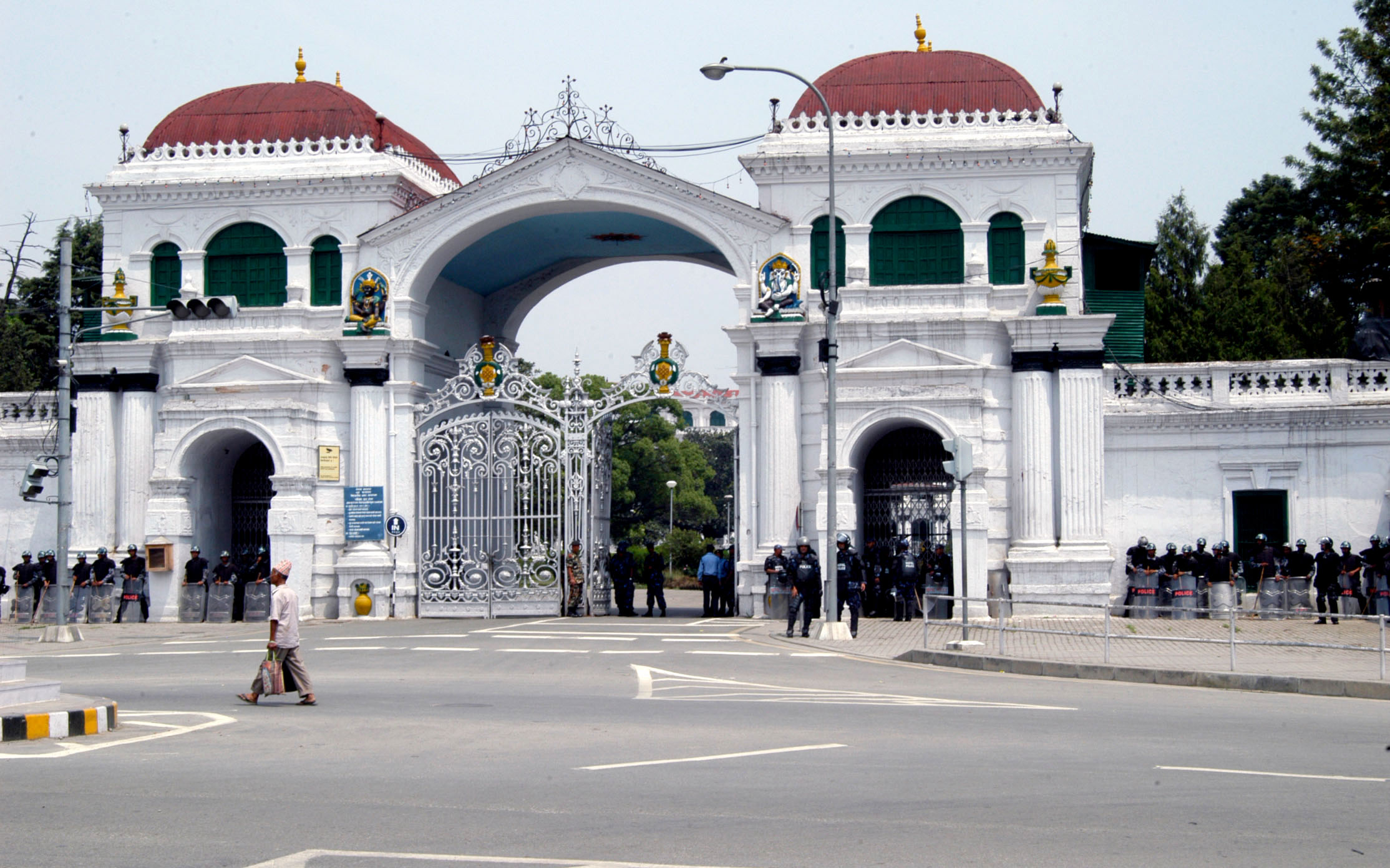
Вхід до Сінгха Дурбар, офіційної резиденції уряду Непалу
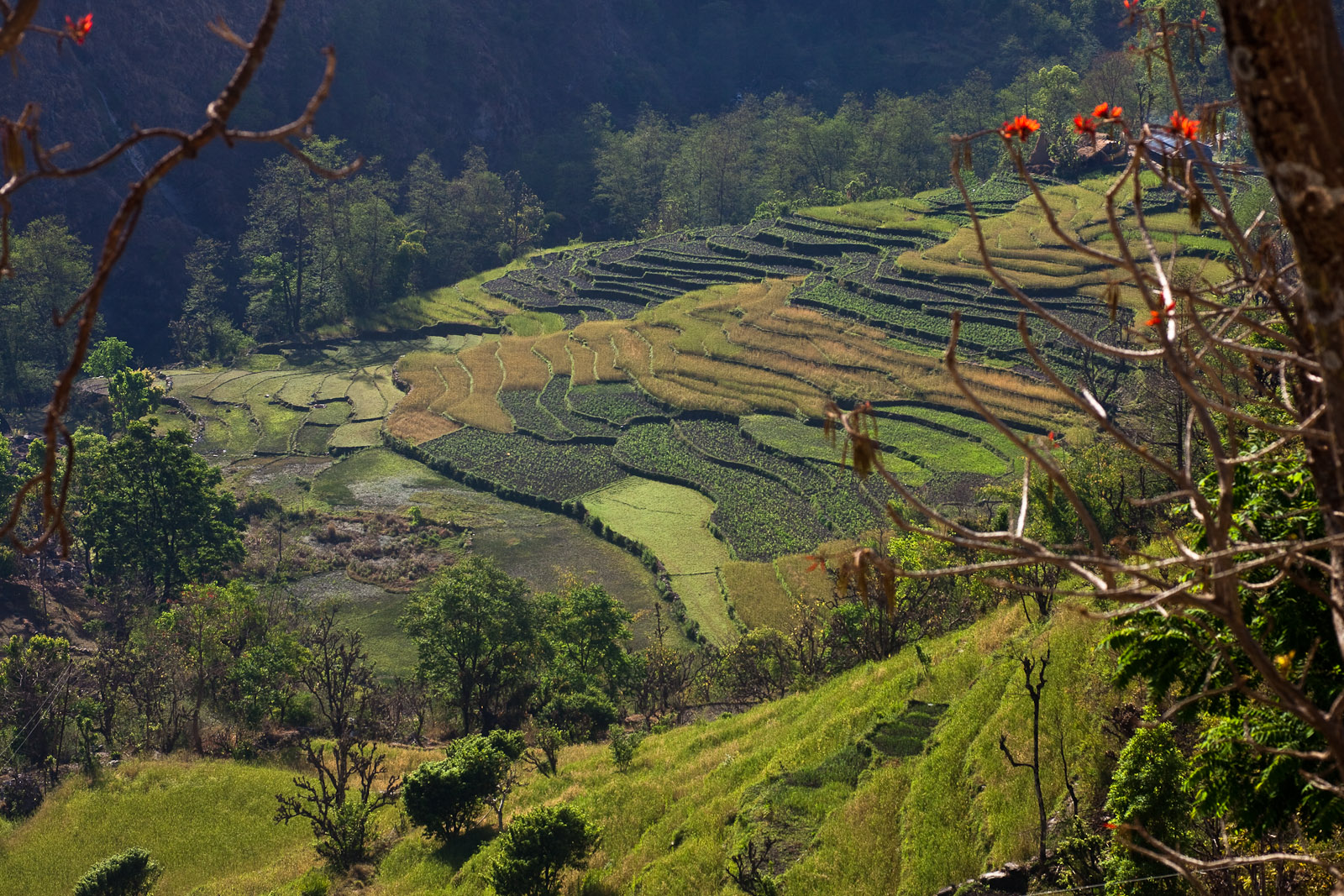
Рисові поля на терасах
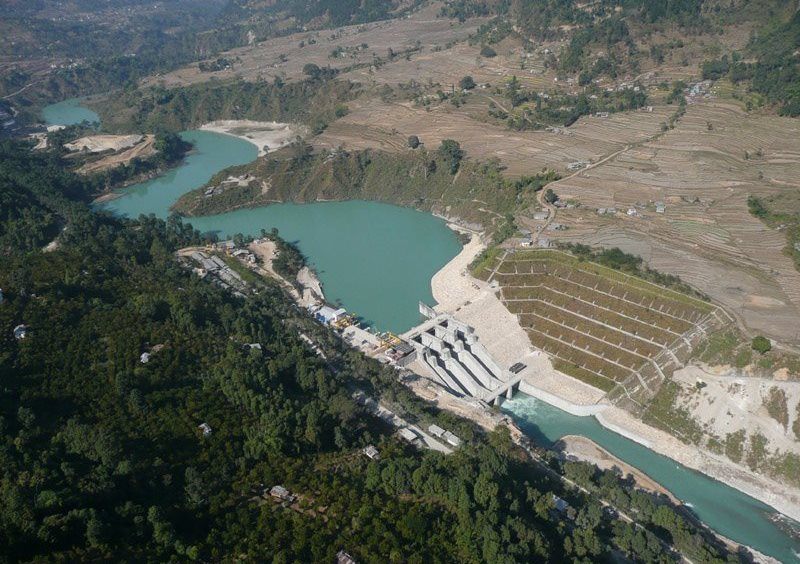
Гідроелектростанція на річці Марсіанді
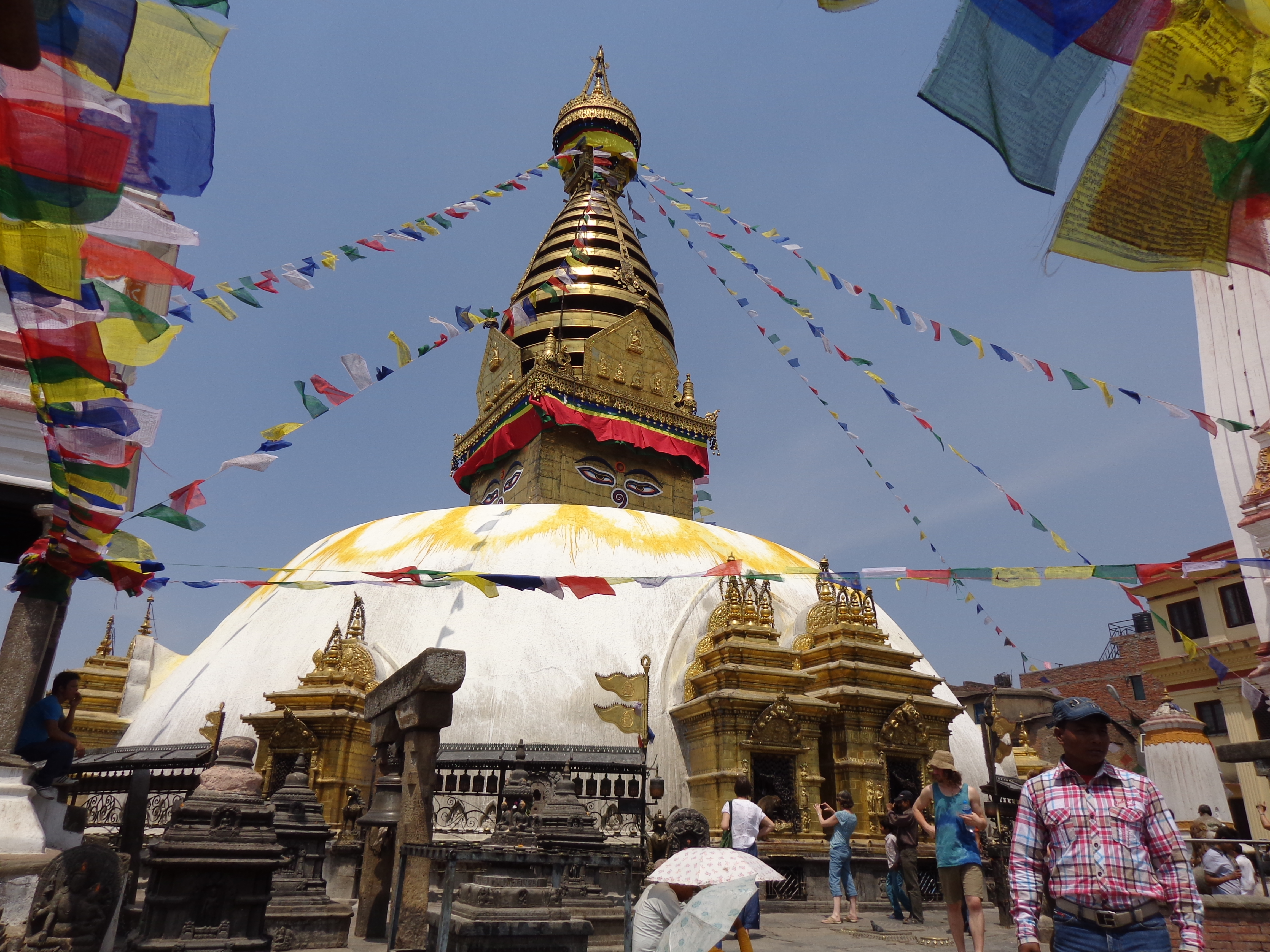
Ступа Сваямбунатх
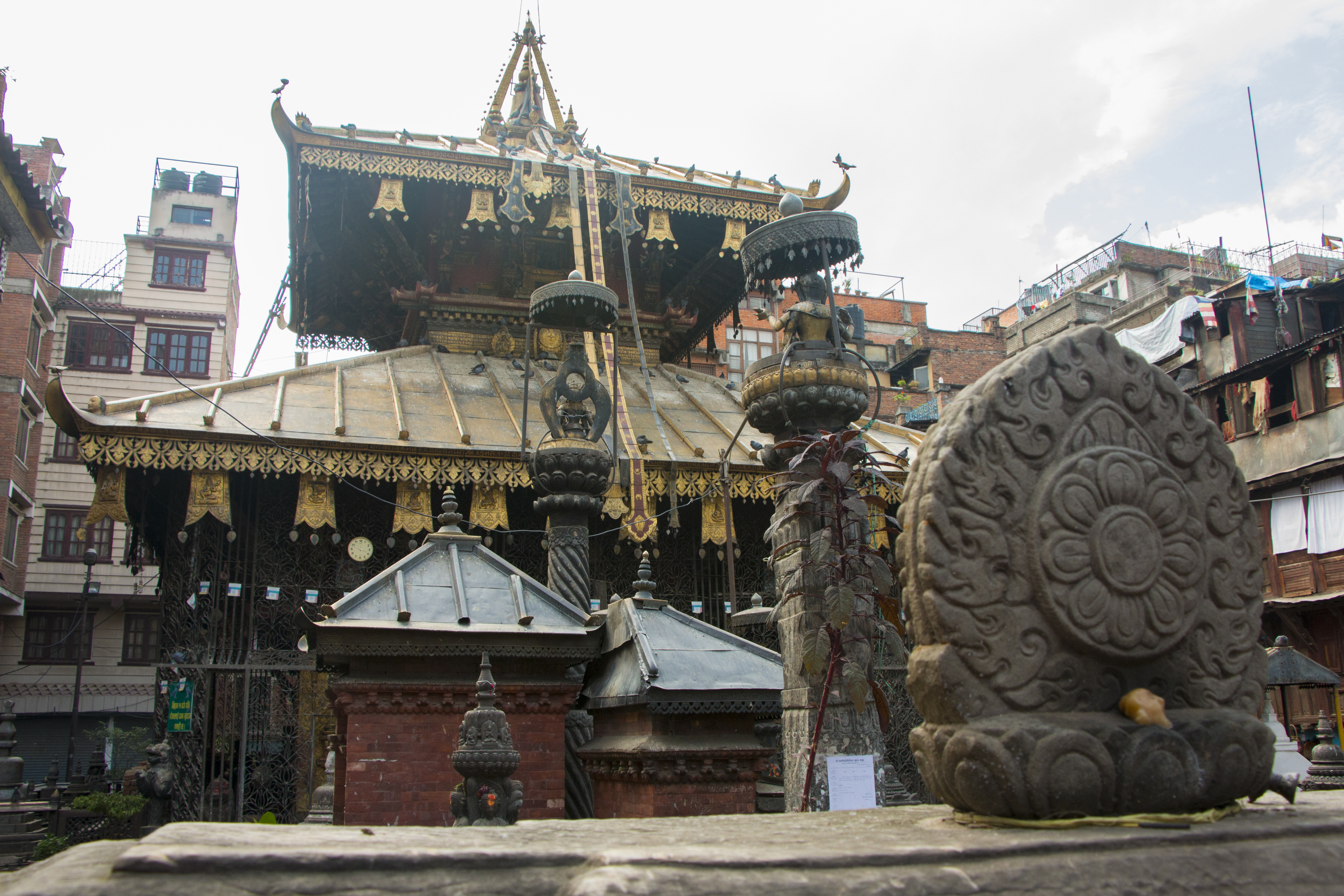
Махендранатх
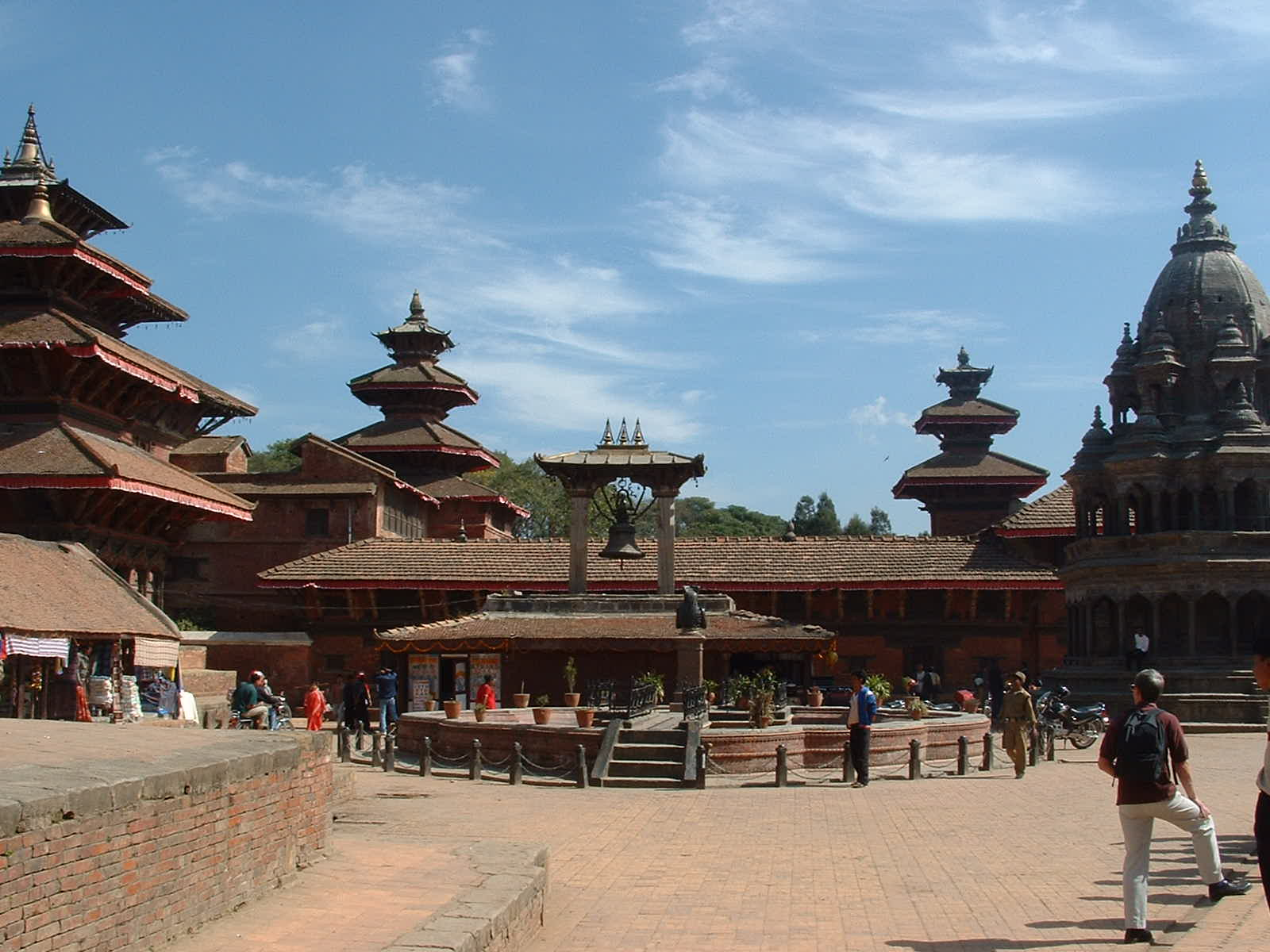
Індуїстські храми у Патані, столиці трьох середньовічних царств

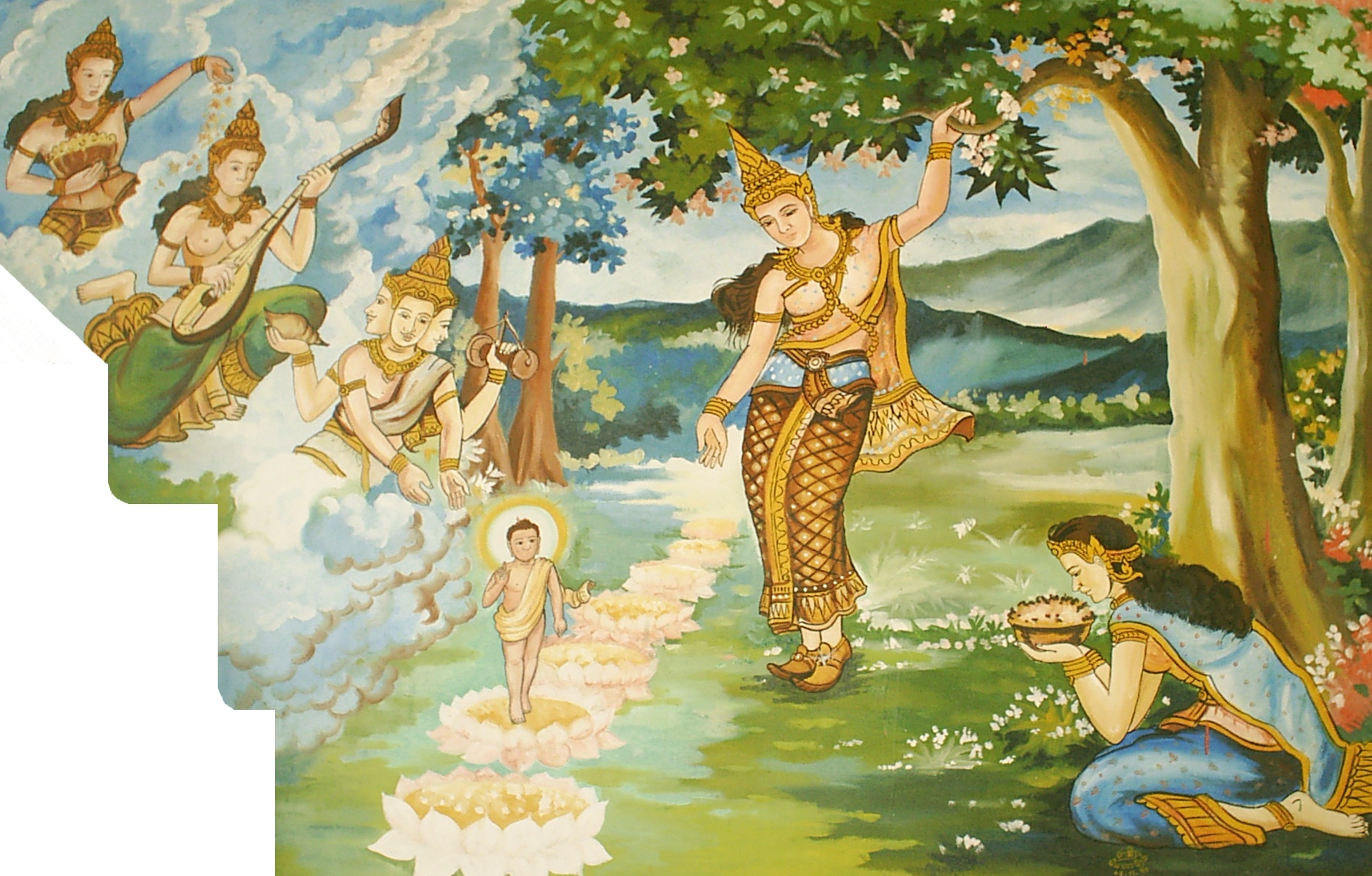
Це зображення в лаоському храмі зображує легенду про народження Гаутами Будди бл.563 рік до нашої ери в Лумбіні, Західний Непал.

55 000 років тому перші сучасні люди прибули на індійський субконтинент з Африки, де вони еволюціонували раніше. Найдавніші відомі сучасні людські останки в Південній Азії датуються приблизно 30 000 років тому. Найдавніші виявлені археологічні докази людських поселень у Непалі датуються приблизно тим же часом.
Після 6500 р. до н. е. докази одомашнення харчових культур і тварин, будівництва постійних споруд і зберігання сільськогосподарських надлишків з’явилися в Мехргарху та інших місцях на території сучасного Белуджистану . Вони поступово розвинулися в цивілізацію долини Інду, першу міську культуру в Південній Азії. Доісторичні стоянки палеоліту, мезоліту та неоліту були виявлені на пагорбах Сівалік району Данг. Вважається, що найдавніші жителі сучасного Непалу та прилеглих районів були вихідцями з цивілізації долини Інду. Цілком можливо, що дравідійський народ, чия історія передує початку бронзового віку на Індійському субконтиненті (близько 6300 р. до н. е.), населяв цю територію до приходу інших етнічних груп, таких як тибето-бірманці та індоарії з-за кордону. До 4000 р. до н.е. тибето-бірманці досягли Непалу або прямо через Гімалаї з Тибету, або через М'янму та північно-східну Індію, або через те й інше. Стелла Крамріш (Stella Kramrisch, 1964) згадує про субстрат раси додравідійців і дравідійців, які були в Непалі ще до неварів, які становили більшість стародавніх жителів долини Катманду

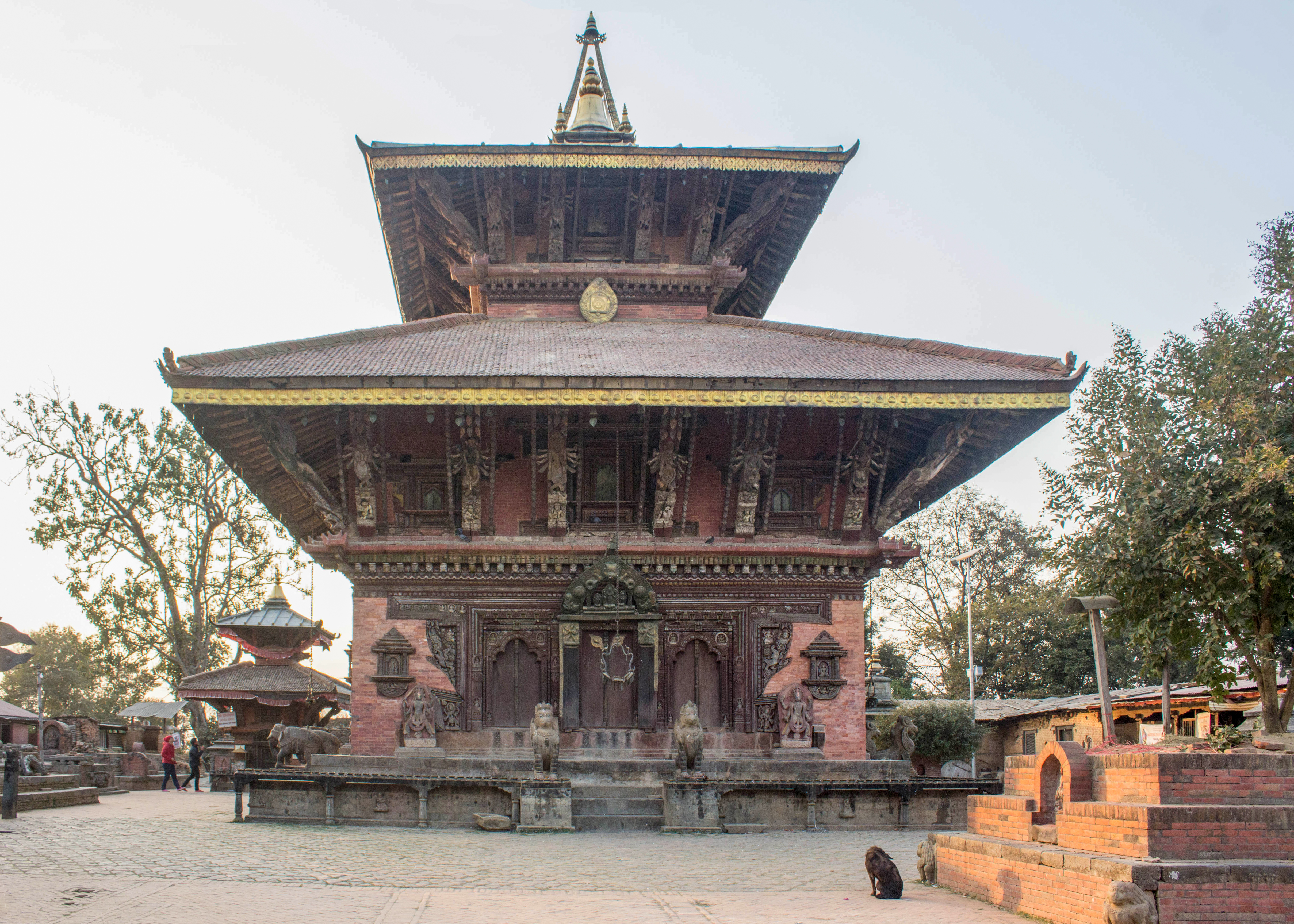
У приміщенні храму Чангу Нараян знаходиться кам’яний напис, датований 464 роком нашої ери, перший у Непалі після напису Ашоки в Лумбіні (бл. 250 р. до н. е.)

До пізнього ведичного періоду Непал згадувався в різних індуїстських текстах, таких як в пізній ведичній Атхарва Веда Парішішта (Atharvaveda Pariśiṣṭa) та в постведичній Атхарваширша Упанішада (Atharvashirsha Upanishad). Гопал Банса є найдавнішою династією, яка згадується в різних текстах як перші правителі центрального гімалайського царства, відомого під назвою «Непал». За Гопалами пішли Кірати, які, за деякими даними, правили понад 16 століть. Згідно з Махабхаратою, тодішній цар династії Кіратів відправився взяти участь у битві на Курукшетрі. У південно-східному регіоні Джанакпурдхам був столицею процвітаючого царства Відеха або Мітхіла, яке простягалося до Гангу, і домівкою для царя Джанаки та його доньки Сіти.
Близько 600 року до нашої ери в південних районах Непалу виникли невеликі царства та конфедерації кланів. З одного з них, держави Шак’я, з'явився принц, який пізніше відмовився від свого статусу, щоб вести аскетичне життя, заснував буддизм і став відомим як Гаутама Будда (традиційні роки життя 563–483 рр. до н. е.). У проміжні століття Непал став країною духовності та спочинку, відіграв важливу роль у передачі буддизму до Східної Азії через Тибет і допоміг зберегти індуїстські та буддистські рукописи.
До 250 року до нашої ери південні регіони потрапили під вплив імперії Маур'їв. Імператор Ашока здійснив паломництво до Лумбіні та встановив колону на місці народження Будди, написи на якій позначають відправну точку належним чином записаної історії Непалу. Ашока також відвідав долину Катманду і побудував пам'ятники на честь візиту Гаутами Будди. До IV століття нашої ери більша частина Непалу перебувала під впливом імперії Гупти.
У долині Катманду Лічхави витіснили Кіратів  на схід, і династія Лічхавів прийшла до влади бл. 400 рік нашої ери. Лічхави будували пам'ятники та залишили низку написів; Історія Непалу того періоду майже повністю зібрана з них. У 641 році Сонгцен Гампо з Тибетської імперії посилає Нарендрадеву назад до Лічхавів з армією та підпорядковує Непал. Частини Непалу та Лічхави пізніше перебували під прямим впливом Тибетської імперії. Династія Лічхавів занепала наприкінці VIII століття, після чого настало правління Тхакурі. Царі Тхакурі правили країною до середини XI століття нашої ери; про цей період, який часто називають темним періодом, відомо небагато.

### Середньовічний Непал

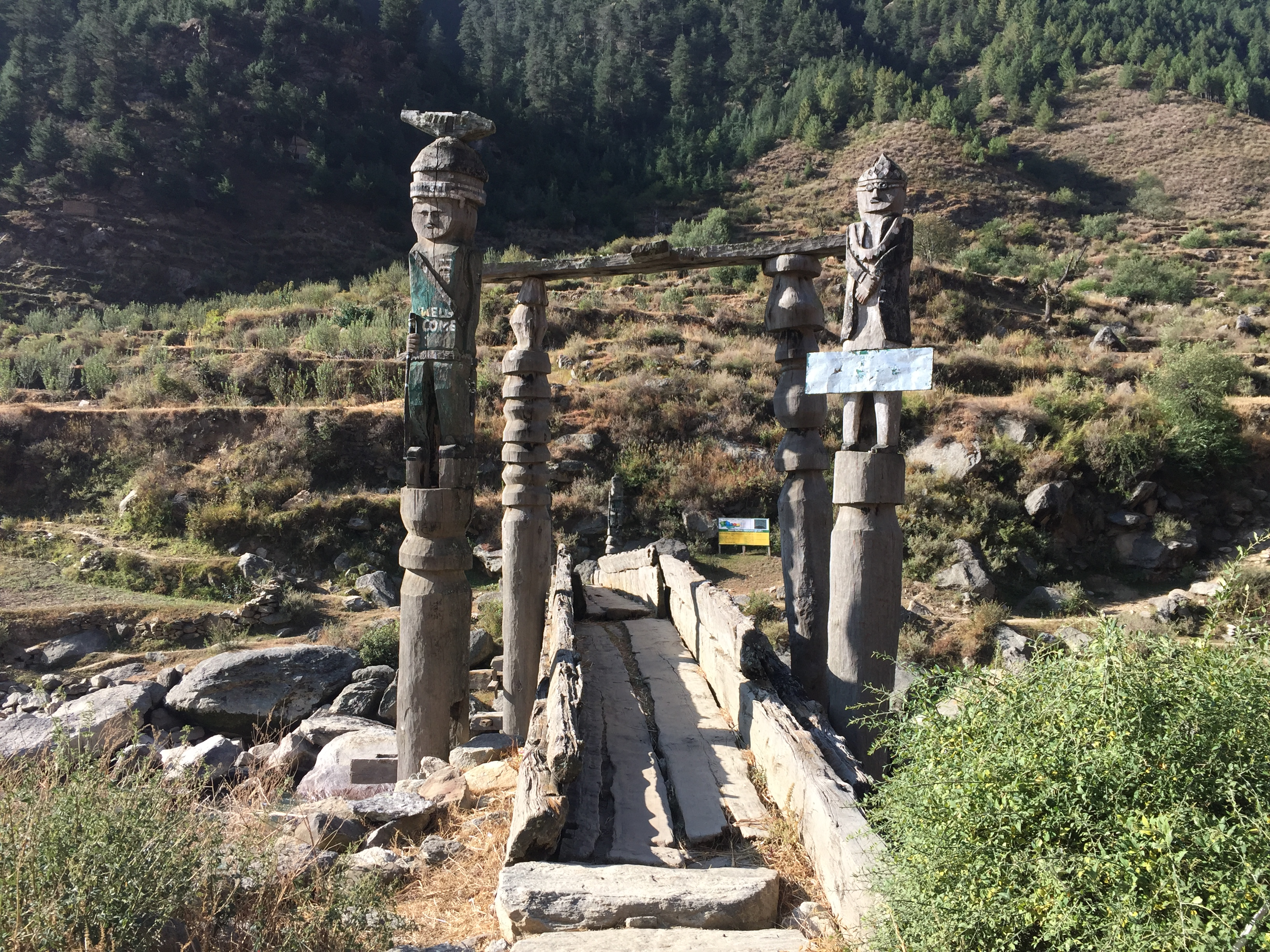
Долина Синджа, яка вважається місцем походження кхас і непальської мови, була в центрі імперії Кхас Малла.

В XI столітті в західному Непалі виникла могутня імперія народу хас, територія якої на піку включала більшу частину західного Непалу, а також частини західного Тибету та Уттаракханд в Індії. До XIV-го століття імперія розкололася на слабо пов’язані між собою раджі Байс, буквально 22 держави, як їх підрахували. Багата культура та мова народу хас поширилися по всьому Непалу та аж до Індокитаю в проміжні століття; їхня мова, пізніше перейменована на непальську, стала lingua franca Непалу, а також більшої частини Північно-Східної Індії.
У південно-східному Непалі Сімраунгар анексував Мітхілу приблизно в 1100 р. нашої ери, і об’єднане Тірхут проіснувало як могутнє царство понад 200 років, навіть деякий час пануючи над Катманду. Після наступних 300 років мусульманського правління Тірхут потрапив під контроль Сенів Макаванпуру. На східних пагорбах конфедерація князівств Кірат правила територією між Катманду та Бенгалією.

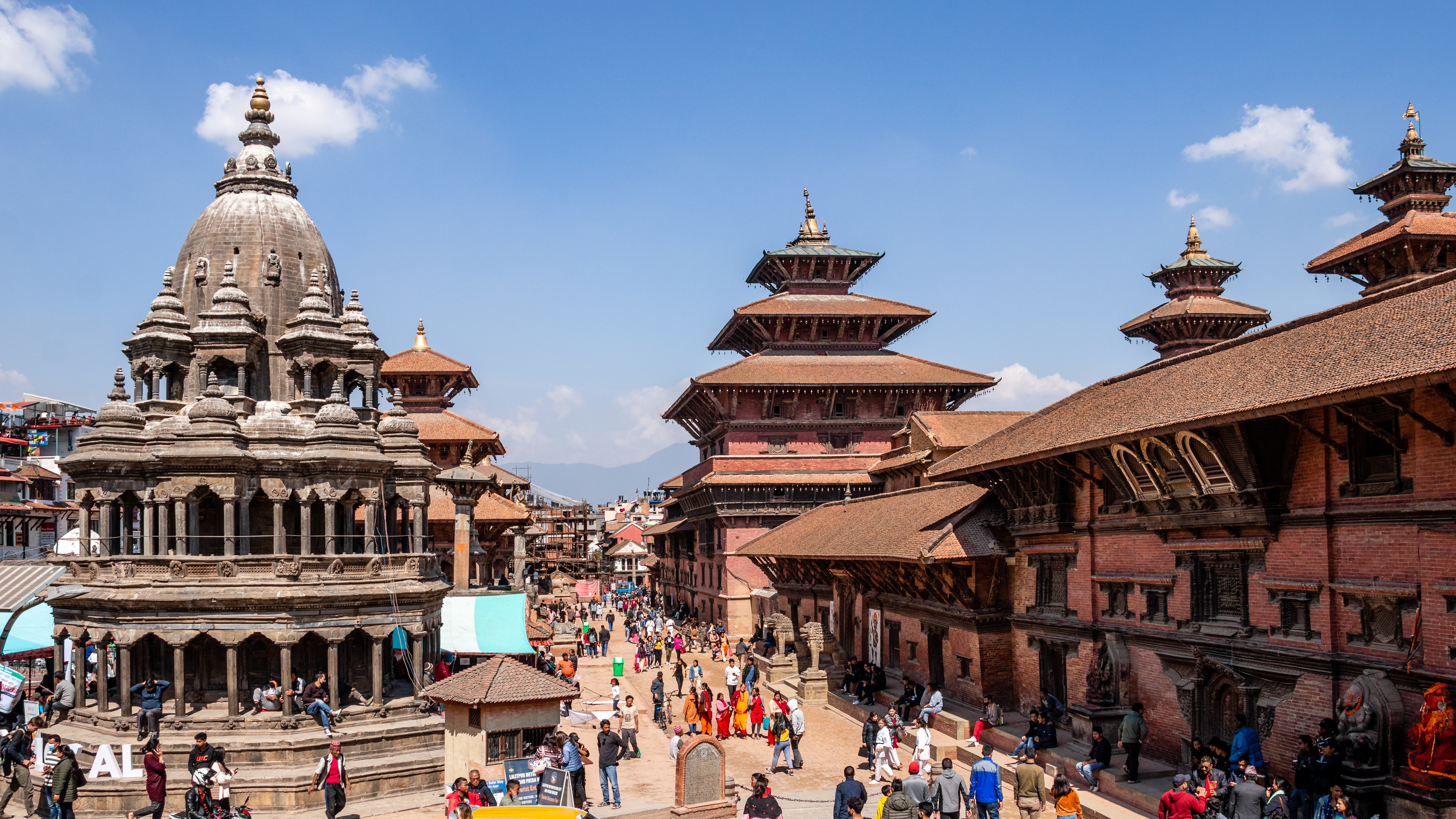
Площа Патан Дурбар, одна з трьох палацових площ у долині Катманду, була побудована Маллами в XVII столітті. Площі Дурбар є кульмінацією тисячолітнього розвитку непальського мистецтва й архітектури.

У долині Катманду плем'я Малла, яке неодноразово з'являлося в історії Непалу з давніх часів, утвердилося в Катманду і Патані до середини XIV століття. Малли правили долиною спочатку під сюзеренітетом Тірхута, але встановили незалежне правління наприкінці XIV століття, коли Тірхут занепав. Наприкінці XIV століття Джаястіті Малла запровадив широкомасштабні соціально-економічні реформи, головною з яких була кастова система. Розділивши корінне неарійське буддистське населення на касти за моделлю системи чотирьох варн індуїзму, він забезпечив впливову модель для санскритізації та індуїзації корінного неіндуїстського племінного населення в усіх князівствах Непалу. До середини XV-го століття Катманду став могутньою імперією, яка, за словами Кіркпатріка, простягалася від Дігарчі або Сігаце в Тибеті до Тірхута і Гая в Індії. Наприкінці XV століття князі Малла розділили своє царство на чотири частини – Катманду, Патан і Бхактапур у долині та Банепа на сході. Змагання за престиж між цими братніми царствами призвело до розквіту мистецтва та архітектури в центральному Непалі, будівництва знаменитих площ Катманду, Патан і Бхактапур Дурбар; їхній розбрат і недовіра призвели до їхнього падіння наприкінці XVIII-го століття, і, зрештою, до об'єднання Непалу в сучасну державу.
За винятком одного руйнівного пограбування долини Катманду в середині XIV-го століття, Непал залишився в основному недоторканим мусульманським вторгненням в Індію, яке почалося в XI-му столітті. У період Великих Моголів до Непалу стався приплив індуїстів вищих каст з Індії. Незабаром вони змішалися з народом хас, і до XVI-го століття в Непалі було близько 50 князівств, якими керував Раджпут, включаючи 22 штати (Байсі) і, на схід від них у західно-центральному Непалі, 24 держав Чаубісі. Виникла думка, що Непал залишався справжнім бастіоном чистого індуїзму в той час, коли на індійську культуру вплинули століття правління Великих Моголів, а потім британського правління. Горкха, один із держав Байсі, став впливовим і амбітним царством з репутацією правосудного після кодифікації перших заснованих на індуїзмі законів на непальських схилах.

### Об’єднання, розширення та консолідація (1768–1951)

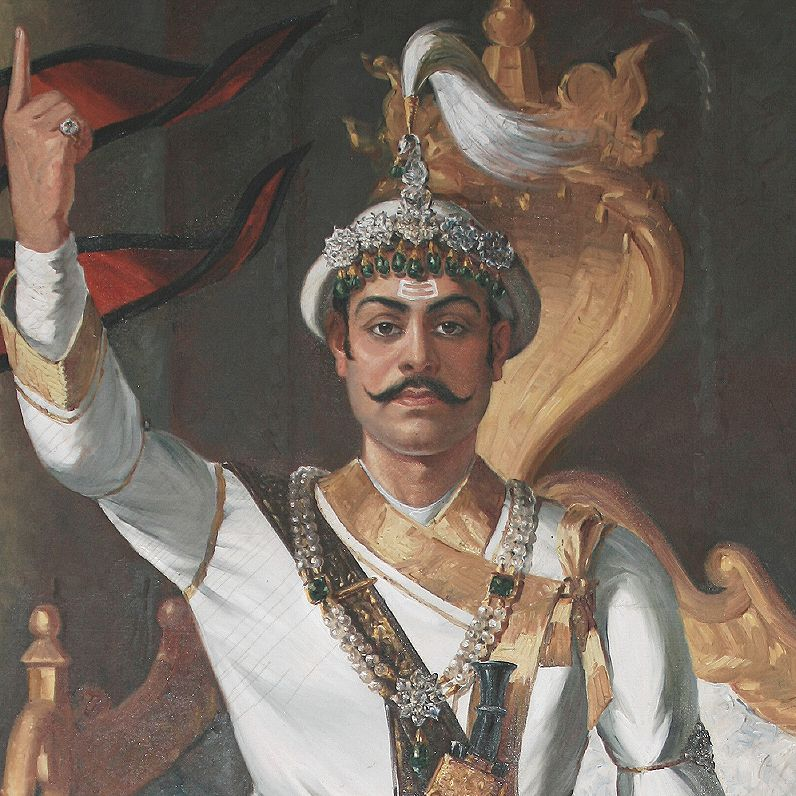
Прітхві Нараян Шах почав процес об’єднання того, що стане сучасною країною Непал.
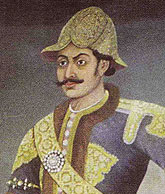
Під час прем'єрства Бхімсена Тапи Непал досяг свого зеніту.
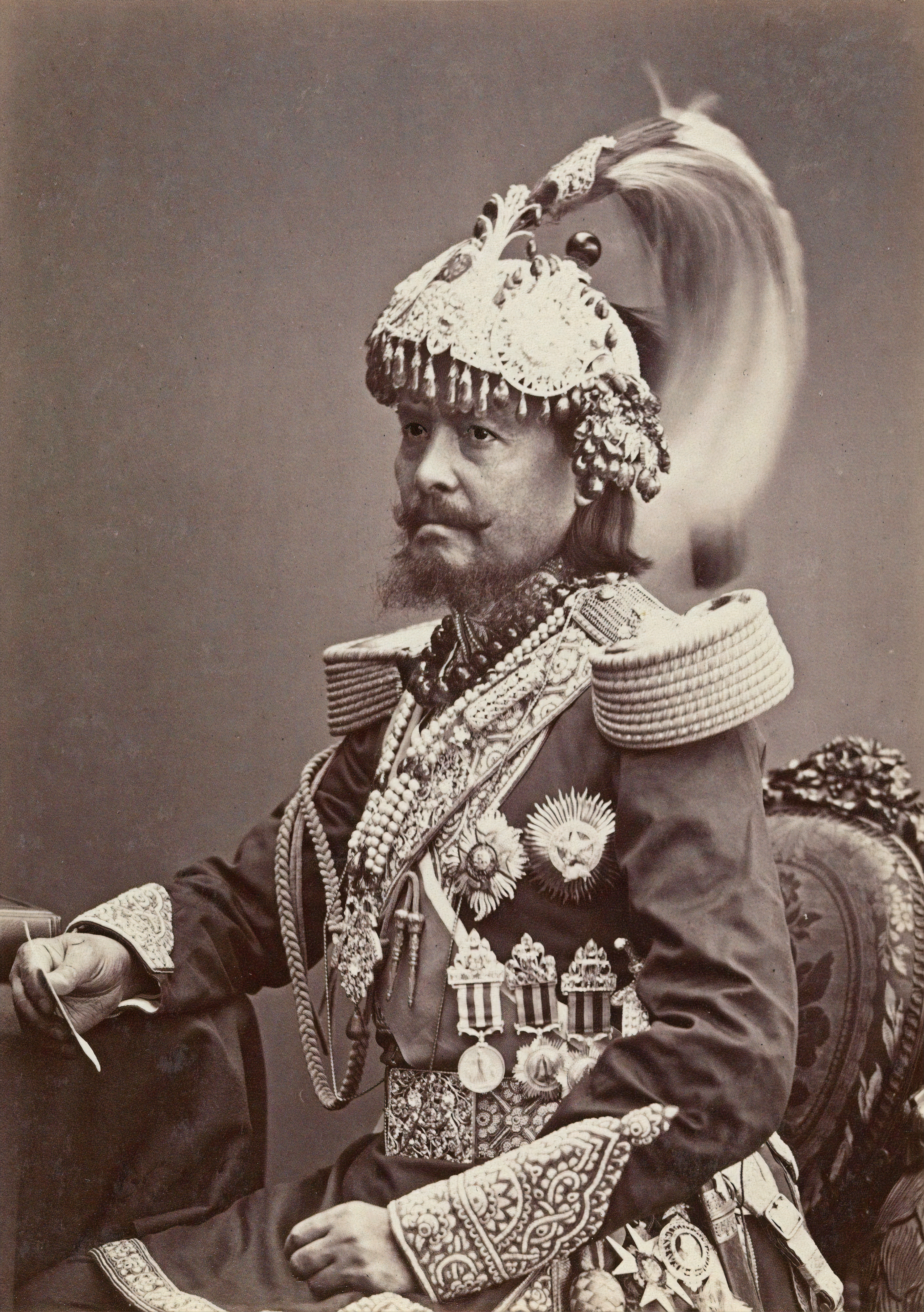
Юнг Бахадур Рана, який встановив автократичний режим Рана в 1846 році та запровадив пробританську зовнішню політику.
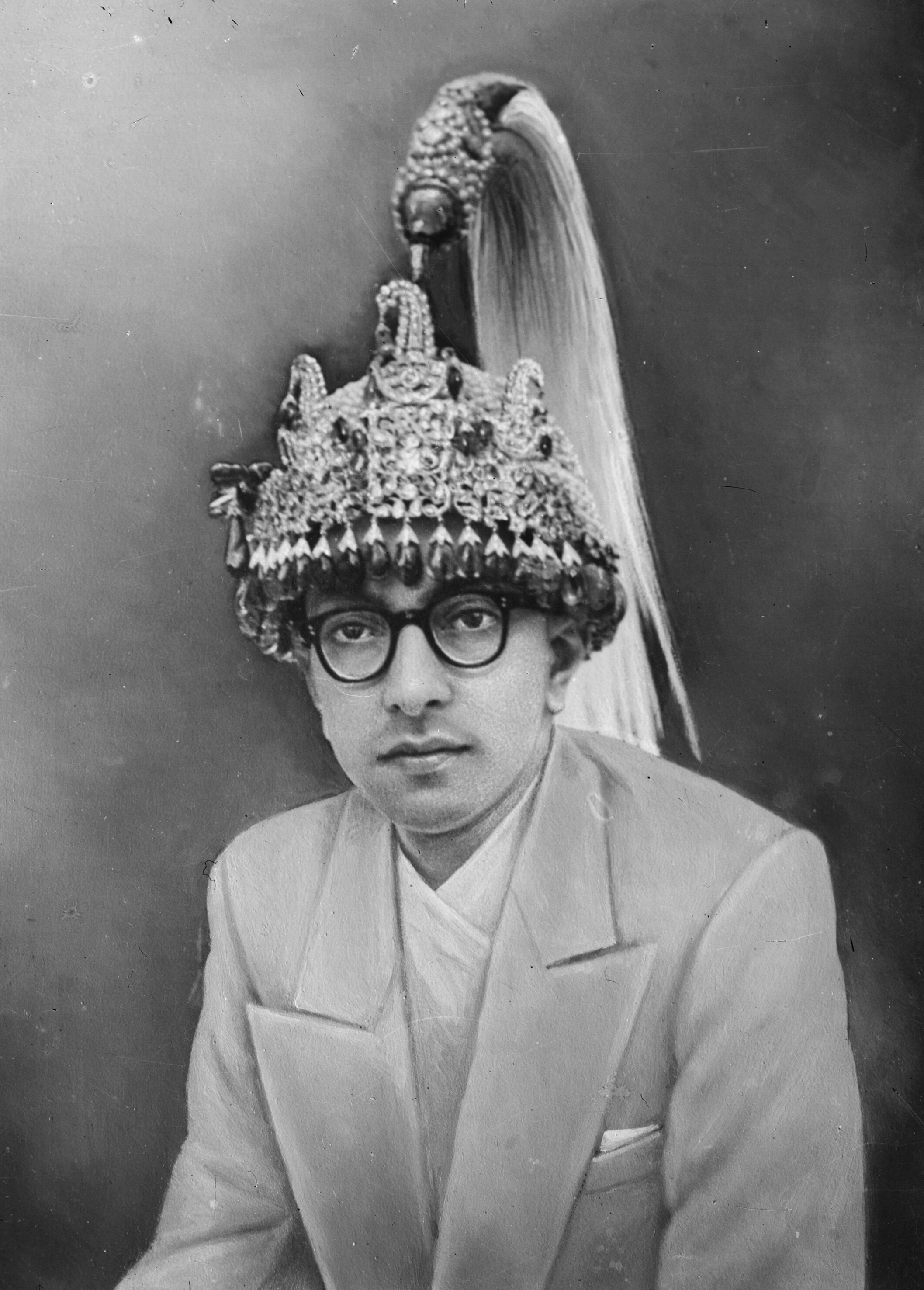
Під час правління короля Махендри Непал пережив період промислових, політичних та економічних змін.

У середині XVIII століття Прітхві Нараян Шах, король Горкха, вирішив створити те, що стане сучасним Непалом. Він розпочав свою місію, забезпечивши нейтралітет прикордонних гірських держав. Після кількох кровопролитних битв і облог, особливо битви при Кіртіпурі, йому вдалося завоювати долину Катманду в 1769 році.
Контроль Горкха досяг свого апогею, коли держави Кумаон і Гарвал на заході до Сіккіму на сході потрапили під контроль Непалу. Суперечка з Тибетом щодо контролю над гірськими перевалами та внутрішніми долинами Тінгрі в Тибеті спонукала китайського імператора Цін розпочати китайсько-непальську війну, змусивши непальців відступити до своїх кордонів на півночі. Суперництво між Королівством Непал і Ост-Індською компанією за контроль над державами, що межують з Непалом, зрештою призвело до англо-непальської війни (1815–16). Спочатку британці недооцінили непальців і зазнали серйозної поразки, аж поки не залучили більше військових ресурсів, ніж вони планували. Так в гуркхів зародилась репутація лютих і нещадних солдатів. Війна закінчилася Сугаульським договором, згідно з яким Непал поступився нещодавно захопленими землями.
Фракційність усередині королівської родини призвела до періоду нестабільності. У 1846 році було виявлено змову, згідно з якою правляча королева планувала повалити Юнга Бахадура Кунвара, військового лідера, який стрімко набирав популярність. Це призвело до різанини в Коті; збройні зіткнення між військовими та лояльними до королеви управлінцями призвели до страти кількох сотень князів і вождів по всій країні. Бір Нарсінг Кунвар вийшов переможцем і заснував династію Рана та став відомим як Юнг Бахадур Рана. Король став титулованою особою, а посада прем’єр-міністра – потужною та спадковою. Рана були непохитно пробританськими і допомагали їм під час індійського повстання 1857 року (і пізніше в обох світових війнах). У 1860 році деякі частини західного регіону Терай були подаровані Непалу британцями як дружній жест через його військову допомогу для підтримки британського контролю в Індії під час повстання (відомого як Ная Мулук, "нова країна"). У 1923 році Сполучене Королівство та Непал офіційно підписали угоду про дружбу, яка замінила Сугаульський договір 1816 року.
Індуїстська практика Саті, коли вдова приносила себе в жертву на похоронному багатті свого чоловіка, була заборонена в 1919 році, а рабство було офіційно скасовано в 1924 році. Правління Рана було відзначене тиранією, розпустою, економічною експлуатацією та релігійними переслідуваннями.

### XX сторіччя
- Незалежність від Великої Британії отримана в 1923 році.
- Реставрація монархії відбулася в 1951 році.
- У 1960 році парламент був розпущений королем, заборонені політичні партії.
- У 1980-х відбулися протести населення за надання демократичних свобод, у результаті чого в 1990 система безпартійної держави зруйнувалася.
- У 1991 були проведені вибори. Лідер партії «Непальський конгрес» Коірала став главою уряду. Економічні проблеми призвели до виступів проти уряду.

### Сучасна історія
Наприкінці 1940-х років нові продемократичні рухи та політичні партії в Непалі критично ставилися до автократії Рана. Після успіху Руху за незалежність Індії, в якому брали участь непальські активісти, за підтримки Індії та співпраці з королем Трібхуваном, Конгресу Непалу вдалося повалити режим Рана, встановивши парламентську демократію. Після десятиліття суперечок за владу між королем і урядом, король Махендра (правив у 1955–1972 рр.) скасував демократичний експеримент у 1960 р., і для управління Непалом була створена «безпартійна» система Панчаят. Політичні партії були заборонені, а політики ув’язнені чи заслані. Панчаят модернізував країну, запровадивши реформи та розвинувши інфраструктуру, але обмежив свободи та запровадив сувору цензуру. У 1990 році Народний рух змусив короля Бірендру (правив у 1972–2001) прийняти конституційні реформи та встановити багатопартійну демократію.
У 1996 році маоїстська партія почала насильницьку спробу замінити королівську парламентську систему народною республікою. Це призвело до тривалої громадянської війни в Непалі та понад 16 000 смертей. Після смерті короля та наслідного принца під час різанини в королівському палаці, брат короля Бірендри Г’янендра успадкував трон у 2001 році (Король Г'янендра зійшов на престол у 2001 році після того, як його сім'я загинула при дивних обставинах. Старший брат монарха — Бірендра, за офіційною версією, разом з дружиною і дітьми був убитий принцем-спадкоємцем Діпендрою (котрий, одразу після цього вбивства, застрелився й сам). Всі обставини цієї трагедії досі не з'ясовані.) і згодом прийняв повну виконавчу владу з метою самостійного придушення повстання маоїстів.
Восени 2002 року Г'янендра звільнив прем'єр-міністра країни, призначивши замість нього свого ставленика. З 2002 по 2005 рік король змінив трьох голів уряду і сам очолив кабінет міністрів. У 2006 році незадоволеність населення правлінням короля Г'янендри сягла критичного рівня і спровокувала протести. У результаті народного повстання королю довелося відмовитися від більшої частини своїх повноважень.
Угодою 2006 року між маоїстами та політичними партіями Непалу про припинення громадянської війни передбачене формування Конституційних зборів. Перші з 1999 року демократичні вибори в Непалі принесли маоїстам у квітні 2008 року перемогу над опонентами. За підсумками голосування, вони отримали майже половину місць у зборах.
Маоїстська партія приєдналася до основної політики після успіху мирної демократичної революції 2006 року; Непал став світською державою, а 28 травня 2008 року його було проголошено федеративною республікою, що поклало край 240-річному правлінню династії Шах, кількатисячолітній монархії та кількасотлітній історії статусу Непалу як єдиного у світі індуїстського королівства.
Король Непалу Г'янендра і його дружина Комал залишили палац «Нараянхиті» в Катманду 23 травня. Цього від королівської сім'ї вимагали маоїсти Комуністичної партії Непалу. Ухвала про скасування монархії прийнята на першому засіданні обраних у квітні Конституційних зборів. Метою Конституційних зборів було ухвалення Конституції впродовж двох років.
21 липня 2008 Конституційна асамблея Непалу обрала першим президентом держави Рам Баран Ядава, котрий переміг в другому турі виборів. Він набрав 308 голосів, а кандидат від маоїстської Комуністичної партії Непалу Рамраджа Прасад Сингх — 282 голоси. Рам Баран Ядав, генеральний секретар партії «Непальський конгрес», вступив на посаду президента Непалу 23 липня 2008 року і став першим президентом проголошеної республіки. 28 жовтня 2008 парламент обрав президентом держави Бідх'я Деві Бхандарі, яка отримала 327 голосів.
Після десятиліття нестабільності та внутрішніх протистоянь, які відбулися двома виборами до установчих зборів, нова конституція була оприлюднена 20 вересня 2015 року, що зробило Непал федеративною демократичною республікою, поділеною на сім провінцій.

## Географія

### Загальна характеристика

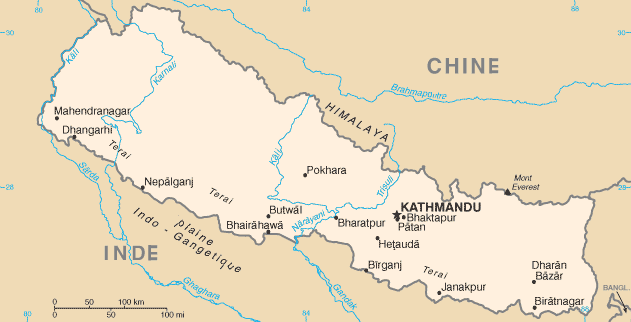
Карта країни

Непал межує на півночі з Тибетським автономним районом Китаю, на сході — із штатом Індії Сіккім, на півдні й заході  — власне з Індією. Загальна довжина державного кордону становить 3159 км, 1389 км — довжина кордону з Китаєм, 1770 км — довжина кордону з Індією.
Рельєф: схили Гімалайського хребта на півночі та долина річки Ганг на півдні.
Ландшафти Непалу умовно поділяються на передгірні рівнини тераї та гори Гімалаї. Тераї є продовженням низовини річки Ганг, розташовані уздовж південного кордону країни і їхня ширина варіюється від 16 до 40 км, а висоти до 200—250 м. Тераї дуже розорані. Ближче до гір вони стають заболоченими, і подекуди трапляються осередки малярії.
З півночі тераї замикаються похилою та горбистою грядою, що має назву Шивалік — це передгір'я Гімалаїв (500—700 м над рівнем моря), найпівденніше гірське пасмо в системі Гімалаїв, їхній нижній ступінь. Північніше Шиваліку вузькою смугою простяглося горбкувате зниження, яке називають внутрішніми тераями. Клімат цього зниження аналогічний клімату тераїв.
Ще північніше розташовується середній ступінь Гімалаїв — середньогірський хребет Махабхарат, або Малі Гімалаї, висотою до 3000 м і шириною до 16 км.
Між Махабхаратом і Головним Гімалайським хребтом розташовується зниження — внутрішня серединна область (Мідленд, або Пахар-Кханда). Ширина її приблизно 25 км, висота — від 600 до 2000 м. На території країни снігами покрито понад 1300 гірських вершин. У східній частині Непалу гребінь Головного Гімалайського хребта служить державним кордоном з Китаєм.
Гора Джомолунгма, найвища точка країни, Азії та всієї планети, розташована на кордоні з Китаєм і має висоту 8848 метрів над рівнем моря. Найнижча точка країни розташована на висоті 70 метрів, середня висота країни — 2565 метрів над рівнем моря.
У Непалі нерідко відбуваються землетруси. Остання серія руйнівних землетрусів сталася у 2015 році та призвела до багатотисячних жертв.

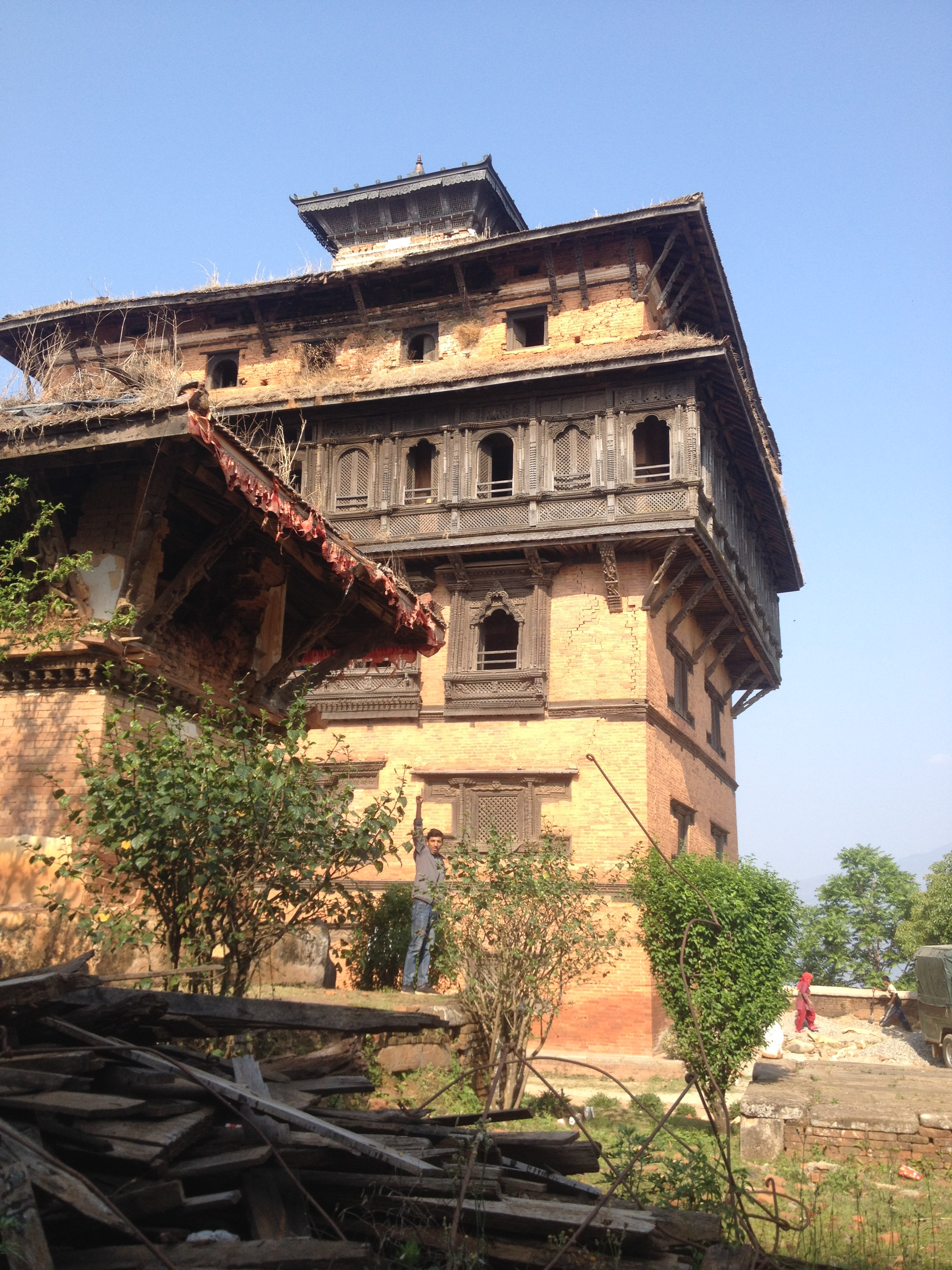
Дурбарнувкот

#### Гімалаї
Гімалаї — найвищі гори на Землі. Вони займають 6/7 території Непалу.
Традиційні назви гори Еверест — Сагарматха на непальському боці й Джомолунгма — на тибетському. Через кордон, у Тибеті біля Хумли є гора Кайлаш, дім бога Шиви для індусів і центр всесвіту для тибетців[джерело?].
Гімалаї простягаються через північний кордон Непалу. Ефект мусону визначається місцевою формацією гір.
У Непалі знаходяться вісім із 14 вершин світу, що перевищують 8000 м: Еверест, Канченджанґа, Лхоцзе, Макалу, Чо-Ойю, Дхаулагірі, Манаслу, Аннапурна I.
У цих висотних районах живе близько 10 % населення Непалу, землеробство можливе до висоти 4200 м. Головними сільськогосподарськими культурами на цій території є картопля, просо, ячмінь.

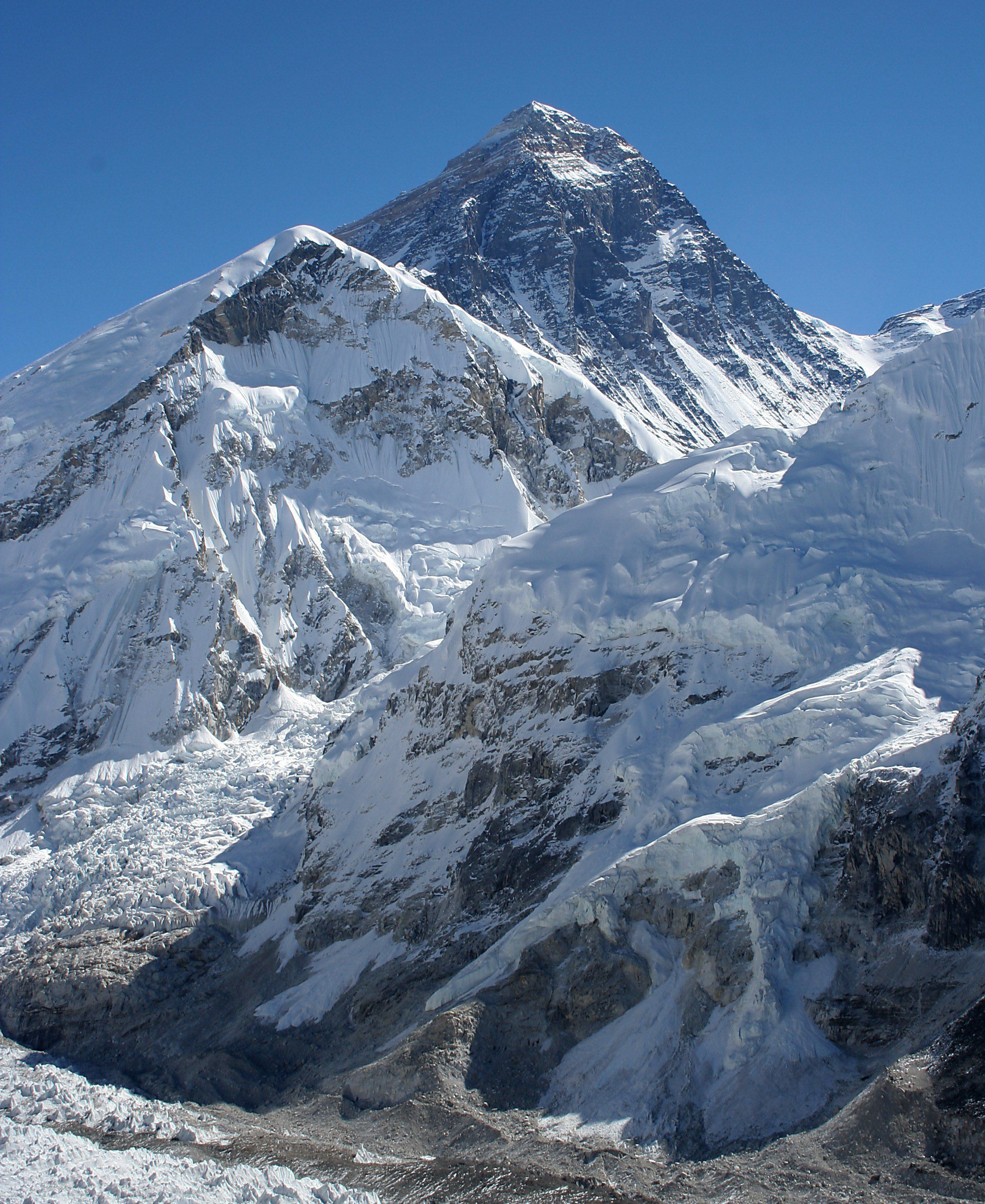
Гора Джомолунгма (Еверест), найвища вершина на Землі
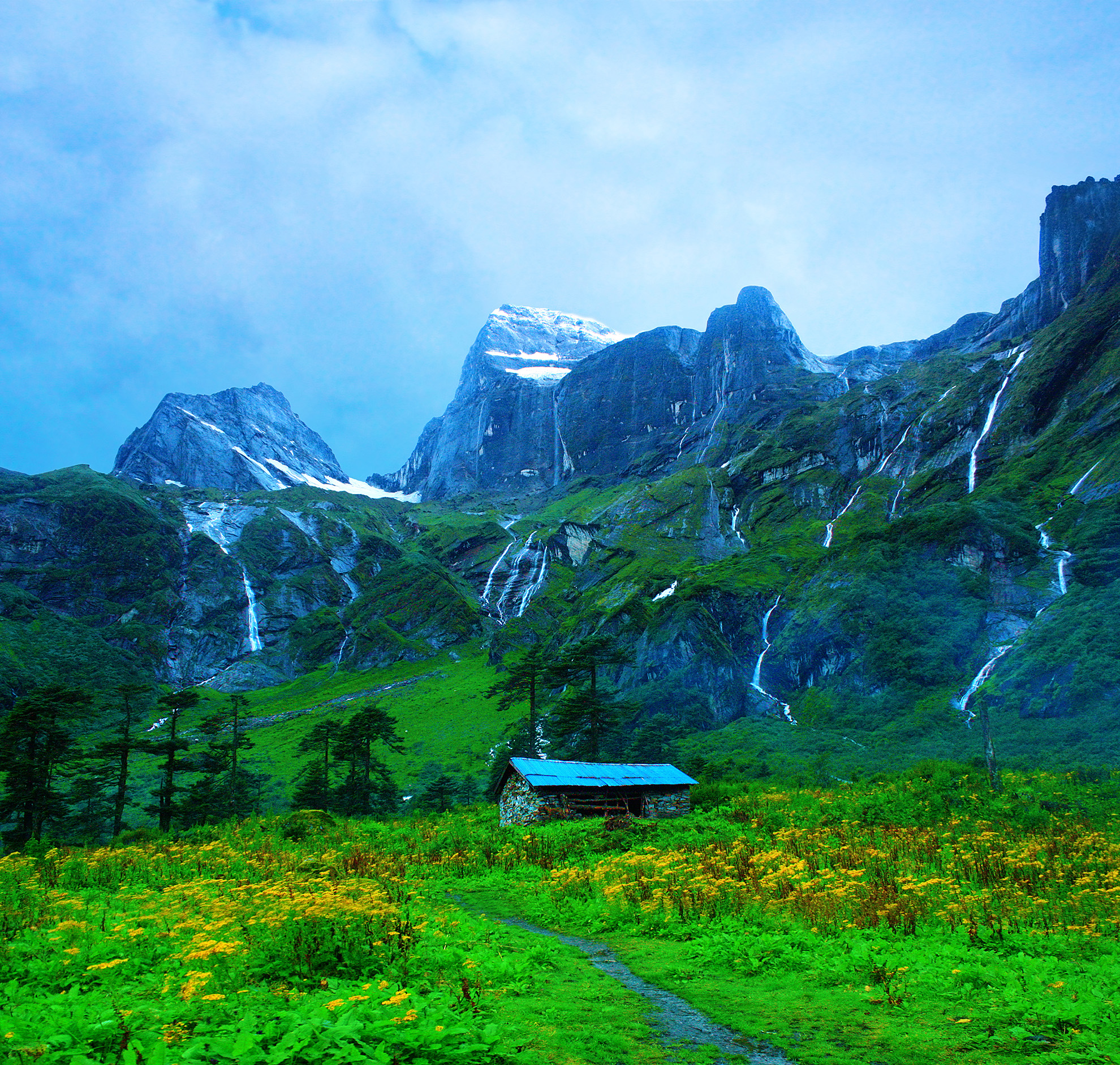
Долина Барун, одна з багатьох долин в Гімалаях, створених льодовиком
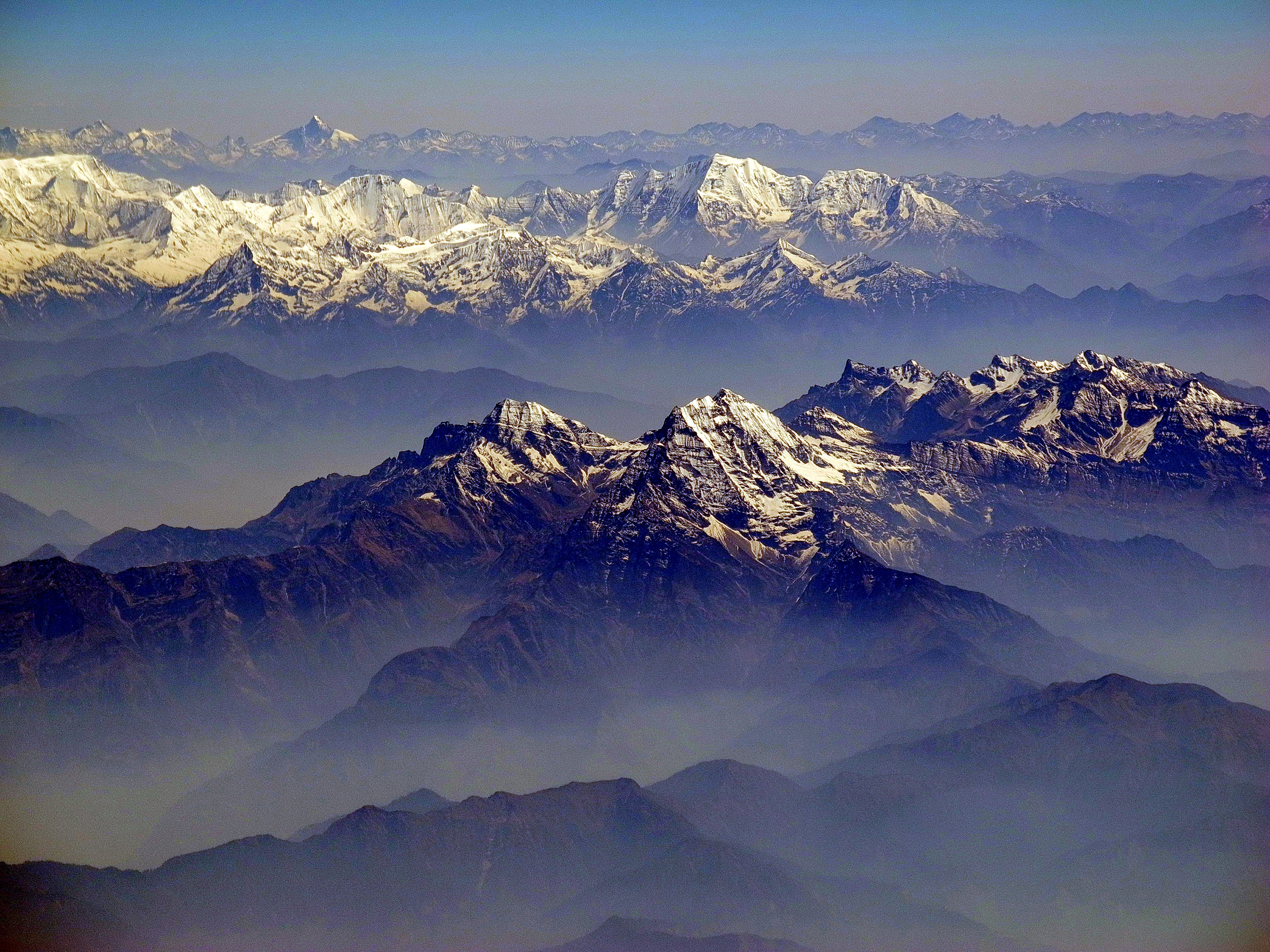
Гірський хребет Аннапурна

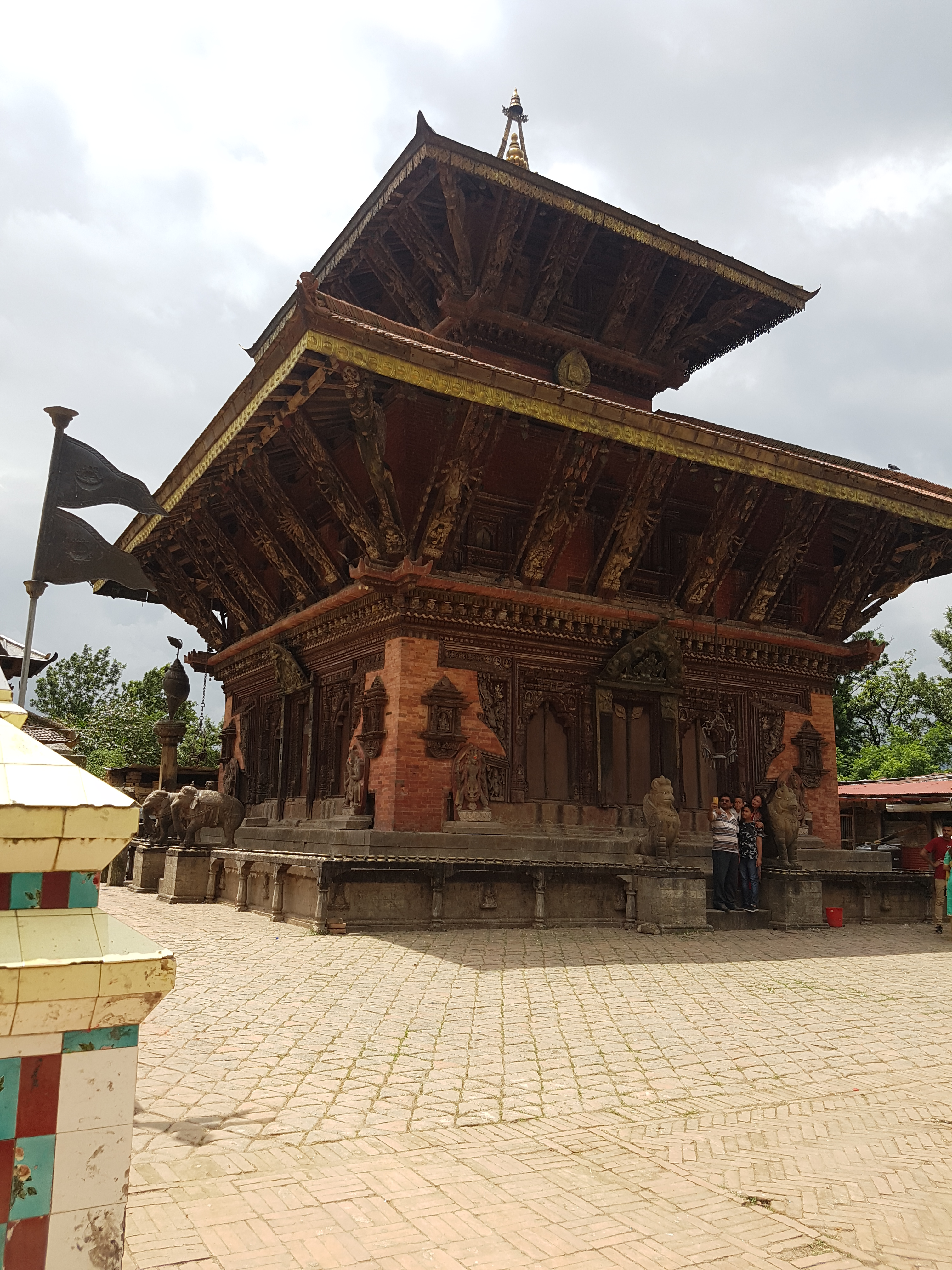
Храм Чангу Нараян

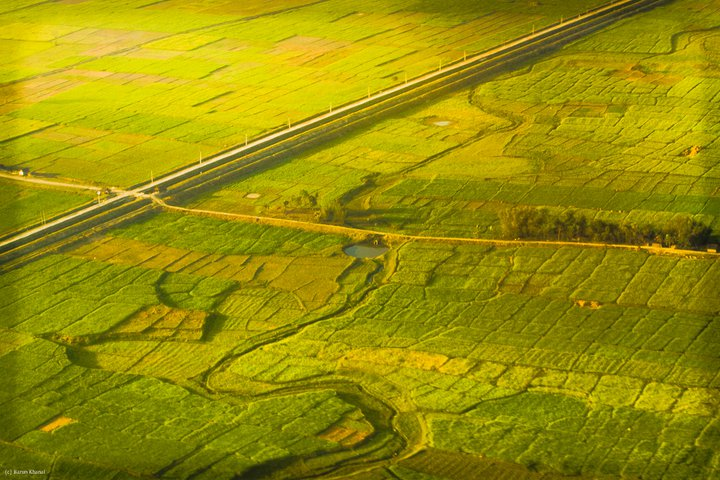
Тераї

### Геологія

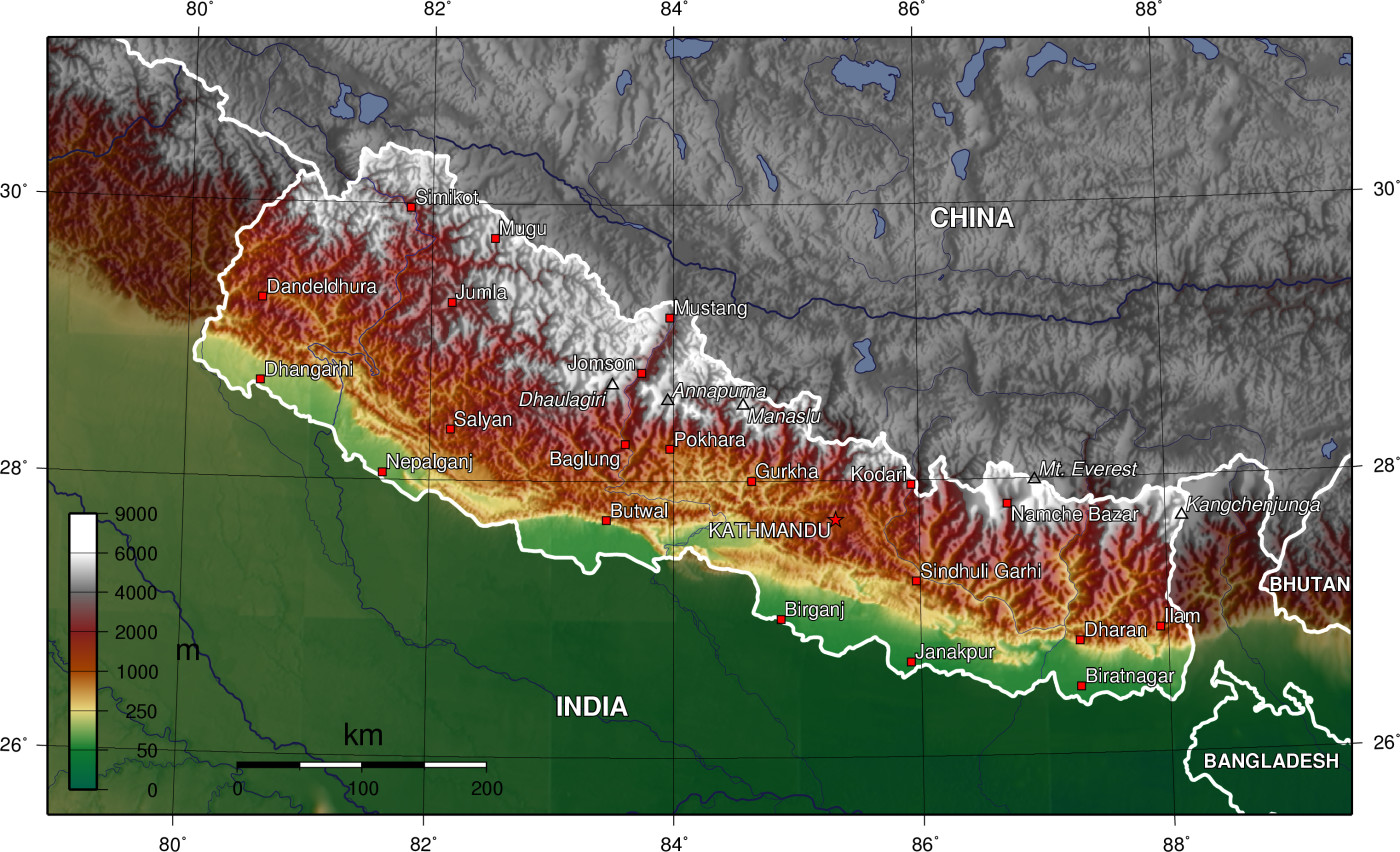
Топографічна карта Непалу

Непал має приблизно трапецієподібну форму, близько 800 кілометрів (500 миль) в довжину і 200 кілометрів (120 миль) в ширину, з площею 147 516 км2 (56 956 квадратних миль). Він лежить між 26° і 31° північної широти і 80° і 89° східної довготи. Визначальні геологічні процеси Непалу почалися 75 мільйонів років тому, коли Індійська плита, яка тоді була частиною південного суперконтиненту Гондвана, почала дрейф на північний схід, викликаний поширенням морського дна на південний захід, а пізніше на південь і південний схід. Одночасно величезна океанічна кора океану Тетіс на її північному сході почала підводитися під Євразійську плиту. Ці подвійні процеси, викликані конвекцією в земній мантії, створили Індійський океан і призвели до того, що індійська континентальна кора зрештою заглибилася під Євразію та підняла Гімалаї. Зростаючі бар’єри блокували шляхи річок, утворюючи великі озера, які прорвалися лише 100 000 років тому, утворивши родючі долини в середніх пагорбах, такі як долина Катманду. У західному регіоні річки, які були занадто сильними, щоб їх можна було зупинити, прорізали одні з найглибших ущелин у світі. Безпосередньо на південь від Гімалаїв рух плит створив величезний жолоб, який швидко заповнився річковими відкладеннями і тепер становить Індо-Гангську рівнину. Непал майже повністю лежить у цій зоні зіткнення, займаючи центральний сектор Гімалайської дуги, майже одну третину Гімалаїв протяжністю 2400 км (1500 миль) з невеликою смугою південного Непалу, що тягнеться до Індо-Гангської рівнини, і двома районами на північному заході, що простягаються аж до Тибетського плато.

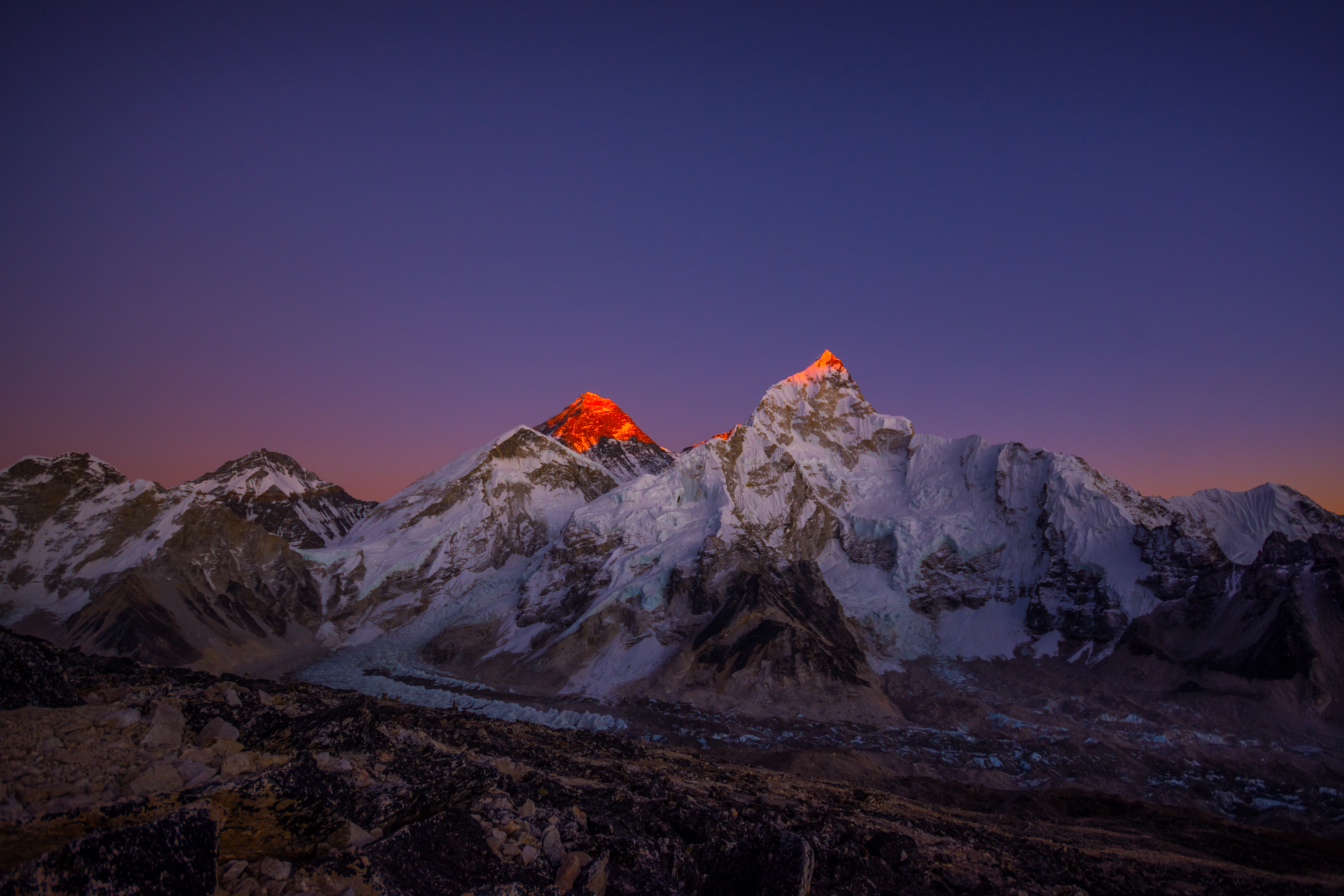
Гора Еверест лежить на кордоні Непалу та Китаю.

Непал поділяється на три основні фізико-географічні пояси, відомі як Гімал-Пахад-Тераї. Гімал — це сніговий гірський регіон, розташований у Великому Гімалайському хребті; це північна частина Непалу. Він містить найвищі висоти у світі, включаючи гору Еверест (непальською мовою: Сагарматха) висотою 8848,86 метрів (29032 футів) на кордоні з Китаєм. Сім інших "восьмитисячників" світу знаходяться в Непалі або на його кордоні з Тибетом: Лхоцзе, Макалу, Чо Ойю, Канченджанга, Дхаулагірі, Аннапурна і Манаслу. Пахад — це гірський регіон, який зазвичай не містить снігу. Висота гір коливається від 800 до 4000 метрів (від 2600 до 13100 футів), із субтропічним кліматом нижче 1200 метрів (3900 футів) до альпійського клімату вище 3600 метрів (11800 футів). Нижній Гімалайський хребет, що досягає 1500-3000 метрів (4900-9800 футів), є південною межею цього регіону, із субтропічними річковими долинами та «пагорбами», що чергуються на північ від цього хребта. Щільність населення висока в долинах, але значно нижча на висоті понад 2 000 метрів (6 600 футів) і дуже низька на висоті понад 2 500 метрів (8 200 футів), де взимку зрідка випадає сніг. Південні низовинні рівнини або Тераї, що межують з Індією, є частиною північного краю Індо-Гангської рівнини. Тераї — це низовина, яка містить кілька пагорбів. Рівнини утворилися і живляться трьома великими гімалайськими річками: Коші, Нараяні та Карналі, а також меншими річками, що піднімаються нижче постійної снігової лінії. У цьому регіоні клімат від субтропічного до тропічного. Зовнішній хребет передгір'я, званий пагорбами Сівалік або хребтом Чурія, виходить на висоту від 700 до 1000 метрів (2300-3280 футів), позначає межі Гангської рівнини. Широкі низькі долини, які називаються внутрішніми долинами Тераї (Bhitri Tarai Upatyaka), лежать на північ від цих передгір’їв у кількох місцях.

Класифікація клімату Кеппена для Непалу

Індійська плита продовжує рухатися на північ відносно Азії приблизно на 50 мм (2,0 дюйма) на рік. Це робить Непал сейсмонебезпечною зоною, а періодичні землетруси з руйнівними наслідками є значною перешкодою для розвитку. Ерозія Гімалаїв є дуже важливим джерелом опадів, які стікають до Індійського океану. Саптакоші, зокрема, виносить величезну кількість мулу з Непалу, але зазнає сильного падіння градієнту в Біхарі, що спричиняє сильні повені та зміну течії, і тому відома як "горе Біхару". Щороку під час сезону дощів сильні повені та зсуви спричиняють смерть і хвороби, руйнують сільськогосподарські угіддя та руйнують транспортну інфраструктуру країни.
Непал має п'ять кліматичних зон, що в основному відповідають висотам. Тропічний і субтропічний пояси лежать нижче 1200 метрів (3900 футів), помірний пояс від 1200 до 2400 метрів (3900-7900 футів), холодний пояс від 2400 до 3600 метрів (7900-11800 футів), субарктичний пояс від 3600 до 4400 метрів (від 11 800 до 14 400 футів) і в арктичній зоні вище 4 400 метрів (14 400 футів). У Непалі п'ять пір року: літо, мусон, осінь, зима та весна. Гімалаї блокують холодні вітри з Центральної Азії взимку та формують північні межі мусонних вітрів.

### Біорізноманіття

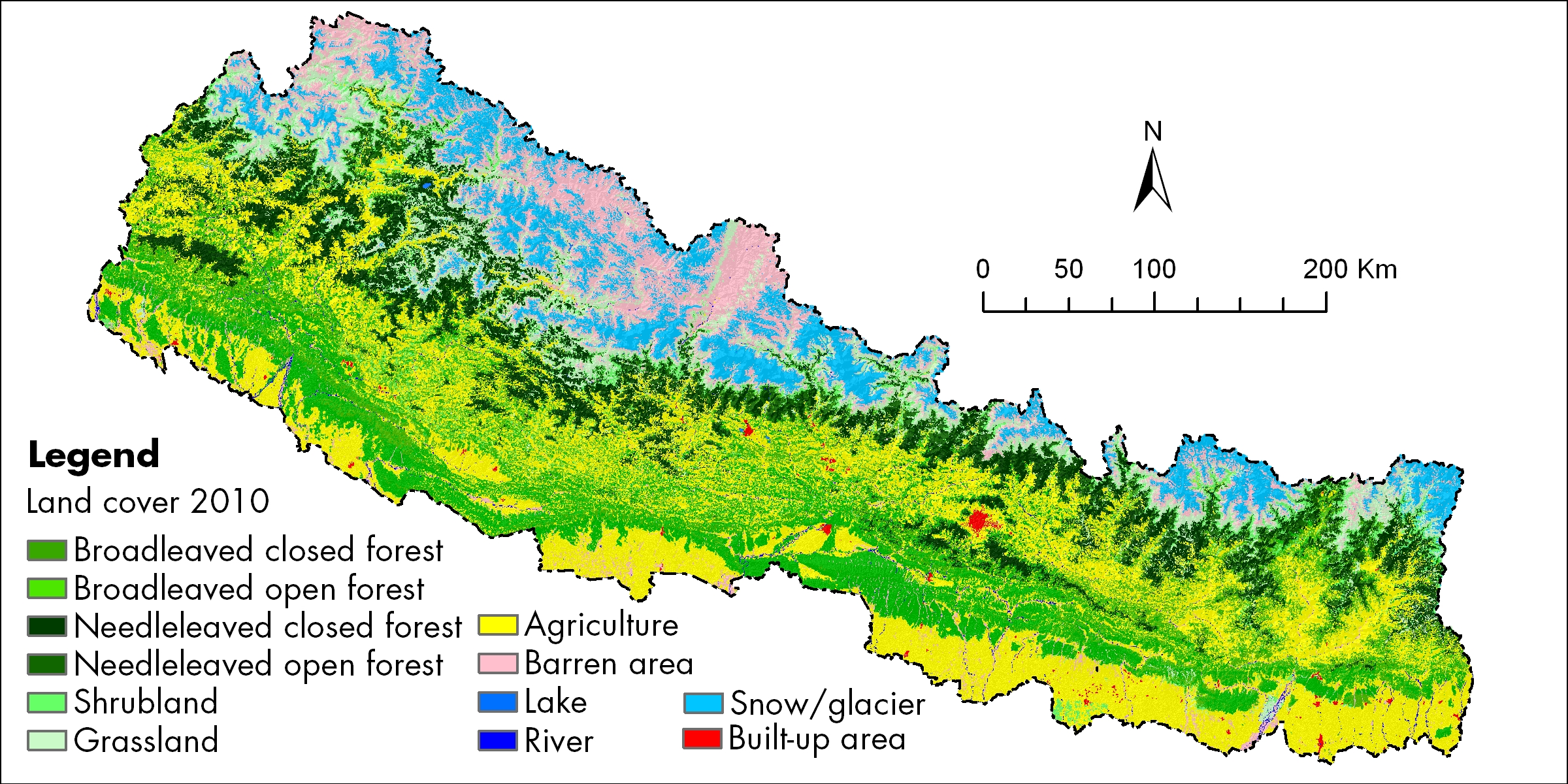
Ця карта ґрунтового покриву Непалу, використовуючи дані Landsat 30 m (2010), показує, що лісовий покрив є домінуючим типом ґрунтового покриву в Непалі

Непал містить непропорційно велику різноманітність рослин і тварин порівняно з його розміром. Весь Непал утворює західну частину східно-гімалайської гарячої точки біорізноманіття з помітним біокультурним різноманіттям. Велика різниця у висоті, виявлена в Непалі (60 м від рівня моря на рівнинах Тераї, до 8848 м гори Еверест) призводить до різноманітності біомів. Східна половина Непалу багатша на біорізноманіття, оскільки тут випадає більше дощів порівняно із західними частинами, де умови типу арктичних пустель більш поширені на більших висотах. Непал є місцем проживання 4,0% усіх видів ссавців, 8,9% видів птахів, 1,0% видів рептилій, 2,5% видів земноводних, 1,9% видів риб, 3,7% видів метеликів, 0,5% видів метеликів і 0,4% видів павуків. У 35 типах лісів і 118 екосистемах Непал містить 2% видів квіткових рослин, 3% птеридофітів і 6% мохоподібних.

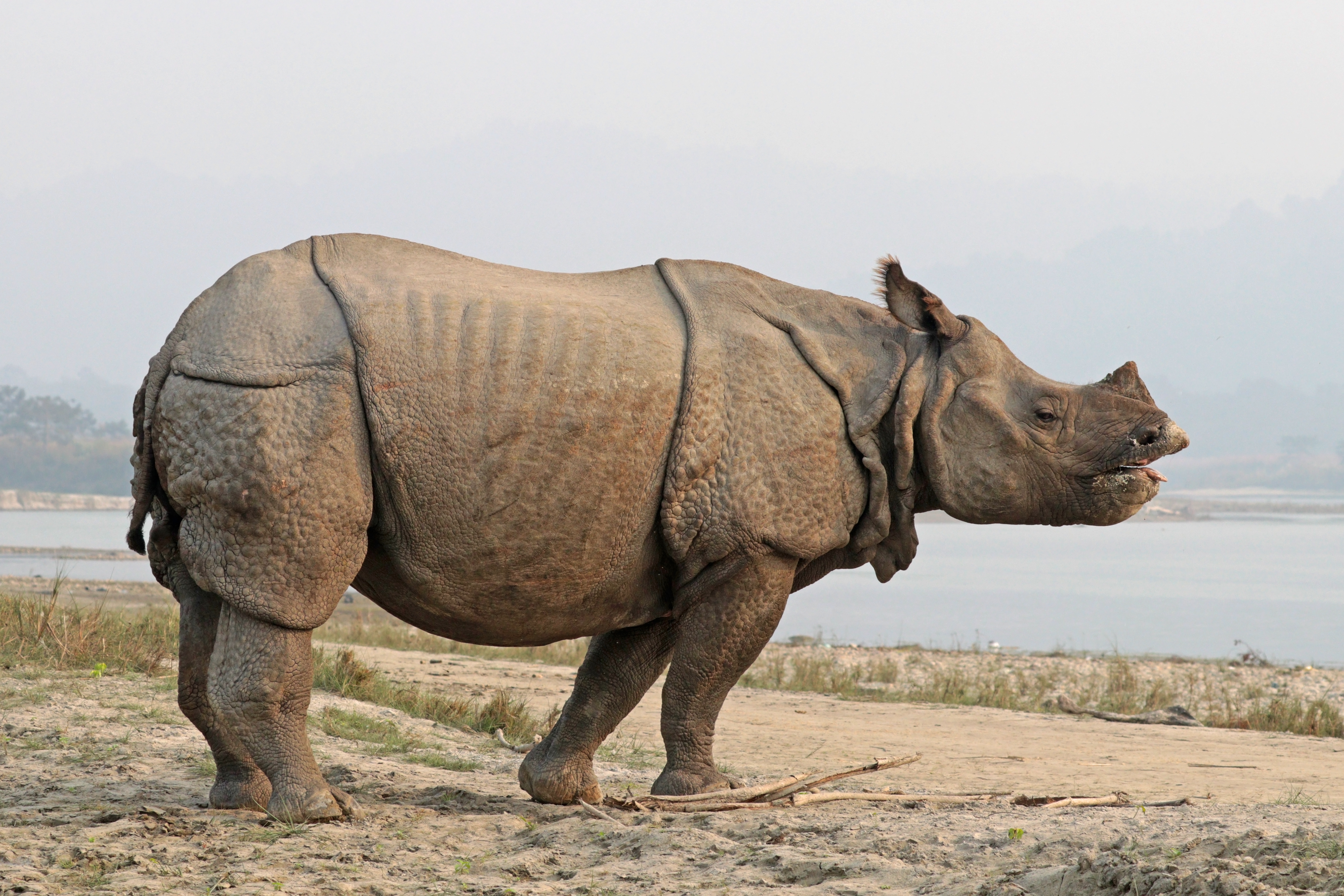
Великий однорогий носоріг блукає субтропічними луками на рівнинах Терай.

Площа лісового покриву Непалу становить 59 624 км2 (23 021 квадратних миль), що становить 40,36% від загальної площі країни, з додатковими 4,38% чагарників, що становить 44,74%, тобто збільшення на 5% з початку тисячоліть. У 2019 році країна мала середній бал 7,23/10 за Індексом цілісності лісового ландшафту, що посідає 45-те місце у світі зі 172 країн. На південних рівнинах екорегіон саван і лук Тераї-Дуар містить одні з найвищих у світі трав, а також ліси Сал, тропічні вічнозелені ліси та тропічні річкові листяні ліси. У нижніх пагорбах (700 м – 2000 м) поширені субтропічні та помірні листяні змішані ліси, що містять переважно Саль (на нижчих висотах), Чилауне та Катус, а також субтропічний сосновий ліс з домінуванням чір-сосни. На середніх пагорбах (2000 – 3000 м) переважають дуб і рододендрон. Субальпійські хвойні ліси покривають діапазон від 3000 до 3500 м, де переважають дуб (особливо на заході), східна гімалайська ялиця, гімалайська сосна та гімалайська тсуга; поширений також рододендрон. Вище 3500 м на заході та 4000 м на сході хвойні дерева змінюються альпійськими чагарниками та луками, де переважають рододендрон.
Серед відомих дерев — терпкий Azadirachta indica, або нім, який широко використовується в традиційній фітотерапії, і розкішний Ficus religiosa, або peepal, який зображений на стародавніх печатках Мохенджо-Даро, і під яким, як зазначено у Палійському каноні, Гаутама Будда шукав просвітлення.

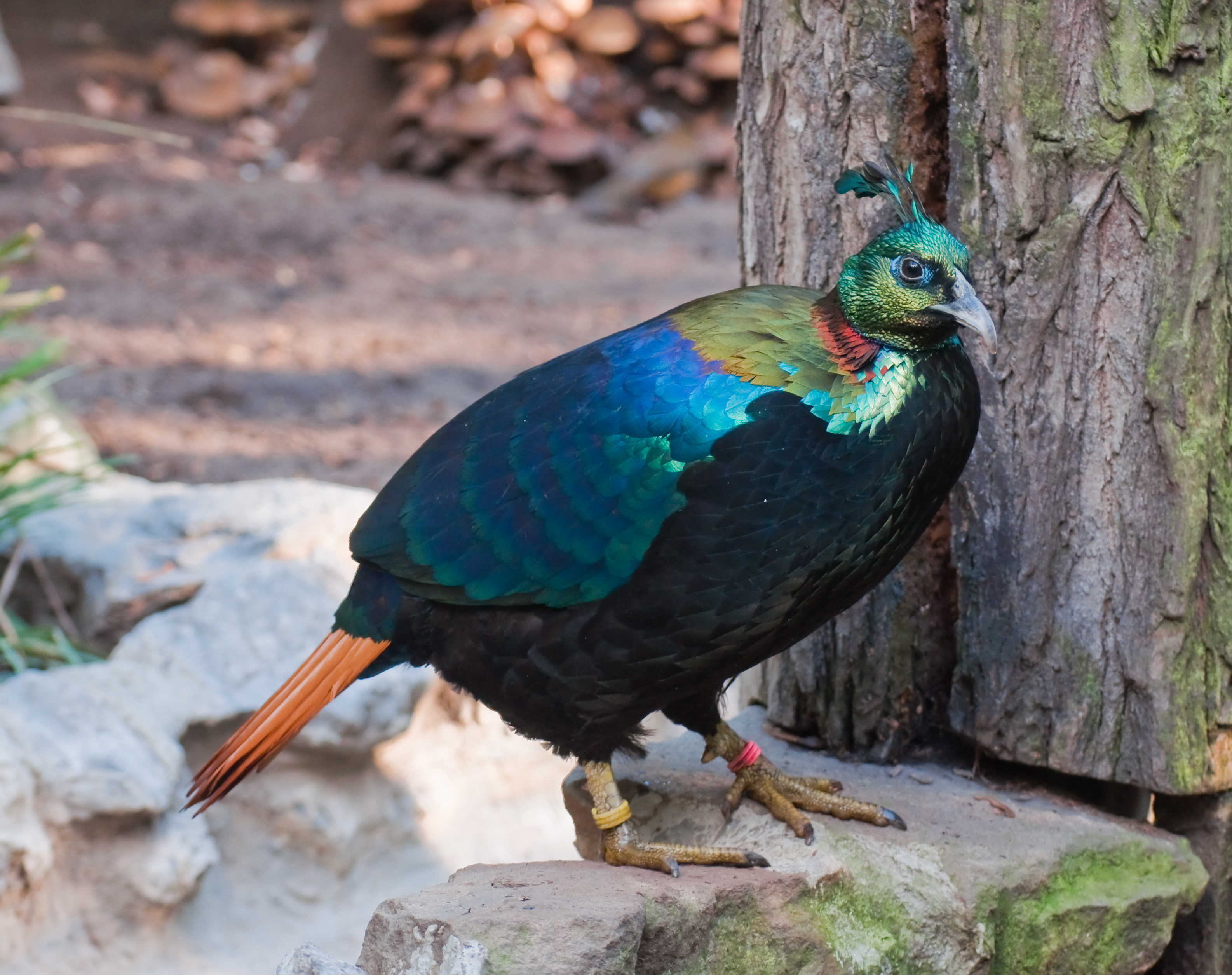
Гімалайський монал (Danphe), національний птах Непалу, гніздиться високо в Гімалаях

Більшість субтропічних вічнозелених широколистяних лісів нижніх Гімалаїв походять від флори Тетіанського третинного періоду.  Коли Індійська плита зіткнулася з Євразією, сформувавши і піднявши Гімалаї, посушлива і напівпосушлива середземноморська флора була витіснена вгору і пристосована до більш альпійського клімату протягом наступних 40-50 мільйонів років. Гаряча точка біорізноманіття Гімалаїв була місцем масового обміну та змішування індійських та євразійських видів у неогені. Один вид ссавців (гімалайська польова миша), по два види птахів і рептилій, дев'ять видів земноводних, вісім видів риб і 29 видів метеликів є ендеміками Непалу.
У Непалі міститься 107 видів, визначених МСОП, що перебувають під загрозою зникнення, 88 з них належать до видів тварин, 18 видів рослин і один вид групи «грибів або протистів». Серед тих, хто під загрозою зникнення: бенгальський тигр під загрозою вимирання, червона панда, азіатський слон, гімалайський кабарга, дикий водяний буйвол і південноазіатський річковий дельфін, а також гаріал (на межі зникнення), бенгальський флорикан та білий гриф, який майже вимер через поїдання падла тої великої рогатої худоби, яка отримувала диклофенак. Поширене та руйнівне для екології вторгнення людини в останні десятиліття поставило під загрозу непальську дику природу. У відповідь система національних парків і заповідних територій, вперше створена в 1973 році після прийняття Закону про національні парки та охорону дикої природи 1973 року, була значно розширена. "Ресторани стерв'ятників" разом із забороною на ветеринарне використання диклофенаку збільшили кількість білих грифів. Громадська програма лісівництва, за якою третина населення країни безпосередньо бере участь в управлінні чвертю загальної площі лісів, допомогла місцевій економіці, одночасно зменшивши конфлікт між людиною та дикою природою. Програми розведення в поєднанні з військовими патрулями за підтримки громади та боротьба з браконьєрством і контрабандою призвели до того, що браконьєрство тигрів і слонів, що знаходяться під загрозою зникнення, а також вразливих носорогів, зокрема, фактично зведено до нуля, і кількість цих тварин поступово зросла. У Непалі десять національних парків, три заповідники дикої природи, один мисливський заповідник, три заповідники та одинадцять буферних зон, що охоплюють загальну площу 28 959,67 км2 (11 181,39 квадратних миль), або 19,67% від загальної площі суші, водночас десять водно-болотних угідь зареєстровано відповідно до Рамсарської конвенції.
Непал незмінно вважається однією з найбільш забруднених країн у світі.

## Політичний устрій

### Політика

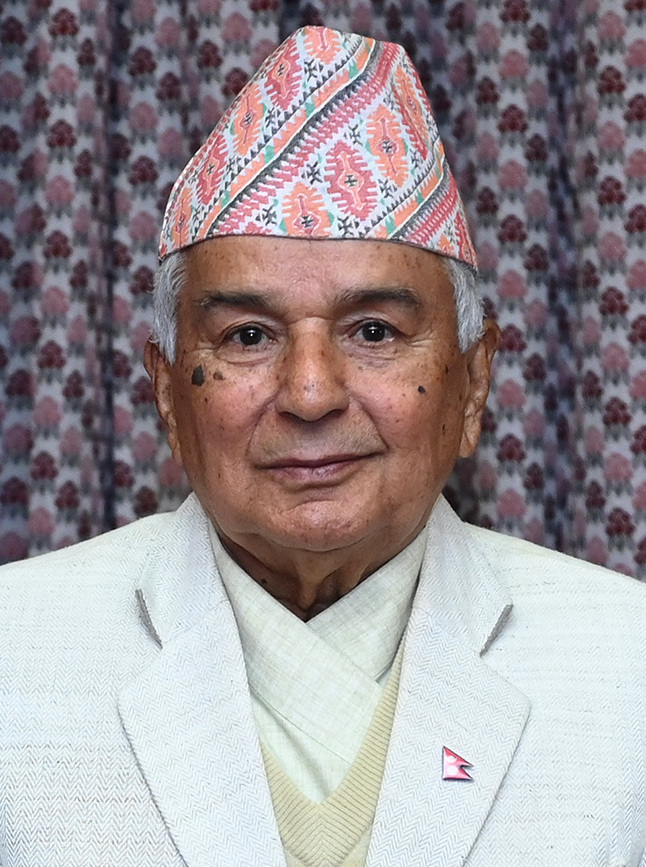
Кхадга Прасад Шарма Олі, президент
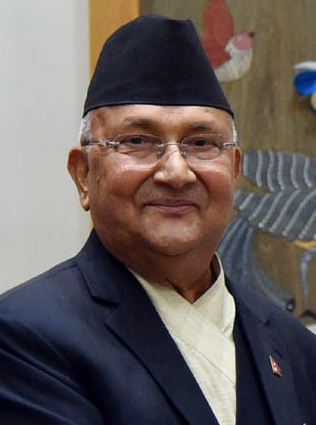
Рам Чандра Пудел, прем'єр-міністр

Непал є парламентською республікою з багатопартійною системою. З 2015 року Непал має назву «Федеральна Демократична Республіка Непал». Вона має сім національних політичних партій, визнаних у федеральному парламенті: Комуністична партія Непалу (Об‘єднані марксисти-ленінсти), Непальський конгрес, Комуністична партія Непалу (Маоїстський центр), Партія Растрія Сватантра, Партія Растрія Праджатантра, Народна соціалістична партія та Партія Джанамат. З двох основних партій, які офіційно підтримують демократичний соціалізм, CPN (Об‘єднані марксисти-леніністи) вважається лівою, тоді як Непальський конгрес вважається центристською. Протягом більшості коротких періодів демократичного врядування у 1950-х і 1990-х роках Конгрес Непалу мав більшість місць у парламенті; КПН (ОМЛ) була його конкурентом у 1990-х роках. Після того як маоїсти увійшли в політичний процес у 2006 році, вони стали третьою за величиною партією. Після виборів 2017 року (перші  згідно з новою конституцією) NCP, утворена шляхом злиття КПН (ОМЛ) і КПН (Маоїстського центру), стала правлячою партією на федеральному рівні та в шести з семи провінцій. Після загальних виборів 2022 року Палата представників 2-го Федерального парламенту була сформована як "підвішений" парламент, а в грудні 2022 року було сформовано коаліційний уряд на чолі з Пушпою Камалем Дахалом. 15 липня 2024 року К. П. Шарма Олі вчетверте склав присягу прем’єр-міністра Непалу. Нова коаліція була сформована між Непальським конгресом на чолі з Шером Бахадуром Деубою та ОМЛ на чолі з Олі. Лідери партій чергуватимуться на посадах прем’єр-міністрів кожні 18 місяців до наступних загальних виборів у 2027 році

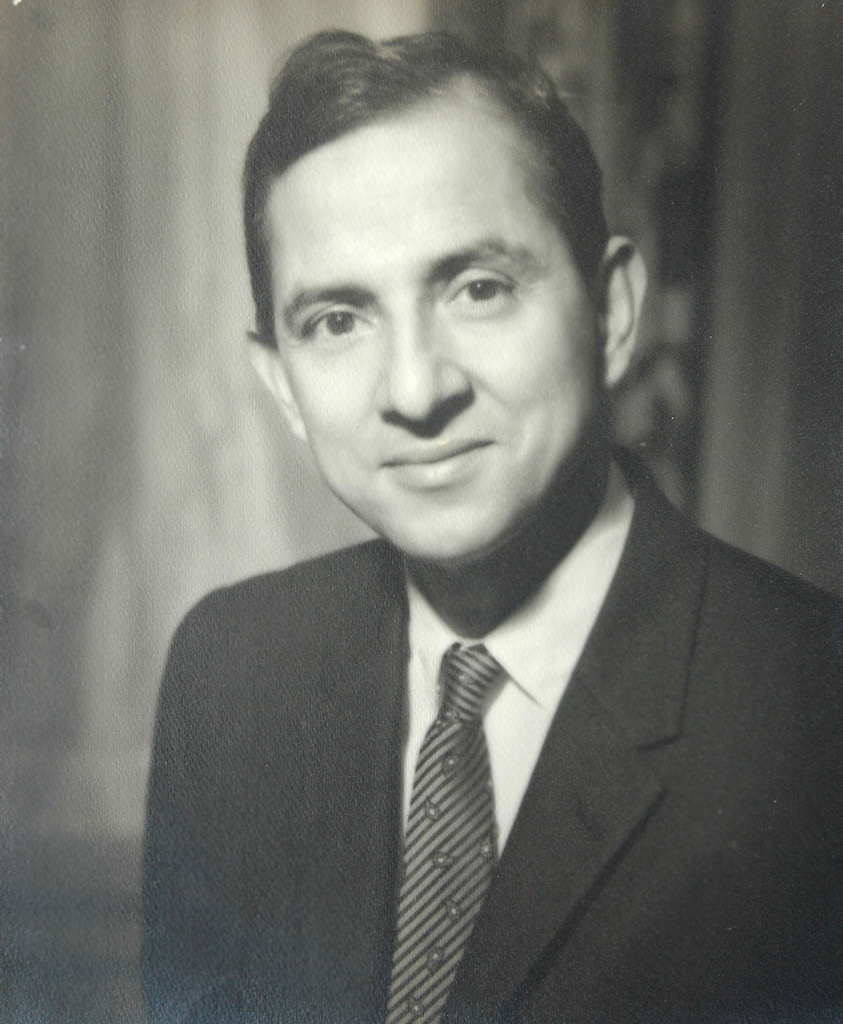
Б.П. Койрала очолював революцію 1951 року, став першим демократично обраним прем'єр-міністром, а після того, як був усунений і ув'язнений у 1961 році, провів решту свого життя в боротьбі за демократію.

У 1930-х роках у столиці виник жвавий підпільний політичний рух, що породив організацію "Непал Праджа Парішад" у 1936 році, який було розпущено через сім років після страти чотирьох "мучеників Непалу" (вони загинули мученицькою смертю в 1941 році після повстання проти Джудди Шамшера Юнга Бахадура Рани. Представлені у воротах Шахіда: Шукрарадж Шастрі, Дхарма Бхакта Матема, Дашрат Чанд, Ганга Лал Шрестха). Приблизно в той же час непальці, які брали участь у русі за незалежність Індії, почали об’єднуватися в політичні партії, що призвело до народження Непальського конгресу та Комуністичної партії Непалу. Коли комунізм намагався знайти собі опору, Непальський Конгрес досяг успіху в поваленні режиму Рана в 1951 році та отримав переважну підтримку електорату. У безпартійній системі Панчаят, започаткованій у 1962 році королем Махендрою, прихильники монархії по черзі керували урядом; політичні лідери залишалися в підпіллі, на засланні або у в'язниці. Комуністичне повстання було розгромлено в зародку в 1970-х роках, що призвело до остаточного об’єднання розрізнених комуністичних фракцій під Об’єднаний лівий фронт.
Після спільного громадянського опору, розпочатого Об’єднаним лівим фронтом і Непальським конгресом, який повалив Панчаят у 1990 році, Фронт став КПН (ОМЛ), прийняв багатопартійну демократію та протягом короткого періоду був в уряді , запровадив програми соціального забезпечення, які залишаються популярними. Після того, як маоїстська партія приєдналася до основної політики, після мирної революції 2006 року, вона також прийняла багатопартійну демократію як свою офіційну лінію. Перехідний період між 2006 і 2015 роками ознаменувався тривалими протестами з боку новостворених етноцентричних націоналістичних рухів, головним серед яких є Рух Мадхес.

### Устрій
Непал управляється відповідно до Конституції Непалу. Він визначає Непал як країну з багатонаціональними, багатомовними, багаторелігійними, мультикультурними характеристиками зі спільними прагненнями людей, що живуть у різних географічних регіонах, і об’єднаних узами вірності національній незалежності, територіальній цілісності, національним інтересам та процвітанню Непалу.

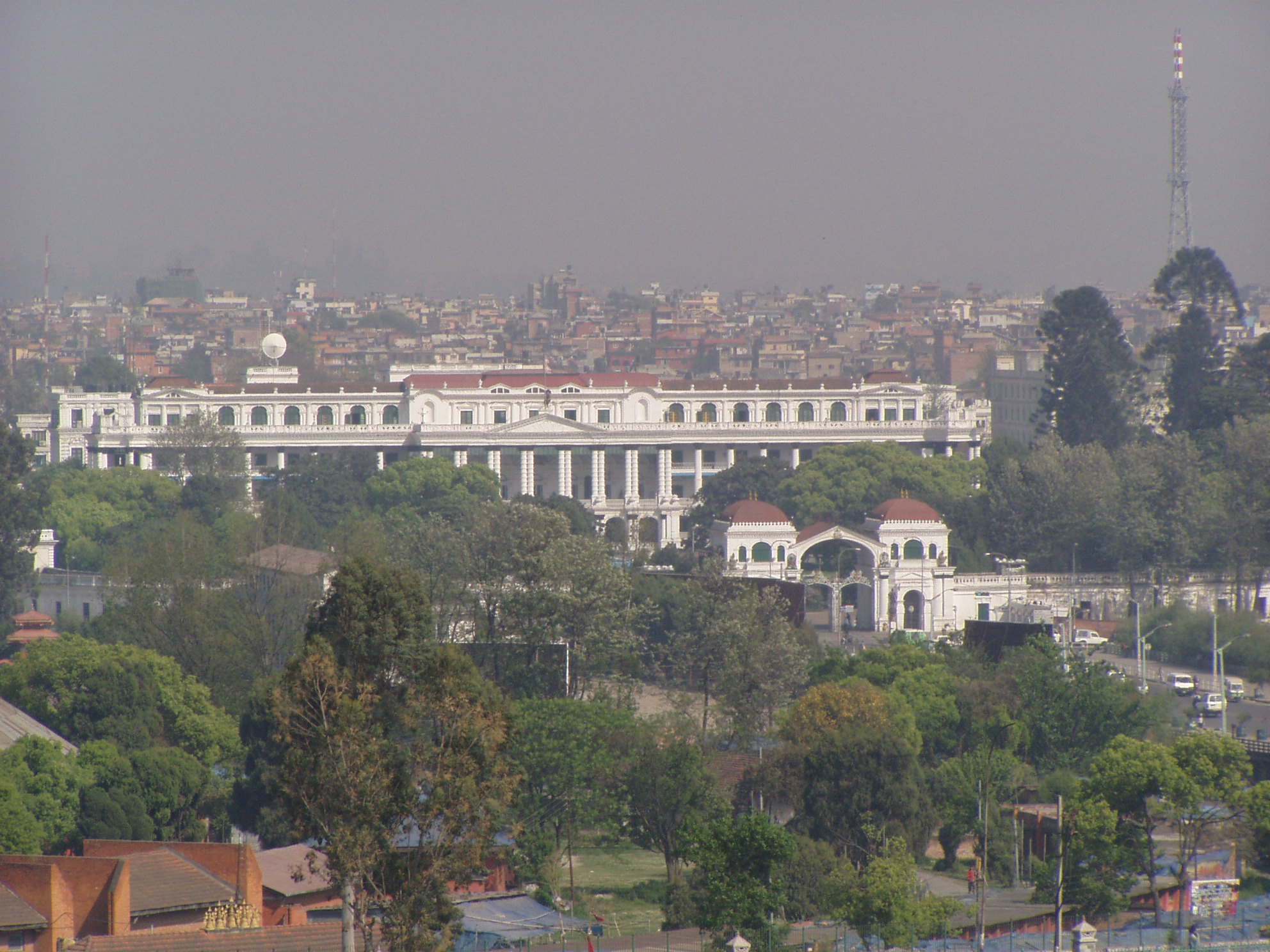
Сінгха Дурбар, резиденція уряду в Катманду
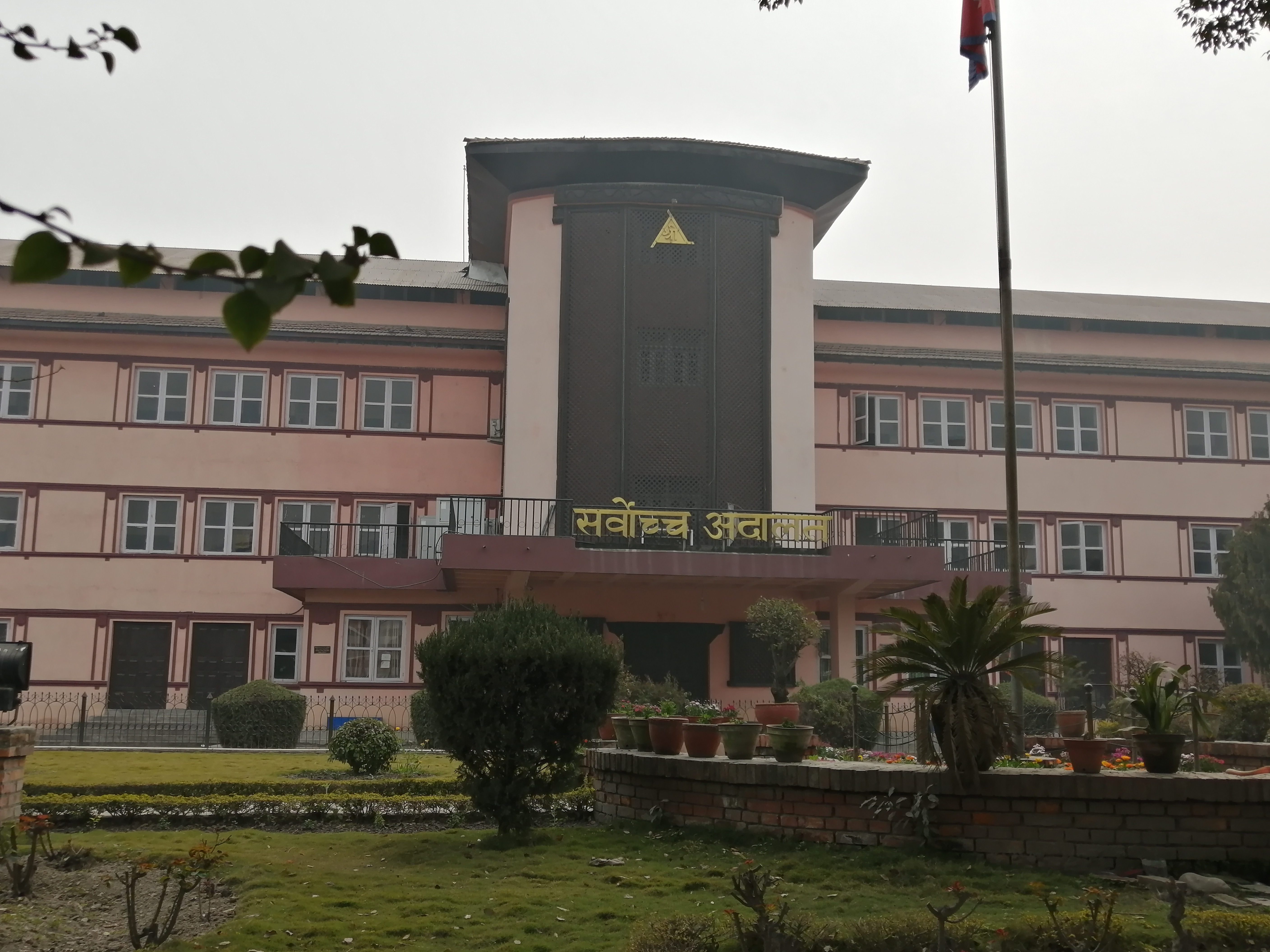
Верховний Суд
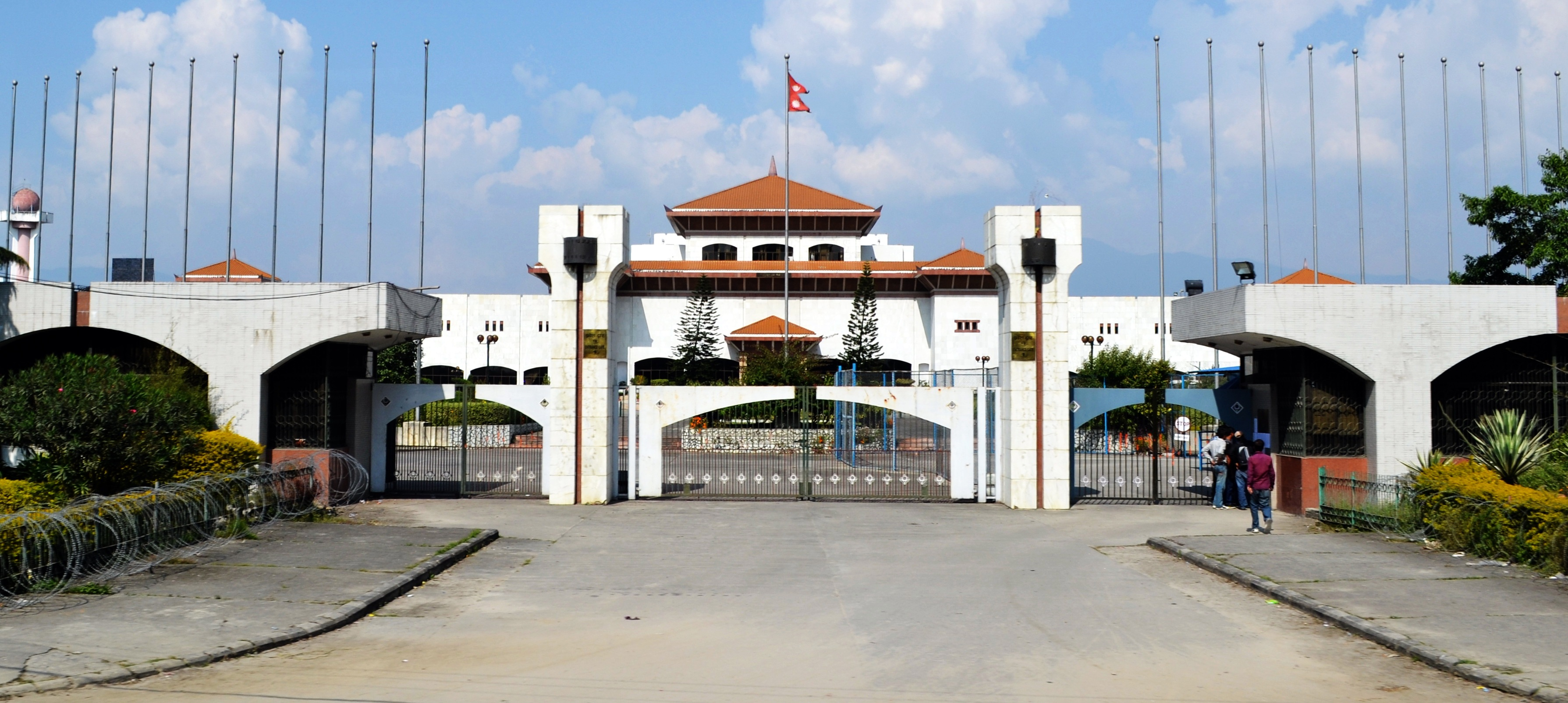
Будинок парламенту

Уряд Непалу має три гілки:

- Виконавча влада: форма правління — багатопартійна, конкурентна, федеративна демократична республіканська парламентська система, заснована на більшості. Президент призначає прем'єр-міністром лідера політичної партії, що має більшість у Палаті представників, який формує Раду міністрів, що здійснює виконавчу владу.
- Законодавча влада: Законодавча влада Непалу, яка називається Федеральний парламент, складається з Палати представників і Національних зборів. Палата представників складається з 275 членів, які обираються за змішаною виборчою системою і має п'ятирічний термін. Національна асамблея, що складається з 59 членів, обраних провінційними виборчими колегіями, є постійною палатою; третина його членів обирається кожні два роки на шестирічний термін[126]/
- Судова система: Непал має унітарну трирівневу незалежну судову систему, яка складається з Верховного суду, найвищого суду в країні, очолюваного головним суддею, семи вищих судів, по одному в кожній провінції, вищого суду на рівні провінції та 77 окружних судів, по одному в кожному районі. Муніципальні ради можуть скликати місцеві судові органи для вирішення спорів і винесення необов’язкових вердиктів у справах, які не стосуються кримінального правопорушення. Акти та провадження місцевих судових органів можуть контролюватися та скасовуватися районними судами[125].

### Законодавство та правоохоронна діяльність
Конституція Непалу є найвищим законом країни, і будь-які інші закони, що їй суперечать, автоматично є недійсними в міру суперечності. Спеціальні законодавчі положення кодифіковані як Цивільний кодекс і Кримінальний кодекс, а також відповідно Цивільний процесуальний кодекс і Кримінально-процесуальний кодекс. Верховний суд є найвищим органом у тлумаченні законів, і він може наказувати парламенту вносити поправки або приймати нові закони, якщо це необхідно. Смертну кару скасовано. Суд визнає зґвалтування у шлюбі та підтримує права на аборти. Однак через зростання числа абортів за ознакою статі були введені обмеження. Непал є учасником Женевської конвенції, конвенцій/договорів про заборону біологічної, хімічної та ядерної зброї, Основоположних конвенцій Міжнародної організації праці, Договору про нерозповсюдження ядерної зброї та Паризької кліматичної угоди. Деякі законодавчі положення, які керуються соціально-економічними, культурними та релігійними почуттями, залишаються дискримінаційними. Існує дискримінація за ознакою статі щодо іноземних громадян, які одружені з громадянами Непалу. Батьківська лінія особи цінується та вимагається в юридичних документах. Багато законів залишаються невиконуваними на практиці.

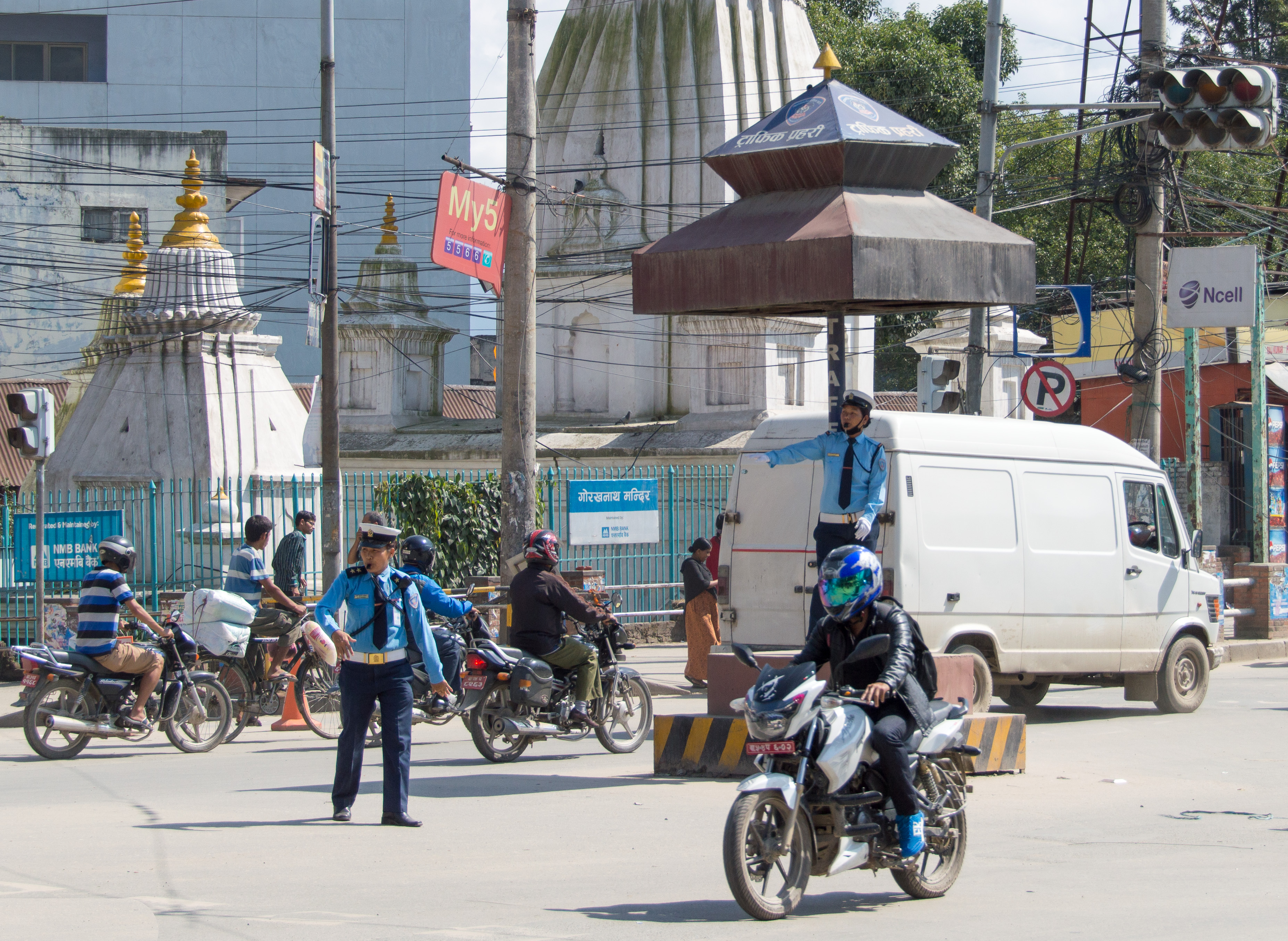
Співробітники дорожньої поліції в ручному режимі регулюють рух на найбільш завантажених дорогах та розв’язках.

Поліція Непалу є основним правоохоронним органом. Це незалежна організація під керівництвом Генерального інспектора, який призначається Міністерством внутрішніх справ і підзвітний осанньому. Крім підтримання правопорядку, вона відповідає за управління дорожнім рухом, яке здійснює Дорожня поліція Непалу. Збройні сили Непалу, окрема воєнізована поліцейська організація, співпрацює з непальською поліцією у вирішенні повсякденних питань безпеки; вони призначені для боротьби з натовпом, протидії повстанцям і тероризму, а також для вирішення інших внутрішніх питань, де може знадобитися застосування сили. Департамент розслідування злочинів поліції Непалу спеціалізується на кримінальних розслідуваннях і судово-медичній експертизі. Комісія з розслідування зловживань владою є незалежним слідчим органом, який розслідує та переслідує справи, пов’язані з корупцією, хабарництвом та зловживанням владою. Рівень умисних вбивств у Непалі — 2,16 на 100 000 у 2016 році — набагато нижчий за середній; дані поліції вказують на постійне зростання рівня злочинності в останні роки. У 2019 році Непал посів 76 місце зі 163 країн у Глобальному індексі миролюбності (GPI). Паспорт Непалу незмінно вважався одним із найслабших у світі.

### Збройні сили та розвідка

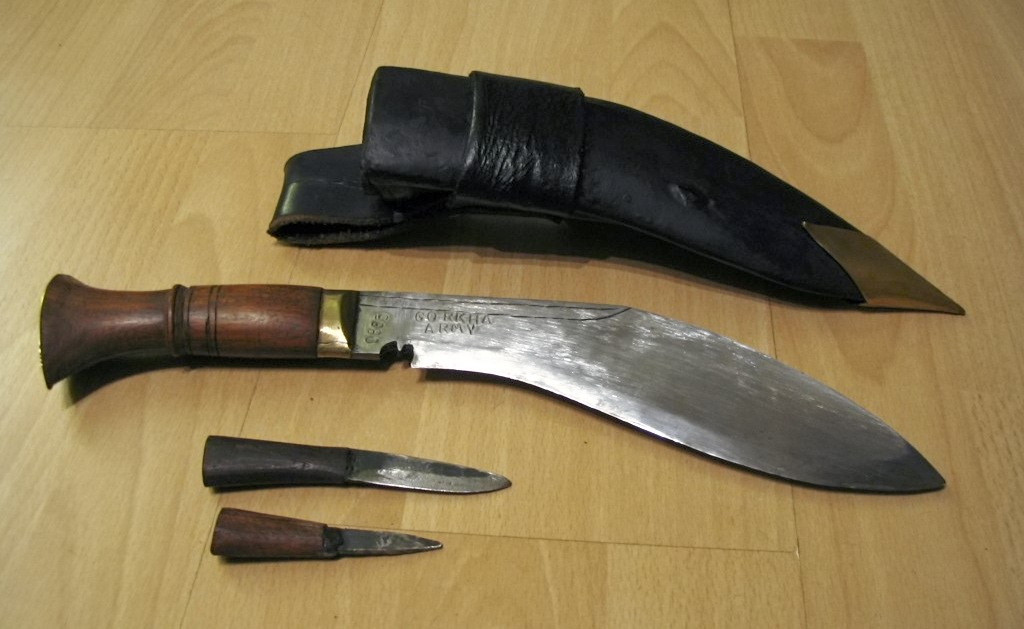
Багатоцільовий ніж кукрі (згори) є фірмовою зброєю збройних сил Непалу, і використовується гуркхами, армією Непалу, поліцією та навіть охоронцями.

Президент є верховним головнокомандувачем непальської армії; поточне управління нею здійснює Міністерство оборони. Військові витрати на 2018 рік склали $398,5 млн, що становить близько 1,4% ВВП. Майже виключно сухопутна піхота, армія Непалу налічує менше ста тисяч; набір є добровільним. Збройні сили мають небагато літальних апаратів, головним чином гелікоптерів, які в основному використовуються для транспортування, патрулювання, пошуку та порятунку. Управління військової розвідки армії Непалу виконує функції військового розвідувального агентства; Національне слідче управління, якому доручено збір національної та міжнародної розвідувальної інформації, є незалежним. Армія Непалу в основному використовується для регулярної охорони критично важливих об'єктів, патрулювання національних парків для боротьби з браконьєрством, протидії повстанцям, а також для пошуку і порятунку під час стихійних лих; вона також бере участь у великих будівельних проектах. Дискримінаційної політики щодо найму в армію не проводиться, але в ній переважають чоловіки з елітних каст воїнів Пахарі.

## Міжнародні відносини

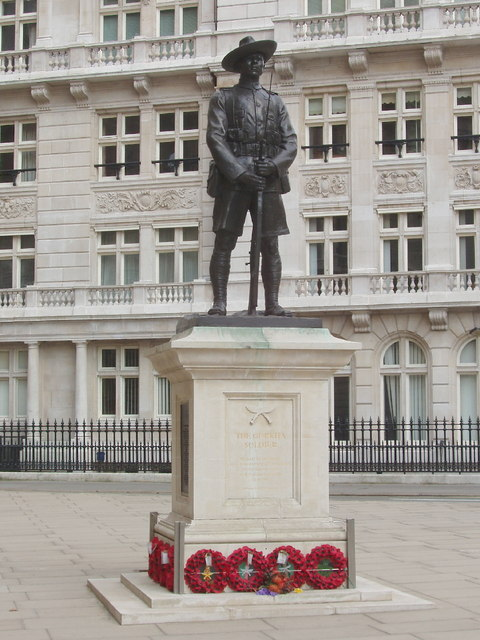
Меморіал Гуркх, Лондон

Непал покладається на дипломатію в питаннях національної оборони. Держава дотримується політики нейтралітету із своїми сусідами, має дружні стосунки з іншими країнами регіону та проводить політику неприєднання на світовій арені. Непал є членом, зокрема, SAARC, ООН, СОТ, BIMSTEC і ACD. Вона має двосторонні дипломатичні відносини зі 167 країнами та ЄС, має посольства в 30 країнах і шість консульств, тоді як 25 країн мають посольства в Непалі, а понад 80 інших мають нерезидентні дипломатичні представництва. Непал є одним із найбільших учасників миротворчих місій ООН, надавши понад 119 000 співробітників для 42 місій з 1958 року. Непальці мають репутацію чесного, відданого та хороброго народу, завдяки чому протягом останніх 200 років вони служили як легендарні воїни-гуркхи в індійській та британській арміях, брали участь в обох світових війнах, індійсько-пакистанських війнах, а також в Афганістані та Іраку (хоча Непал не брав безпосередньої участі в жодному з цих конфліктів) і отримували найвищі військові нагороди, включаючи Хрест Вікторії та чакра Парам Вір.

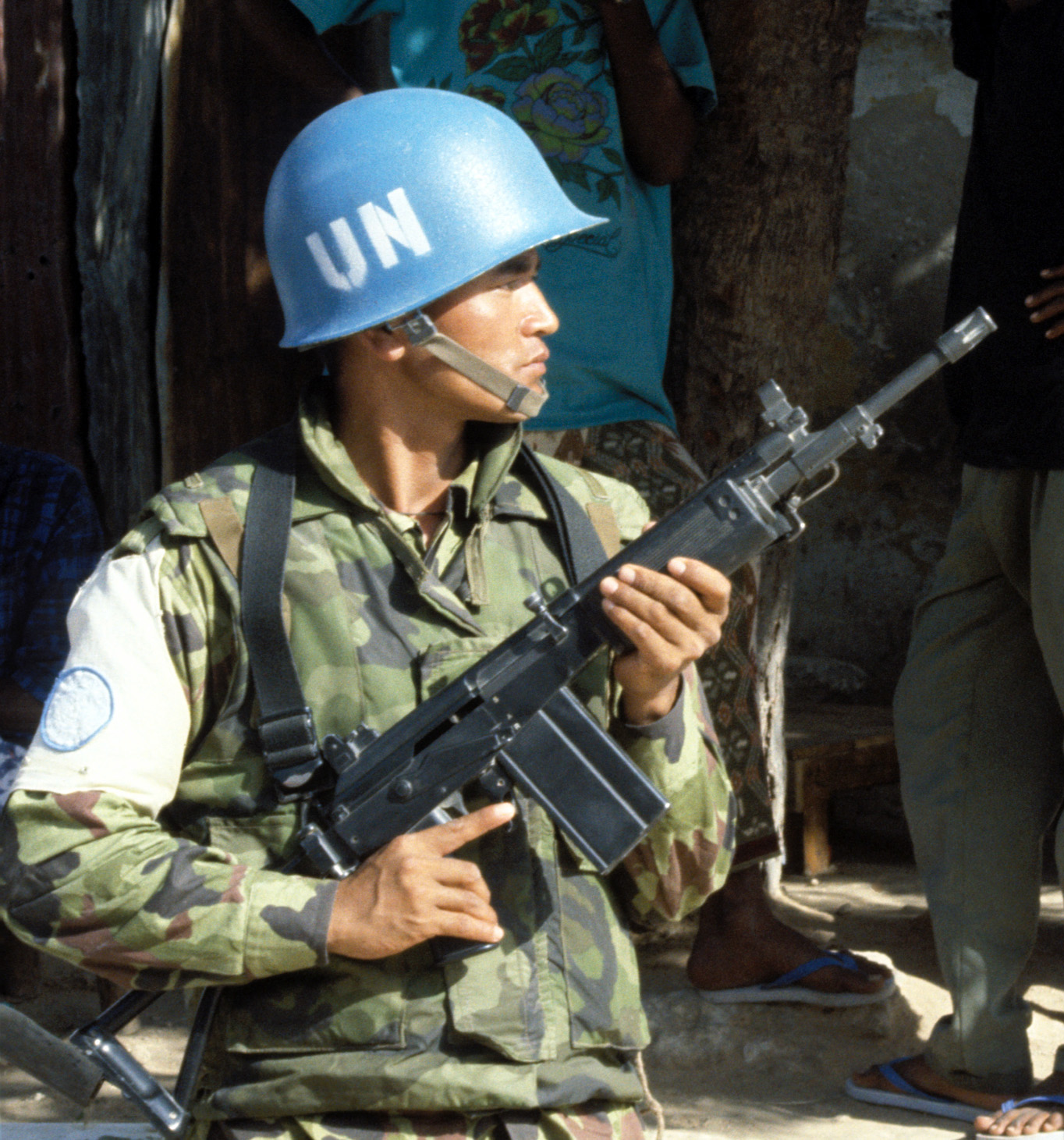
Непал є одним із найбільших учасників миротворчих місій ООН.

Непал проводить політику «збалансованих відносин» з двома гігантськими безпосередніми сусідами, Індією та КНР; Договір про мир і дружбу з Індією 1950 року передбачає набагато тісніші відносини. Непал та Індія пов'язані релігійними, культурними та сімейними зв’язками, а також відкритим кордоном із вільним пересуванням людей. Індія є найбільшим торговим партнером Непалу, від якого він залежить у постачанні нафти й газу, а також ряду основних товарів. Непальці можуть володіти власністю в Індії, а індійці можуть вільно жити й працювати в Непалі . Відносини між Індією та Непалом, хоч і дуже тісні, стикаються з труднощами, пов’язаними з територіальними суперечками, економікою та проблемами, властивими відносинам між великими та малими державами. Непал встановив дипломатичні відносини з Китайською народною республікою 1 серпня 1955 р. і підписав Договір про мир і дружбу в 1960 р.; відносини з тих пір були засновані на п'яти принципах мирного співіснування. Непал зберігає нейтралітет у конфліктах між КНР та Індією. Він залишається твердо відданим політиці єдиного Китаю та, як відомо, стримує антикитайську діяльність тибетських біженців у Непалі. Громадяни обох країн можуть перетинати кордон і подорожувати до 30 км без візи. КНР в Непалі сприймають прихильно через відсутність будь-яких прикордонних суперечок або серйозного втручання у внутрішню політику, а також його допомогу в розвитку інфраструктури та допомогу під час надзвичайних ситуацій; прихильність зросла після того, як КНР допоміг Непалу під час економічної блокади, запровадженої Індією в 2015 році. Згодом КНР надав Непалу доступ до своїх портів для торгівлі з третіми країнами і Непал приєднався до ініціативи КНР «Один пояс, один шлях».
Непал підкреслює важливість тіснішого співробітництва в Південній Азії та активно наполягає на створенні SAARC, Асоціації регіонального співробітництва Південної Азії, постійний секретаріат якої знаходиться в Катманду. Непал був однією з перших країн, яка визнала незалежний Бангладеш, і дві країни прагнуть посилити співпрацю в галузі торгівлі та управління водними ресурсами; морські порти в Бангладеш, будучи ближчими, розглядаються як життєздатна альтернатива монополії Індії на торгівлю Непалу з третіми країнами. Непал був першою південноазіатською країною, яка встановила дипломатичні відносини з Ізраїлем, і ці країни мають міцні відносини; Непал визнає права палестинців, проголосувавши за таке визнання в ООН і проти визнання Єрусалиму як столиці Ізраїлю. Країни, з якими Непал підтримує тісні відносини, включають найщедріших донорів і партнерів у розвитку, серед якиз, зокрема: Сполучені Штати, Сполучене Королівство, Данія, Японія та Норвегія.

## Адміністративний поділ
| Провінція               | Столиця       | Округи | Площа (km2) | Населення станом на 2011 р. | Населення станом на 2021 р. | Щільність (людей на км кв.) 2021 | Індекс людського розвитку | Карта |
| ----------------------- | ------------- | ------ | ----------- | --------------------------- | --------------------------- | -------------------------------- | ------------------------- | ----- |
| Коші (провінція)        | Біратнагар    | 14     | 25,905      | 4,534,943                   | 4,972,021                   | 192                              | 0.553                     |       |
| Мадхеш (провінція)      | Джанакпур     | 8      | 9,661       | 5,404,145                   | 6,126,288                   | 634                              | 0.485                     |       |
| Багматі (провінція)     | Хетауда       | 13     | 20,300      | 5,529,452                   | 6,084,042                   | 300                              | 0.560                     |       |
| Гандакі (провінція)     | Покхара       | 11     | 21,856      | 2,403,757                   | 2,479,745                   | 113                              | 0.567                     |       |
| Лумбіні (провінція)     | Деухурі       | 12     | 19,707      | 4,499,272                   | 5,124,225                   | 260                              | 0.519                     |       |
| Карналі (провінція)     | Бірендранагар | 10     | 30,213      | 1,570,418                   | 1,694,889                   | 56                               | 0.469                     |       |
| Судурпашчім (провінція) | Годаварі      | 9      | 19,539      | 2,552,517                   | 2,711,270                   | 139                              | 0.478                     |       |
| Непал                   | Катманду      | 77     | 147,181     | 26,494,504                  | 29,192,480                  | 198                              | 0.579                     |       |

Непал - федеративна республіка, що складається з 7 провінцій. Кожна провінція складається з 8-14 округів. Округи, у свою чергу, складаються з місцевих одиниць, відомих як міські та сільські муніципалітети. Загалом існує 753 місцеві одиниці, які включають 6 столичних муніципалітетів, 11 субметрополіальних муніципалітетів і 276 муніципалітетів, тобто 293 міських муніципалітетів і 460 сільських муніципалітетів. Кожна місцева одиниця складається з приходів. Всього приходів 6743.
Органи місцевого самоврядування користуються виконавчою та законодавчою, а також обмеженою судовою владою у своїй місцевій юрисдикції. Провінції мають однопалатну парламентську Вестмінстерську систему управління. Місцеві та провінційні органи влади здійснюють деякі абсолютні повноваження, а деякі – поділені з провінційним або федеральним урядом. Окружний координаційний комітет, комітет, що складається з усіх обраних посадових осіб місцевих органів влади в окрузі, має дуже обмежену роль.

## Економіка
Непал є однією з найменш розвинених країн, яка займає 165 місце у світі (станом на 2019 рік) за номінальним ВВП на душу населення і 162 місце (станом на 2019 рік) за ВВП на душу населення за ПКС. Валовий внутрішній продукт (ВВП) Непалу в 2019 році становив 34,186 мільярда доларів США. Непал незмінно вважається однією з найбідніших країн світу. Непал є членом СОТ з 23 квітня 2004 року.
16,8-мільйонна робоча сила є 37-ю за чисельністю в світі. Первинний сектор становить 27,59% ВВП, вторинний сектор – 14,6%, а третинний сектор – 57,81%.
Грошові перекази в іноземній валюті з Непалу в розмірі 8,1 млрд доларів США у 2018 році, що є 19-м найбільшим показником у світі і становить 28,0% ВВП, були зроблені мільйонами працівників, переважно з Індії, Близького Сходу та Східної Азії, майже всі з яких є некваліфікованими робітниками. Основні сільськогосподарські продукти включають зернові культури (ячмінь, кукурудза, просо, рис і пшениця), насіння олійних культур, картоплю, бобові, цукрову тростину, джут, тютюн, молоко та м’ясо водяного буйвола. Основні галузі промисловості включають туризм, виробництво килимів, текстилю, сигарет, цементу, цегли, а також невеликі рисові, джутові, цукрові та олійні заводи. Міжнародна торгівля Непалу значно розширилася в 1951 році зі встановленням демократії; Лібералізація почалася в 1985 році і прискорилася після 1990 року. До 2016-2017 фінансового року зовнішня торгівля Непалу становила 1,06 трильйона рупій, що в 23 рази більше за 45,6 мільярда рупій у 1990-1991 році. Понад 60% торгівлі Непалу припадає на Індію. Основні експортні товари включають готовий одяг, килими, бобові, ремісничі вироби, шкіру, лікарські трави та паперові вироби, на які припадає 90% від загального обсягу. Основний імпорт включає різноманітні готові вироби та напівфабрикати, сировину, машини та обладнання, хімічні добрива, електричні та електронні пристрої, нафтопродукти, золото та готовий одяг. У 2019 році інфляція становила 4,5%. У липні 2019 року валютні резерви становили 9,5 мільярда доларів США, що еквівалентно 7,8 місяцям імпорту.

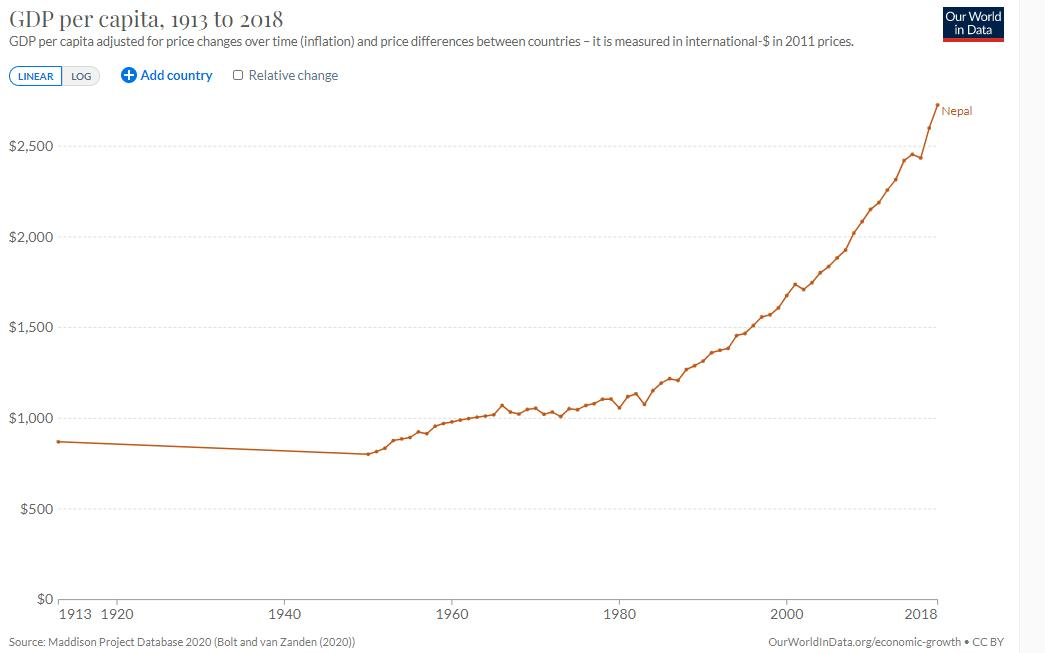
Розвиток реального ВВП на душу населення Непалу

Непал досяг значних успіхів у скороченні бідності, знизивши кількість населення нижче міжнародної межі бідності (1,90 доларів США на людину на день) з 15% у 2010 році до лише 9,3% у 2018 році, хоча вразливість залишається надзвичайно високою: майже 32% населення живе в межах від 1,90 до 3,20 доларів США на людину на день. Непал досяг покращень у таких секторах, як харчування, дитяча смертність, електроенергія, житло та статки. Відповідно до поточної тенденції, очікується, що Непал викорінить бідність протягом 20 років. Сільськогосподарський сектор особливо вразливий, оскільки він сильно залежить від мусонних дощів, станом на 2014 рік лише 28% орних земель зрошуються. У сільському господарстві зайнято 76% робочої сили, у сфері послуг – 18%, а в обробній промисловості та ремісничій промисловості – 6%. Приватні інвестиції, споживання, туризм і сільське господарство є основними факторами економічного зростання.
Бюджет уряду становить приблизно 13,71 мільярда доларів США (2019-2020 фінансовий рік); итрати бюджету на розвиток інфраструктури, більша частина яких формується за рахунок іноземної допомоги, зазвичай не досягають запланованих показників. Країна отримує іноземну допомогу від Великої Британії, Індії, Японії, США, ЄС, Китаю, Швейцарії та скандинавських країн. Протягом багатьох років непальська рупія була прив’язана до індійської рупії за обмінним курсом 1,6. Дохід на душу населення становить 1004 долари. Розподіл багатства серед непальців узгоджується з багатьма розвиненими країнами та країнами, що розвиваються: найвищі 10% домогосподарств контролюють 39,1% національного багатства, а найнижчі 10% контролюють лише 2,6%. Європейський Союз (ЄС) (46,13%), США (17,4%) і Німеччина (7,1%) є основними експортними партнерами Непалу; вони в основному купують непальський готовий одяг (RMG). Імпортними партнерами Непалу є Індія (47,5%), Об'єднані Арабські Емірати (11,2%), Китай (10,7%), Саудівська Аравія (4,9%) і Сінгапур (4%).
Окрім важкодоступного географічного положення без виходу до моря, невеликої кількістості корисних природних ресурсів і поганої інфраструктури, – неефективний уряд після 1950 року та тривала громадянська війна також є факторами, які гальмують економічне зростання та розвиток країни. Боргова кабала навіть із залученням дітей боржників була постійною соціальною проблемою в західних гірських районах і Тераї, згідно з Глобальним індексом рабства (The Global Slavery Index) в 2016 році, приблизно 234 600 осіб, або 0,82% населення, вважаються поневоленими.
У 2022 році Непал обмежив імпорт товарів не першої необхідності після скорочення його валютних резервів. Пандемія COVID-19 призвела до скорочення витрат на туризм і грошей, що надсилають додому непальці, які працюють за кордоном, що, у свою чергу, зменшило резерви іноземної валюти країни.

### Туризм

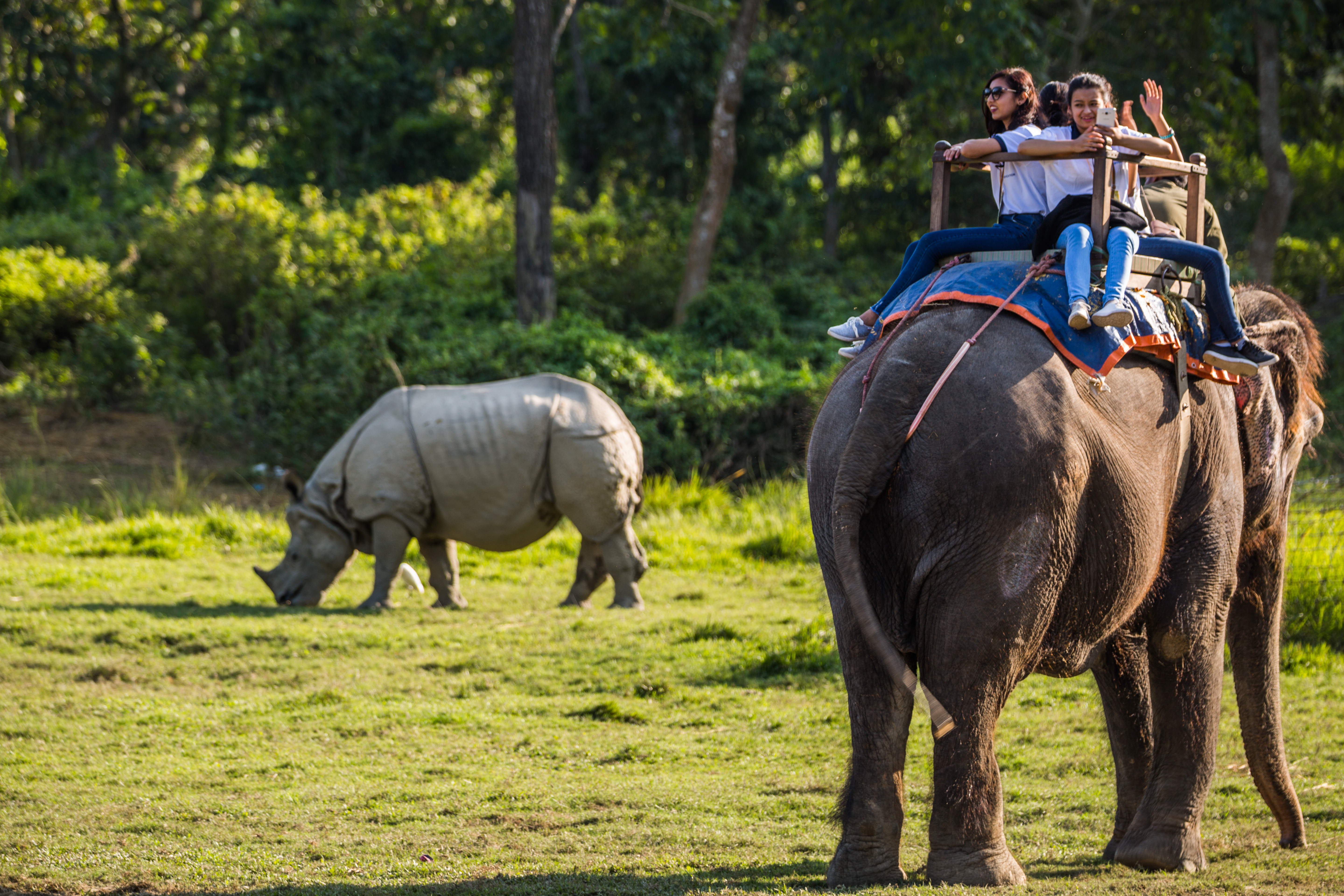
Туристи дивляться на великого однорогого носорога з азіатського слона в національному парку Читван.

Туризм є важливим для економіки Непалу і забезпечує валютні надходження до країни. Туристів здебільшого приваблюють унікальні природні умови країни, індуїстські та буддистські храми, альпінізм (зокрема, альпіністські експедиції до Гімалаїв).
Перший готель в країні під назвою Royal Hotel був відкритий уродженцем Одеси Борисом Лисаневичем.
Туризм є однією з найбільших і швидкозростаючих галузей промисловості в Непалі, в ній зайнято більше мільйона людей і він становить 7,9% від загального ВВП. Кількість міжнародних відвідувачів у 2018 році вперше перевищила один мільйон (не враховуючи індійських туристів, які прибувають наземним транспортом). Частка відвідувачів Непалу в Південній Азії становить близько 6%, і вони в середньому витрачають набагато менше, при цьому на Непал припадає 1,7% прибутку. До першочергових напрямків належать Покхара, трекінговий маршрут Аннапурна та чотири об’єкти всесвітньої спадщини ЮНЕСКО — Лумбіні, національний парк Сагарматха (де знаходиться гора Еверест), сім об’єктів у долині Катманду, зазначених разом як одне, і національний парк Чітван. Більшість доходів Непалу від альпінізму приносить гора Еверест, яка є більш доступною з боку Непалу.
Непал офіційно відкрився для жителів Заходу в 1951 році і став популярним напрямком завершення "стежки хіпі" в 1960-х і 1970-х роках. Галузь, підірвана громадянською війною в 1990-х роках, з тих пір відновилася, але стикається з проблемами на шляху до зростання через відсутність належних умов для туризму високого класу (що називається «вузьким місцем/пляшкова шийка інфраструктури»), зростаючі проблеми, з якими стикаються непальські авіалінії, і невелику кількість належним чином розроблених і прорекламованих маршрутів. Певного успіху досяг домашній туризм, в якому культурні та екологічні туристи зупиняються як платні гості в будинках корінних народів.

### Іноземне працевлаштування

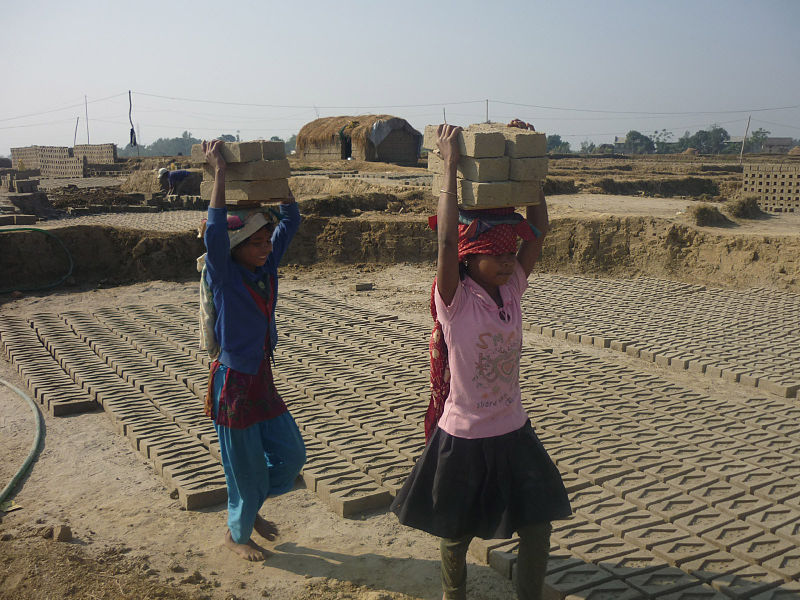
У той час як за кордоном дорослі працюють у рабських умовах, сотні тисяч дітей у країні залучаються до дитячої праці (не враховуючи сільськогосподарський сектор).

Рівень безробіття та неповної зайнятості перевищує половину працездатного населення, що змушує мільйони людей шукати роботу за кордоном, переважно в Індії, країнах Перської затоки та Східної Азії. Здебільшого некваліфіковані, неосвічені, з боргами перед кредиторами-лихварями, ці працівники стають жертвами шахрайства з боку компаній з працевлаштування та відправляються до роботодавців-експлуататорів або до країн, що перебувають у стані війни, за шахрайськими контрактами. У них вилучають паспорти, і не повертають, доки роботодавець не надасть їм згоду або не розірве контракт. Більшість із них не отримують мінімальної заробітної плати, і багато хто змушений повністю або частково віддавати свій заробіток. Багато непальців працюють у надзвичайно небезпечних умовах; в середньому двоє робітників помирають щодня. Через обмеження, накладені на жінок, багато з них залежать від торговців людьми, щоб виїхати з країни, і в кінцевому підсумку стають жертвами насильства та жорстокого поводження. Вважається, що багато непальців працюють в умовах, подібних до рабства, і Непал витрачає мільярди рупій на порятунок робітників, які опинилися в скрутному становищі, на виплату винагороди сім'ям загиблих, а також на судові витрати для тих, кого заарештували в інших країнах. Хоча мільйони людей вирвалися з бідності, через брак підприємницьких навичок грошові перекази в основному витрачаються на нерухомість і споживання.

## Інфраструктура

### Енергетика

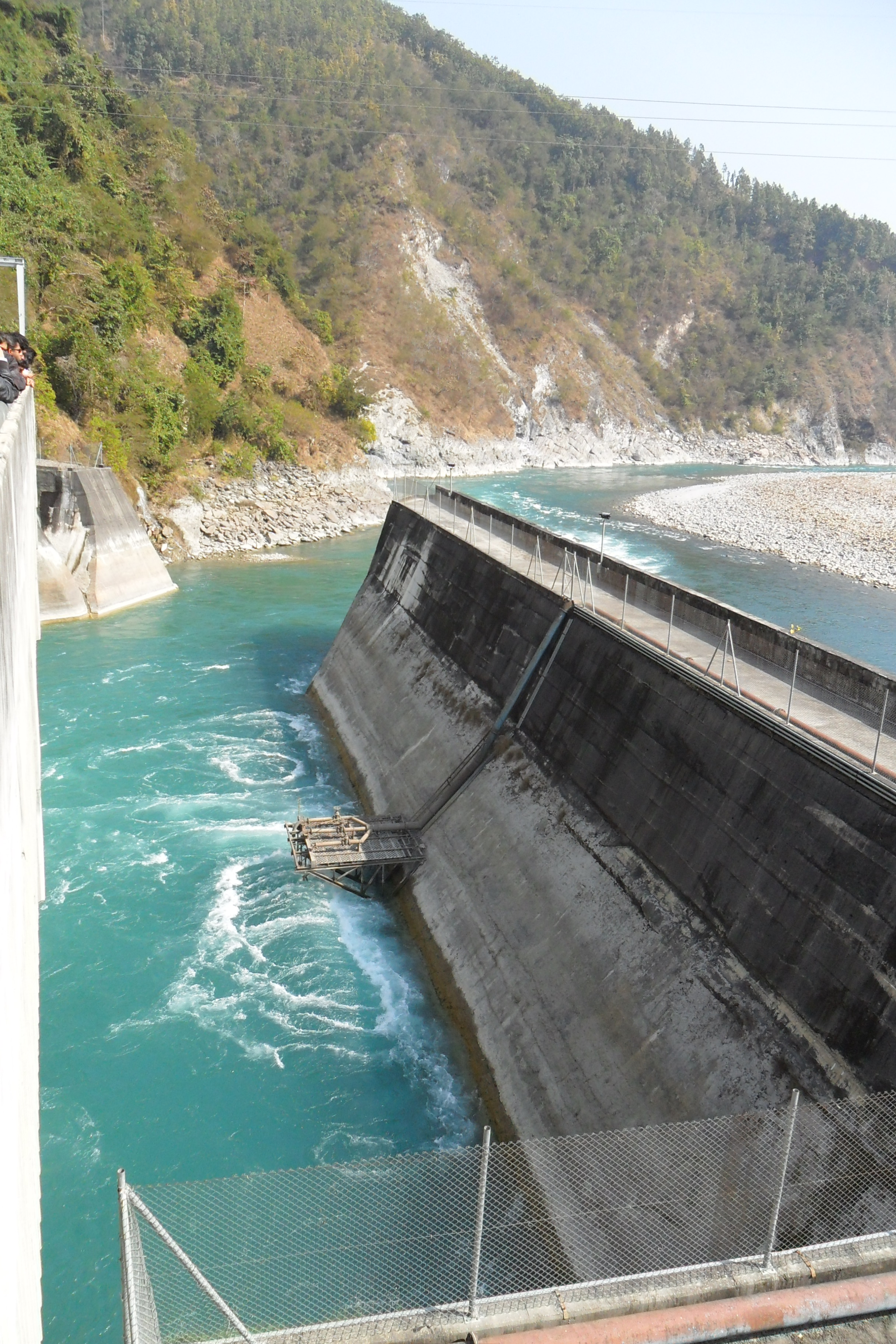
Дамба гідроелектростанції Middle Marsyangdi. Непал має значний потенціал для виробництва гідроенергії, яку він планує експортувати в Південну Азію.

Основна частина енергії в Непалі надходить з біомаси (80%) та імпортованого викопного палива (16%). Більша частина кінцевого енергоспоживання припадає на житловий сектор (84%), потім транспорт (7%) і промисловість (6%); транспортний і промисловий сектори швидко розширюються в останні роки. За винятком деяких родовищ бурого вугілля, Непал не має відомих родовищ нафти, газу чи вугілля. Усе комерційне викопне паливо (головним чином нафта, зріджений нафтовий газ і вугілля) імпортується, займаючи 129% від загального експортного доходу країни. Лише близько 1% енергетичних потреб задовольняється електроенергією. Багаторічна природа непальських річок і крутий нахил рельєфу країни створюють ідеальні умови для розвитку гідроелектростанцій. За оцінками, економічно доцільний гідроенергетичний потенціал Непалу становить приблизно 42 000 МВт. Непал зміг використати лише близько 1100 МВт. Оскільки більша її частина виробляється на руслових електростанціях (РГЕС), фактична вироблена електроенергія значно нижча в сухі зимові місяці, коли піковий попит може досягати 1200 МВт, а Непалу потрібно імпортувати до 650 МВт. з Індії, щоб задовольнити вимоги. Великі гідроенергетичні проекти зазнають затримок і зривів. Рівень електрифікації Непалу (76%) можна порівняти з показниками інших країн регіону, але існує значна різниця між сільською (72%) і міською (97%) місцевістю. Становище енергетичного сектору залишається незадовільним через високі тарифи, високі втрати в системі, високі витрати на виробництво, високі накладні витрати, надмірну кількість персоналу та низький внутрішній попит.

### Транспорт
Непал залишається ізольованим від основних світових наземних, повітряних і морських транспортних маршрутів, хоча всередині країни авіація перебуває в кращому стані, з 47 аеропортами, 11 з них з асфальтованими злітно-посадковими смугами; рейси є частими та забезпечують значний трафік. Горбиста та гориста місцевість на півночі 2/3 країни ускладнила та здорожчила будівництво доріг та іншої інфраструктури. Станом на 2016 рік було трохи більше 11 890 км (7 388 миль) доріг з твердим покриттям, 16 100 км (10 004 миль) ґрунтових доріг і лише 59 км (37 миль) залізничних колій на півдні. Станом на 2018 рік усі адміністративні центри (крім Сімикота) були долучені до дорожньої мережі. Більшість сільських доріг не працюють у сезон дощів; навіть національні автомагістралі регулярно стають недоступними. Непал майже повністю залежить від допомоги таких країн, як Китай, Індія та Японія, для будівництва, обслуговування та розширення мережі доріг. Єдиним практичним морським портом для в’їзду товарів, що прямують до Катманду, є Колката в Індії. Національний авіаперевізник, Nepal Airlines, перебуває в поганому стані через неефективне управління та корупцію, і його внесено до чорного списку ЄС. Внутрішньо поганий стан розвитку дорожньої системи ускладнює доступ до ринків, шкіл і медичних закладів. Непал має найгіршу дорожню інфраструктуру в Азії.

### Комунікації
Відповідно до звіту Управління телекомунікацій Непалу MIS за серпень 2019 року, рівень абонентів голосової телефонії становив 2,70% від загальної кількості населення для стаціонарних телефонів і 138,59% для мобільних телефонів; 98% усієї голосової телефонії здійснювалося через мобільні телефони. Подібним чином, хоча приблизно 14,52% мали доступ до фіксованого широкосмугового зв’язку, ще 52,71% мали доступ до Інтернету, використовуючи свої передплати мобільних даних; майже 15 мільйонів з них мають 3G або краще. На ринку мобільної голосової телефонії та широкосмугового доступу домінують дві телекомунікаційні компанії, державна Nepal Telecom (55%) і приватна транснаціональна компанія Ncell (40%). З 21% частки ринку фіксованого широкосмугового зв’язку близько 25% знову ж таки поділили Nepal Telecom, а решта дісталася приватним Інтернет-провайдерам. Незважаючи на велику різницю в рівні проникнення між сільською та міською територіями, послуга мобільного зв’язку охопила 75 районів країни, що охоплює 90% території, і очікувалось, що до 2020 року широкосмуговий доступ охопить 90% населення.

### ЗМІ
Станом на 2019 рік держава управляє трьома телевізійними станціями, а також національними та регіональними радіостанціями. Ліцензію на роботу мають 117 приватних телеканалів і 736 FM-радіостанцій, принаймні 314 з них – громадські радіостанції. За даними перепису 2011 року, відсоток домогосподарств, які мали радіо, становив 50,82%, телебачення – 36,45%, кабельне телебачення – 19,33%, комп’ютер – 7,28%. Відповідно до класифікації Пресової ради Непалу, станом на 2017 рік із 833 видань, що створюють оригінальний контент, десять національних щоденних і тижневих видань мають клас А+. У 2019 році «Репортери без кордонів» поставили Непал на 106 місце у світі за рівнем свободи преси.
Державна телекомпанія — Nepal Television, однойменний телеканал; державна радіокомпанія Radio Nepal, однойменна радіостанція.

## Населення

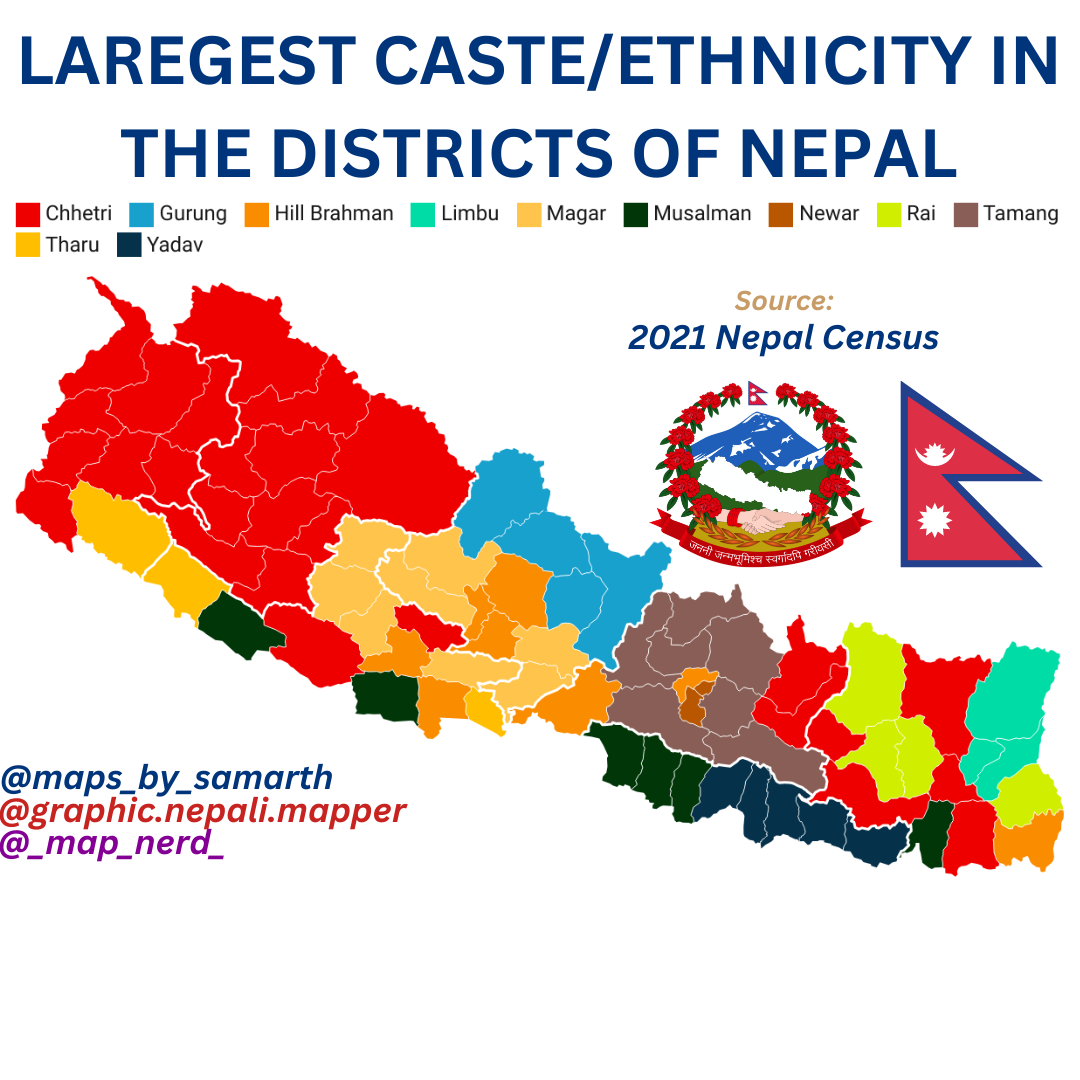
Найбільші етнічні групи/касти в районах Непалу

Жителі Непалу відомі як непальці або непальці. Непальці є нащадками трьох великих міграцій з Індії, Тибету та Північної Бірми та китайської провінції Юньнань через Ассам. Серед найдавніших мешканців були кірат у східному регіоні, невари в долині Катманду, аборигени таруси на рівнинах Тераї та народ кхас пахарі на далеких західних пагорбах. Незважаючи на міграцію значної частини населення до Тераї в останні роки, більшість непальців все ще живуть у центральних нагір’ях, а північні гори малонаселені.
Населення Непалу має дуже різноманітний склад — згідно із загальнонаціональним переписом народи країни розмовляють 123-ма мовами та діалектами двох мовних сімей — індоєвропейської і китайсько-тибетської.
Непал є мультикультурною та багатоетнічною країною, де проживають 125 різних етнічних груп, які сповідують низку корінних і народних релігій на додаток до індуїзму, буддизму, ісламу та християнства.
Непал належить до країн з II типом відтворення. Населення збільшується в середньому за рік на 2,8 %, головним чином за рахунок природного приросту. У 1930-х роках чисельність населення Непалу складала близько 5,6 млн. За даними перепису населення 1971 року кількість людей, що проживала на території країни на той час, дорівнювала 11,6 млн 1996 року чисельність населення вже складала 23,47 млн, 2017 року — 29,38 млн осіб.
За даними перепису 2011 року, населення Непалу становило 26,5 мільйона осіб, що майже втричі більше порівняно з 9 мільйонами в 1950 році. З 2001 по 2011 рік середній розмір сім'ї знизився з 5,44 до 4,9. Перепис також зафіксував близько 1,9 мільйона осіб поза країною, що на мільйон більше, ніж у 2001 році; більшість із них — чоловіки, які працюють за кордоном. Це корелювало зі зниженням співвідношення статей до 94,2 з 99,8 у 2001 році. Щорічний приріст населення становив 1,35% між 2001 та 2011 роками, порівняно з середнім показником 2,25% між 1961 та 2001 роками; це також пов'язано з еміграцією населення.
Найбільшу частку населення становлять непальці, розселені головним чином у центральній та південно-західній частинах країни.
У середній частині країни живуть також неварі, на захід від них — гурунг і магара, на схід — таманг, або мурмі, кіранті (кірати, або раї), лімбу, лепча, сунвари. У високогірних долинах крайньої півночі живуть шерпа і бхотія, близькі до Тибету. Південну низовину населяють біхарці (серед яких майтхілі, бходжпурі, а також близькі до них тхару).
У результаті значної еміграції в минулому, частка чоловічого населення в країні менша за жіночу. Більша частина економічно активного населення зайнята в сільському господарстві.
Народи, що мешкають у висотних районах Гімалаїв, в основному напівкочівники, мають великі стада овець і яків. Вони використовують літні пасовища аж до 5000 м. Населення також місяцями проводить час на дорогах з отарами овець або торгуючи між південним Непалом і Тибетом на півночі.
На Сході більше етнічних груп, і різні громади більш інтегровані, ніж групи на Заході[джерело?]. Рівень грамотності населення дуже низький. Ще недавно в Непалі було 97 % неписемних. До 1979 року частка неписемних скоротилася до 81 %. У 2011 році частка писемного населення зафіксована на рівні 65,9 %. Тепер початкові школи є у багатьох віддалених гімалайських селищах.
При середній щільності населення 105 осіб на 1 км², найвища — до 1000 осіб/км² — спостерігається в долині Катманду. Міське населення складає лише 17 %.
Найбільші міста: Катманду, Лалітпур (Патан), Бхактапур (Бхадгаон), Біратнагар, Непалгандж, Біргадж.
Непал входить до десятки найменш урбанізованих і десятки найшвидше урбанізованих країн світу. Станом на 2014 рік приблизно 18,3% населення проживало в містах. Рівень урбанізації високий у Тераї, Дунських долинах внутрішнього Тераю та долинах середніх пагорбів, але низький у високих Гімалаях. Подібним чином цей показник є вищим у центральному та східному Непалі порівняно з подальшим заходом. Столиця Катманду, яку називають «Містом храмів», є найбільшим містом країни, культурним і економічним центром. Інші великі міста Непалу включають Покхару, Біратнагар, Лалітпур, Бхаратпур, Біргундж, Дхаран, Хетауду та Непалгундж. Затори, забруднення та дефіцит питної води є одними з головних проблем, з якими стикаються швидко зростаючі міста, особливо долина Катманду.

### Релігія

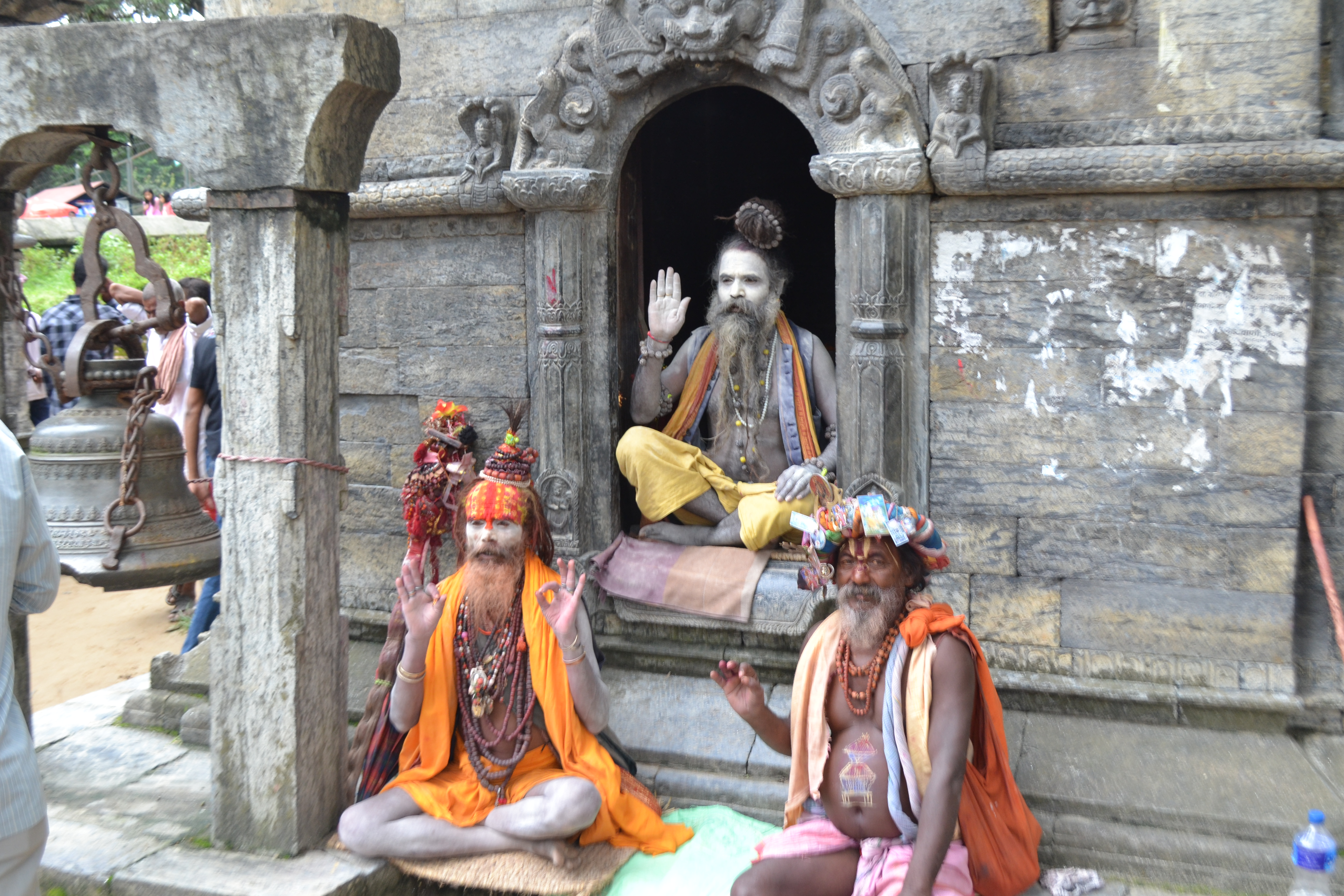
Садху в храмі Пашупатінатх

Індуїзм та буддизм є головними релігіями Непалу. Водночас у країні не існує конфліктів між представниками різних релігій, у тому числі між індуїстами та буддистами.
На півдні Непалу в місті Лумбіні у VI ст. до н. е. народився засновник буддизму Сіддгартха Ґаутама (Будда).
Непал — єдина у світі країна, де досі збереглися традиції та монастирі добуддистської релігії Бон-по.
Непал є світською країною, як зазначено в Конституції Непалу 2012 року (частина 1, стаття 4), де секуляризм «означає релігійну, культурну свободу разом із захистом релігії, культури, що передається з незапам’ятних часів (सनातन)». За даними перепису 2011 року, релігією з найбільшою кількістю послідовників у Непалі є індуїзм (81,3% населення), за яким слідує буддизм (9%); решта становили іслам (4,4%), кірант (3,1%), християнство (1,4%) і пракріті або поклоніння природі (0,5%). За відсотком населення Непал має найбільше населення індуїстів у світі. Донедавна Непал офіційно був індуїстським королівством, і Шива вважався божеством-охоронцем країни. Хоча багато державних політик протягом історії ігнорували або маргіналізували релігії меншин, непальські суспільства загалом користуються релігійною терпимістю та гармонією між усіма релігіями, лише з поодинокими випадками релігійно вмотивованого насильства. Конституція Непалу не дає нікому права навертати будь-яку людину в іншу релігію. У 2017 році Непал також прийняв більш суворий закон проти конверсії. Непал займає друге місце за кількістю індуїстів у світі після Індії.

### Мови

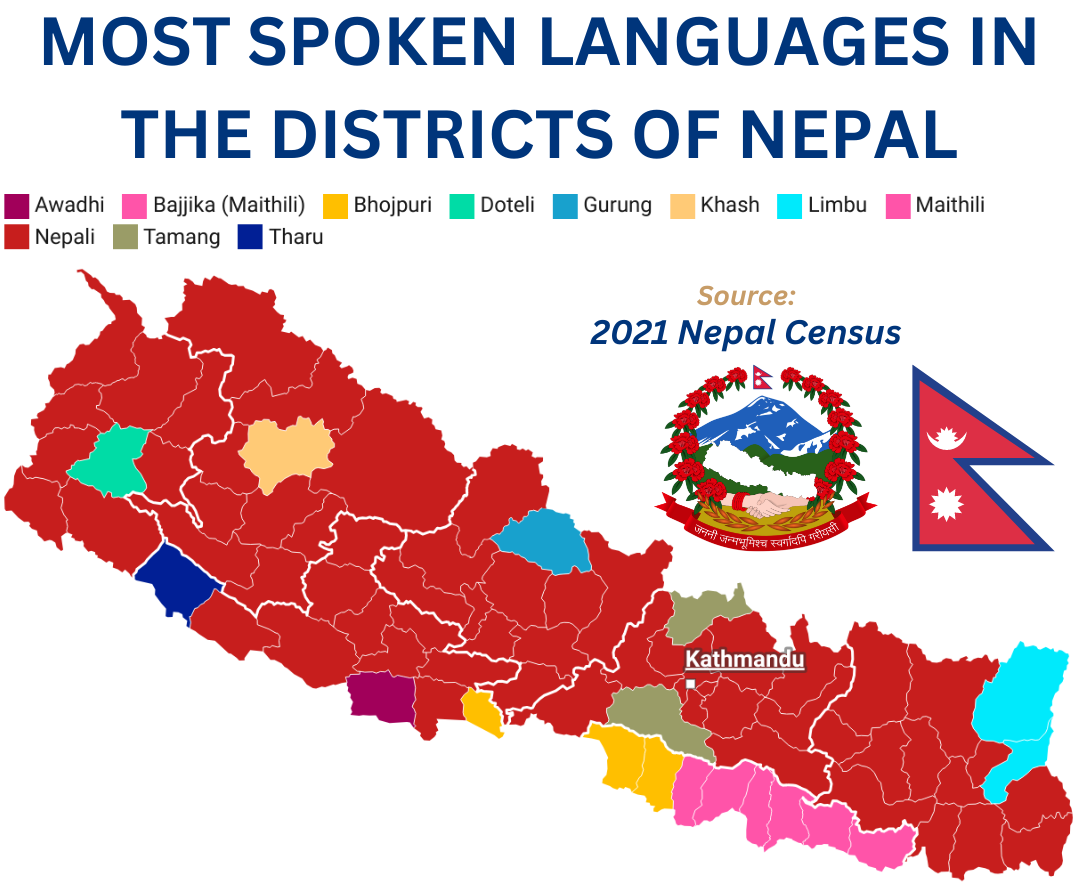
Непальські мови (2021)

Державною мовою та найпоширенішою мовою спілкування в Непалі є непалі. Водночас у країні розмовляють 123-ма розмовними діалектами.
Різноманітна мовна спадщина Непалу походить від трьох основних мовних груп: індоарійської, китайсько-тибетської та різних корінних мовних ізолятів. Основними мовами Непалу (відсоток рідних) згідно з переписом 2011 року є непальська (44,6%), майтхілі (11,7%), бходжпурі (6,0%), тхару (5,8%), таманг (5,1%), непальська бхаса (3,2%), баджіка (3%) і магар (3,0%), дотелі (3,0%), урду (2,6%), авадхі (1,89%) і санвар. У Непалі є принаймні чотири корінні жестові мови.
Нащадок санскриту, непальська мова написана письмом деванагарі. Це офіційна мова, яка є lingua franca серед непальців різних етнолінгвістичних груп. У південному регіоні Тераї розмовляють регіональними мовами майтхілі, авадхі та бходжпурі; Урду поширений серед непальських мусульман. Різновидами тибетської мови розмовляють у вищих Гімалаях і на північ від них, де стандартну літературну тибетську мову широко розуміють люди з релігійною освітою. Місцеві діалекти в Тераї та у гірських районах здебільшого неписемні, оскільки ведуться роботи по розробці систем для написання багатьох деванагарі або латинського алфавіту.

### Освіта
Непал увійшов у сучасність у 1951 році з рівнем грамотності 5% і близько 10 000 учнів, які навчалися в 300 школах. До 2017 року в 35 601 школі навчалося понад 7 мільйонів учнів. Загальний рівень грамотності (для населення віком від п’яти років) зріс з 54,1% у 2001 році до 65,9% у 2011 році. Чистий рівень охоплення початковою школою досяг 97% до 2017 року, але зарахування було менше 60 % на рівні середньої школи (9–12 класи) і близько 12 % на рівні вищої освіти. Хоча існує значна гендерна невідповідність у загальному рівні грамотності, дівчата випередили хлопчиків у вступі до всіх рівнів освіти. У Непалі є одинадцять університетів і чотири незалежні наукові академії. У 2024 році Непал посів 109 місце в рейтингу Global Innovation Index.
Відсутність належної інфраструктури та навчальних матеріалів, високе співвідношення кількості учнів і вчителів, а також політизація шкільних керівних комітетів і партійне об’єднання як серед учнів, так і вчителів є перешкодою для прогресу. Безкоштовна базова освіта гарантується конституцією, але програмі бракує фінансування для ефективної реалізації. Уряд має стипендіальні програми для дівчат і учнів з інвалідністю, а також дітей "мучеників" (у Непалі це термін для тих, хто робить внески на добробут країни чи суспільства), маргінальних спільнот і бідних. Десятки тисяч непальських студентів щороку залишають країну в пошуках кращої освіти та роботи, при цьому половина з них ніколи не повертається.

### Охорона здоров'я

Історичний розвиток тривалості життя в Непалі

Медичні послуги в Непалі надаються як державним, так і приватним секторами. Очікувана тривалість життя при народженні станом на 2017 рік становить 71 рік, що є 153-м найвищим показником у світі проти 54 років у 1990-х роках і 35 років у 1950 році. Дві третини всіх смертей спричинені неінфекційними захворюваннями; хвороби серця є основною причиною смерті. У той час як малорухливий спосіб життя, незбалансоване харчування, споживання тютюну та алкоголю сприяли поширенню неінфекційних захворювань, багато людей помирають через інфекційні та виліковні хвороби, спричинених поганими санітарними умовами та недоїданням, через брак освіти, обізнаності та доступу до медичних послуг.
Непал досяг значного прогресу в охороні здоров'я матері та дитини. 95% дітей мають доступ до йодованої солі, а 86% дітей віком від 6 до 59 місяців отримують профілактичне лікування вітаміном А. Відставання в рості, недостатня вага та виснаження значно зменшилися; недоїдання, яке становить 43% серед дітей до п’яти років, є надзвичайно високим. Анемія у жінок і дітей зросла між 2011 і 2016 роками, досягнувши 41% і 53% відповідно. Низька вага при народженні – 27%, а грудне вигодовування – 65%. Непал знизив рівень материнської смертності до 229 з 901 у 1990 році; дитяча смертність знизилася до 32,2 на тисячу живонароджених порівняно зі 139,8 у 1990 році. Рівень поширеності контрацепції становить 53%, але різниця між сільською та міською місцевістю висока через відсутність обізнаності і легкого доступу.
Прогрес у галузі охорони здоров’я зумовлений сильною ініціативою уряду у співпраці з неурядовими організаціями та міжнародними організаціями. Центри громадського здоров’я безкоштовно надають 72 основних видів ліків. Крім того, план державного медичного страхування, започаткований у 2016 році, який покриває медичне лікування на суму до 50 000 рупій для п’яти членів сім’ї, за премію 2500 рупій на рік, мав обмежений успіх і, як очікується, буде розширюватися. Виплачуючи стипендії за чотири допологові візити до медичних центрів і госпіталізовані пологи, Непал зменшив показник пологів на дому з 81% у 2006 році до 41% у 2016 році. Програми шкільного харчування сприяли покращенню рівня освіти, як і показників харчування серед дітей. Субсидії на будівництво туалетів у рамках амбітної програми «одне домогосподарство — один туалет» призвели до того, що у 2019 році рівень поширеності туалетів досяг 99% проти лише 6% у 1990 році.

### Імігранти та біженці
Непал має давню традицію приймати іммігрантів і біженців. У наш час тибетці та бутанці становлять більшість біженців у Непалі. Тибетські біженці почали прибувати в 1959 році, і щороку в Непал приїжджає набагато більше. Бутанські біженці Лхотсампа почали прибувати в 1980-х роках і нараховували понад 110 000 до 2000-х років. Більшість з них були переселені в треті країни. Наприкінці 2018 року в Непалі було підтверджено 20 800 біженців, 64% з них були тибетцями та 31% бутанцями. Економічні іммігранти та біженці, які тікають від переслідувань або війни, із сусідніх країн, Африки та Близького Сходу, яких називають «міськими біженцями», оскільки вони живуть у квартирах у містах замість таборів для біженців, не мають офіційного визнання; уряд сприяє їх переселенню в треті країни.
Близько 2000 іммігрантів, половина з яких китайці, подали документи на дозвіл на роботу в 2018-2019. Уряду бракує даних про індійських іммігрантів, оскільки їм не потрібні дозволи на проживання та роботу в Непалі; Уряд Індії оцінює кількість індійців-нерезидентів у країні в 600 000.

## Культура

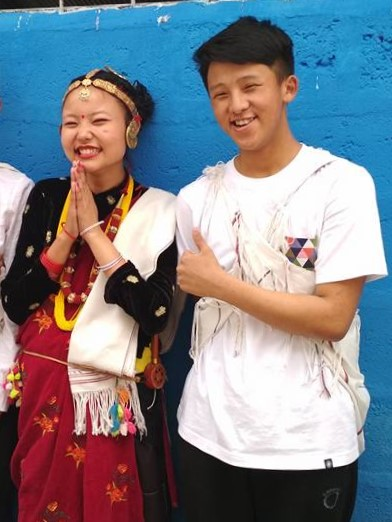
Пара народу магар

### Суспільство
Традиційне непальське суспільство іноді описується соціальною ієрархією. Непальська кастова система втілює значну частину соціального розшарування та багато соціальних обмежень, притаманних Південній Азії. Соціальні класи визначаються більш ніж сотнею ендогамних спадкових груп, які часто називають джаті, або «кастами». Непал оголосив недоторканність незаконною в 1963 році і з тих пір прийняв інші антидискримінаційні закони та ініціативи соціального забезпечення. На робочому місці та в навчальних закладах у міському Непалі кастова ідентифікація майже втратила своє значення.
Сімейні цінності є важливими в непальській традиції, і багатопоколінні патріархальні спільні сім'ї були нормою в Непалі, хоча нуклеарні сім'ї стають поширеними в міських районах. Переважна більшість непальців, за їхньою згодою чи без неї, одружуються своїми батьками або іншими старшими в сім’ї. Вважається, що шлюб укладається на все життя, а відсоток розлучень надзвичайно низький, менше одного з тисячі шлюбів закінчується розлученням. Дитячі шлюби поширені, особливо в сільській місцевості; багато дівчат опиняються в шлюбі до 18 років.

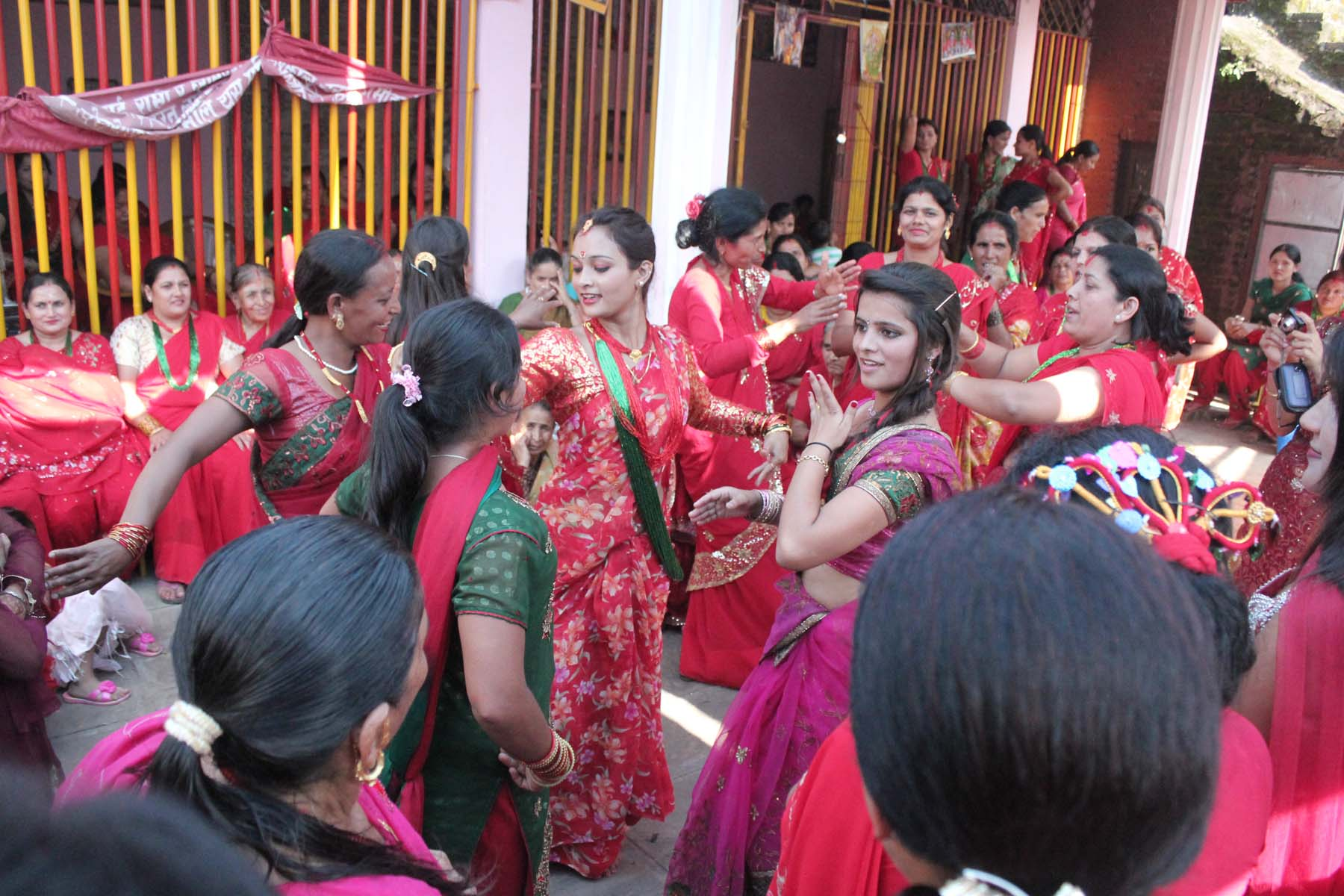
Жінки святкують Харіталіка Тіж (Haritalika Teej) у Непалі

Багато непальських свят мають релігійне походження. Серед найвідоміших: фестиваль Гадхімай, Дашайн, Тіхар, Тедж, Чхат, Магі, Сакела, Холі та непальський новий рік.
Фестиваль Гадхімай — це індуїстський фестиваль, який проводиться кожні п’ять років у Непалі в храмі Гадхімай і був описаний як найкривавіший фестиваль у світі. Ця подія передбачає масштабний забій тварин і птахів, у тому числі буйволів, кіз, овець, курей, качок, голубів, свиней, щурів і білих мишей, з метою догодити богині Гадхімай. Критики кажуть, що святковий ритуал є варварським, антисанітарним і марнотратним, але індуїсти наполягають, що він має глибоке релігійне значення.
Дашайн — головне індуїстське релігійне свято в Непалі. Керуючись вірою в те, що підношення свіжої крові заспокоїть богиню Дургу, під час фестивалю забивають тисячі буйволів, кіз, овець, свиней, курей і качок. Численні зоозахисники висловлюють стурбованість проблемою жорстокого поводження з тваринами та їх масового забою. Уряд Непалу намагався заборонити зйомку жертвоприношень тварин. Група захисту тварин, яка була свідком фестивалю, повідомляла: «Ми зазнали жорстокого та фізичного нападу. Наше обладнання та камери вирвали з наших рук і розбили на шматки». Вони також сказали, що бачили відвідувачів фестивалю, які справляли нужду публічно, і їм довелося ходити серед людських фекалій. В іншому випадку непальці з мачете переслідували вулицями активістів із захисту тварин.
У XXI столітті в Непалі все ще відбувається полювання на відьом. Жертвами зазвичай є бідні літні жінки, вільні молоді жінки, вдови жінки нижчих каст або будь-яка можлива комбінація вищезазначеного. Зловмисниками, як правило, є сусіди чи односельчани, іноді родичі чи близькі родичі. Політики, вчителі, поліцейські, армійські офіцери та інші поважні члени громади також були причетні до різних інцидентів. Страта жінок може бути виконана шляхом спалення живцем. Багато потерпілих вмирають від отриманих травм від тортур і нападів. Нелетальне полювання на відьом зазвичай включає побиття та згодовування екскрементів.

### Символи
Національний звір — корова, національний птах — монал гімалайський, національна квітка — рододендрон деревний (Rhododendron arboreum), національний колір — малиновий, національний спорт — волейбол.
На гербі Непалу зображено засніжені Гімалаї, лісисті пагорби та родючий Терай, підтримувані вінком рододендронів, з національним прапором на гребені та на передньому плані, білою мапою Непалу під ним, а також з'єднаними правими руками чоловіка та жінки, що символізує гендерну рівність. Внизу - національний девіз, санскритська цитата про патріотизм, який у непальському фольклорі приписують божеству Рамі, написана шрифтом деванагарі — «Мати і батьківщина вищі за небеса».
Прапор Непалу є єдиним державним прапором у світі, який не має прямокутної форми. Конституція містить інструкції щодо геометричної конструкції прапора з подвійним вимпелом. Згідно з офіційним описом, малиновий колір на прапорі символізує перемогу у війні або мужність, а також є кольором рододендрона. Синя облямівка прапора означає прагнення непальського народу до миру. Місяць на прапорі символізує мирний і спокійний характер непальців, а сонце символізує агресивність непальських воїнів.
Президент є символом національної єдності. Мученики (у Непалі термін для того, хто робить внески на добробут країни чи суспільства) є символами патріотизму. Героями війни вважаються командири англо-непальської війни Амар Сінгх Тапа, Бгакті Тапа і Балбхадра Кунвар. Спеціальне звання «Національний герой» було присвоєно 16 особам з історії Непалу за їхній винятковий внесок у підвищення престижу Непалу. Король Прітхві Нараян Шах, засновник сучасного Непалу, користується високою пошаною та багатьма вважається «батьком нації».

### Мистецтво і архітектура
Найстарішими відомими зразками архітектури в Непалі є ступи раннього буддизму в Капілвасту та навколо нього на південному заході Непалу, а також ступи, побудовані Ашокою в долині Катманду бл.250 р. до нашої ери Характерна архітектура, пов’язана виключно з Непалом, була розроблена та вдосконалена майстрами Ньюа з долини Катманду не пізніше періоду Лічхаві. Китайська книга мандрівників часів династії Тан, ймовірно, заснована на записах бл. 650 р. н.е., описує сучасну непальську архітектуру, переважно збудовану з дерева, як багату на мистецтво, а також скульптури з дерева та металу. У ній описано розкішну семиповерхову пагоду посеред палацу з дахом, вкритим мідною черепицею, балюстрадою, решітками, колонами та балками, оздобленими дрібним дорогоцінним камінням, і чотирма золотими скульптурами Макара в чотирьох кутах основи, з ротів яких, як з фонтану, б'є вода, що подається мідними трубами, з'єднаними з жолобами на верхівці вежі. Пізніші китайські хроніки описують палац непальського короля як величезну споруду з багатьма дахами, що свідчить про те, що китайці ще не були знайомі з архітектурою пагоди, яка зараз стала однією з головних характеристик китайської архітектури.
Типовий храм-пагоду будують з дерева, кожен шматок якого тонко вирізьблений геометричними візерунками або зображеннями богів, богинь, міфічних істот і звірів. Дахи, зазвичай вкриті глиняною черепицею, а іноді позолочені, послідовно зменшуються в пропорції, поки не досягають самого верхнього даху, який сам увінчаний золотим завершенням. Основа зазвичай складається з прямокутних терас з тонко вирізьбленого каменю; вхід зазвичай охороняється кам'яними скульптурами традиційних фігур. Бронзова та мідна майстерність, яку можна спостерігати у скульптурі божеств і звірів, прикрасах дверей і вікон та завершеннях будівель, а також у предметах повсякденного вжитку, вирізняється не меншою пишністю. Найрозвиненішою з непальських традицій живопису є традиція живопису танка або паубха тибетського буддизму, що практикується в Непалі буддійськими ченцями та ремісниками-новарами. Храм Чангу Нараяна, збудований приблизно в IV столітті нашої ери, має, мабуть, найкращі вироби з дерева; площі Катманду, Патан і Бхактапур Дурбар є кульмінацією непальського мистецтва та архітектури, демонструючи непальську майстерність з обробки дерева, металу та каменю, що вдосконалювалася протягом двох тисячоліть.
Вікно «анкхіджх'ял», що дозволяє односторонній огляд зовнішнього світу, є прикладом унікального непальського дерев'яного ремесла, яке зустрічається в будівельних конструкціях, як домашніх, так і громадських, як давніх, так і сучасних. У багатьох культурах стіни будинків розмальовують орнаментними візерунками, фігурами богів і звірів та релігійними символами; в інших - однотонними, часто глиною або чорноземом, що контрастує з жовтим ґрунтом або вапняком. Дахи як культових, так і житлових споруд значно виступають, імовірно, для захисту від сонця та дощу. Деревина побутових споруд, як і культових, має тонке різьблення.

### Розграбування культурної спадщини Непалу
Розграбування культурної спадщини є кризовим в Непалі, незважаючи на зусилля по боротьбі з ним. Волонтери, які працюють у Непальській кампанії відновлення спадщини, допомогають відновити артефакти. У 2022 році лондонська філія Barakat Gallery відмовилася від різьбленої дерев’яної Торани XVI-го століття, церемоніальних воріт, і кам’яної статуї відданого, що стоїть на колінах, XVII-го століття, обидві взяті зі священних місць поблизу Катманду. У 2023 році непальські артефакти, які ймовірно були викрадені, були знайдені в Інституті мистецтв Чикаго, Музеї мистецтв Метрополітен Музеї мистецтв Далласа, Музеї Рубіна та інших музеях і з’явилися на аукціонах Christie’s, Bonhams та інших аукціонних домах.

### Література та образотворче мистецтво

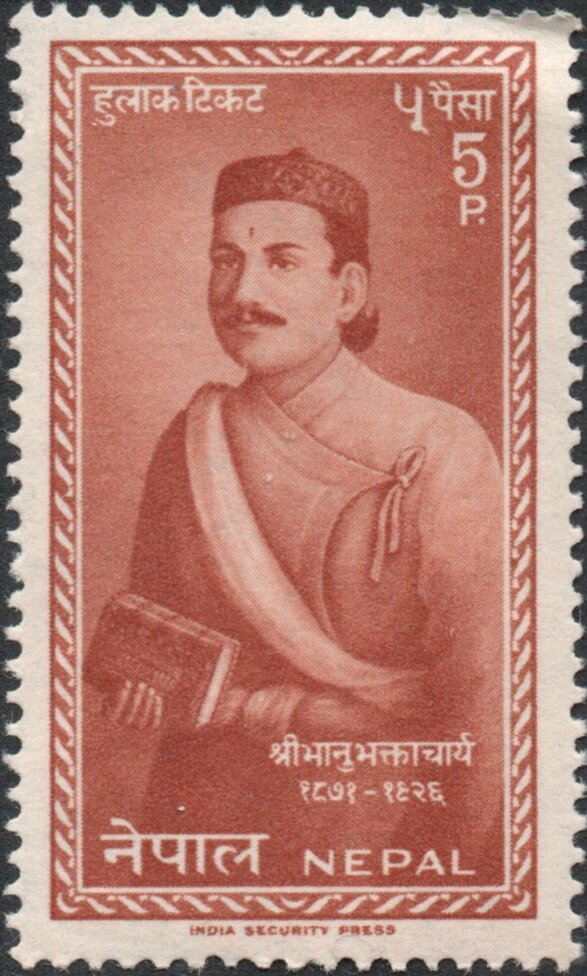
Бханубгакта Ачар'я, непальський письменник, який переклав стародавній індуїстський епос Рамаяна непальською мовою

### Одяг

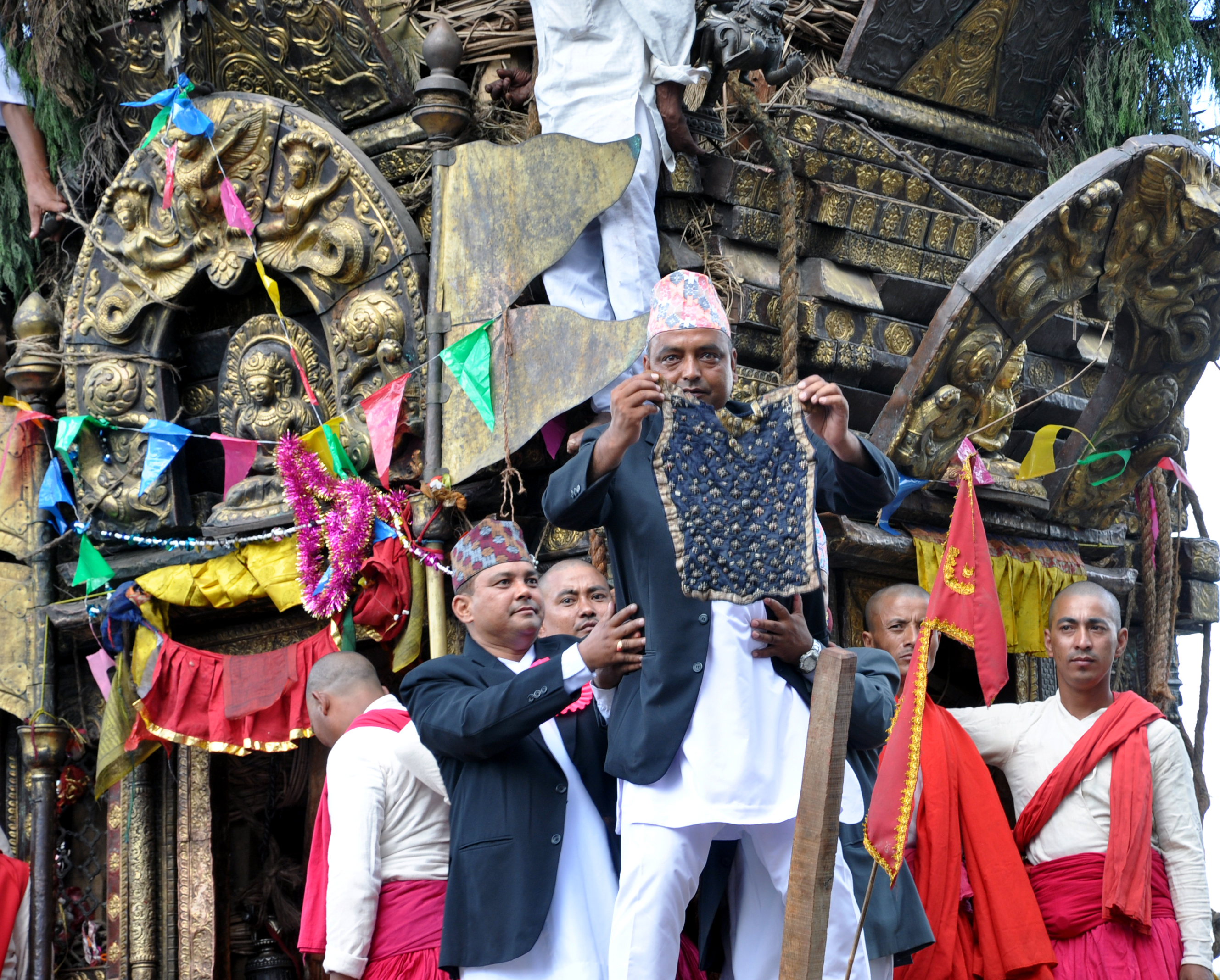
Непалець у Даура-Сурувалі, пальто й Дхака-топі, демонструє бхото під час фестивалю Бхото Джатра.

### Кухня

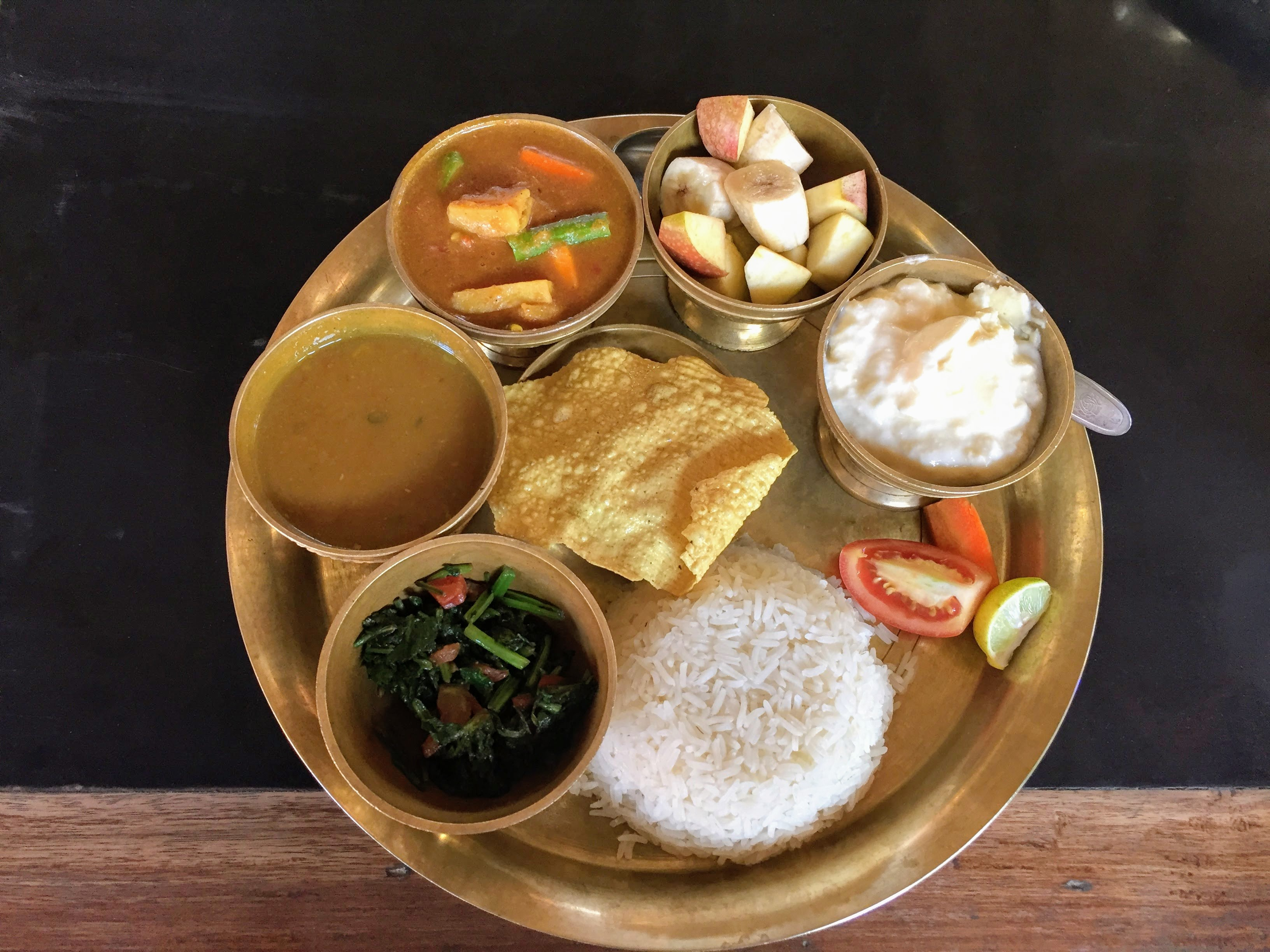
Дал-бхат талі з відвареним рисом, супом із сочевиці, смаженою листовою зеленню, овочевим каррі, йогуртом, пападом та овочевим салатом

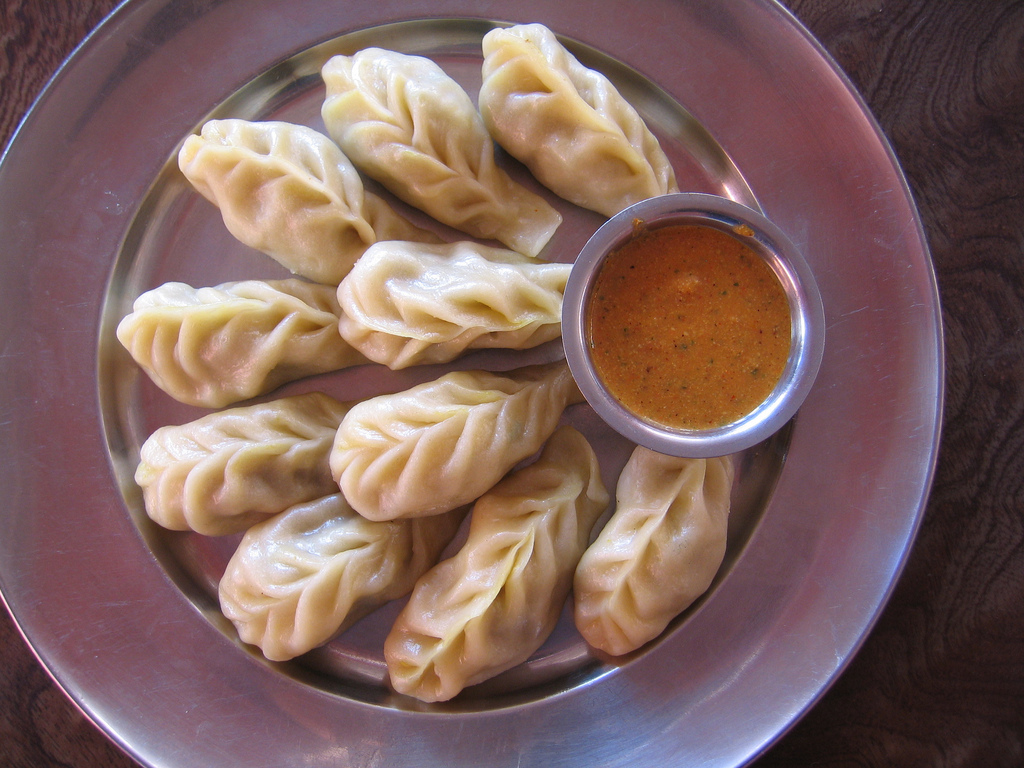
Пельмені момо з чатні

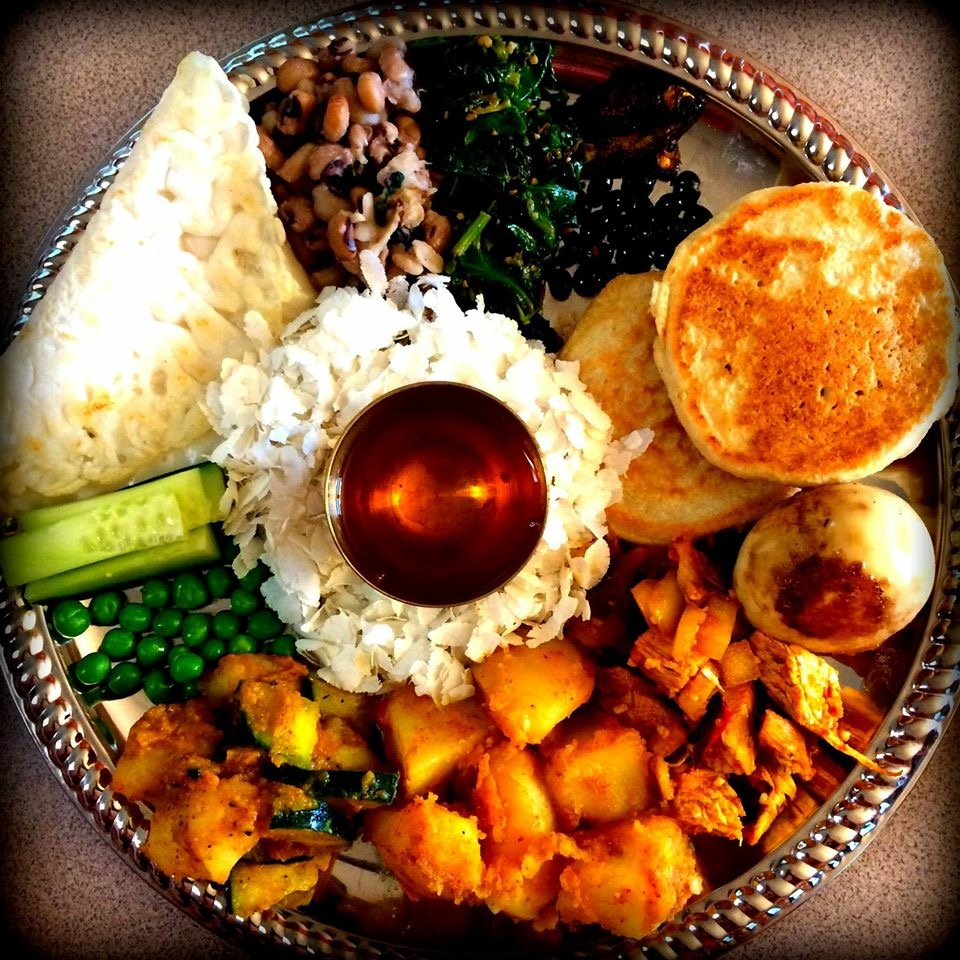
Самаябаджі (нова кухня)

### Спорт і відпочинок

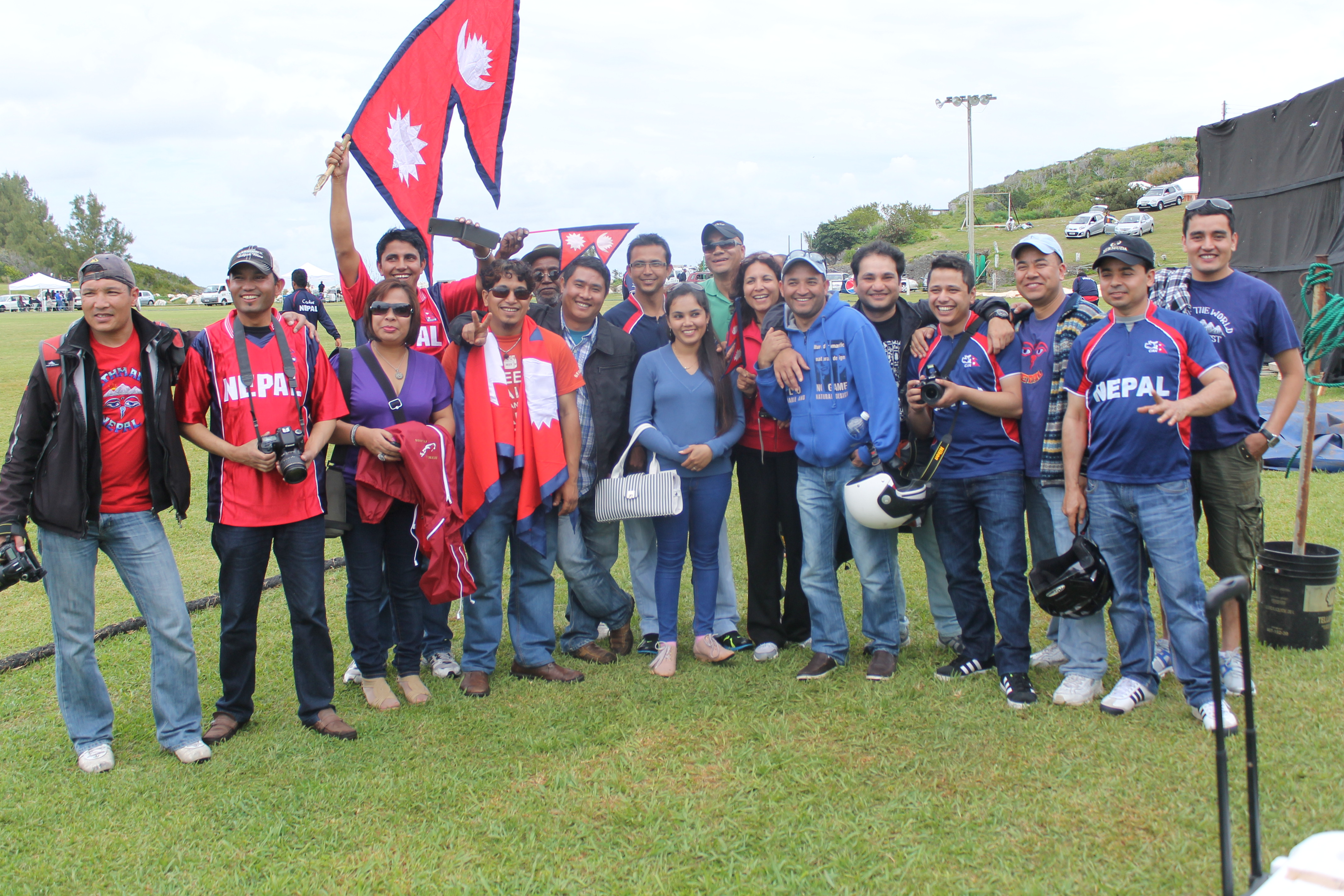
Непальські вболівальники крикету відомі своєю надзвичайно палкою підтримкою своєї національної збірної.